# Période thinite
Pour les autres périodes historiques homonymes, voir Archaïque.
v. 3100 AEC – 2750,/2675 AEC,
Entités précédentes :
- Période prédynastique égyptienne

Entités suivantes :
- Ancien Empire

On appelle période thinite de l'Égypte (ou période archaïque) la période couverte par les deux (ou trois pour certains auteurs) premières dynasties ; elle est ainsi désignée parce que Manéthon leur assigne Thinis, près d'Abydos en Haute-Égypte, comme lieu d’origine. Cette période s'ouvre vers la fin du IVe millénaire avant l'ère commune par l'unification légendaire de l'Égypte par le non moins légendaire Ménès, assimilé au roi Narmer. Elle se termine par l'avènement de Djéser ou Snéfrou (selon le placement de la IIIe dynastie), c'est-à-dire l'âge des pyramides nommé l'Ancien Empire. C'est au cours de cette période que se mettent en place les traits qui caractériseront la civilisation égyptienne pendant plus de trois millénaires. Les évènements politiques sont cependant peu connus, ne transparaissant qu'aux travers de quelques documents archéologiques (étiquettes, vases inscrits, inscriptions rupestres, etc.), complétés par les annales fragmentaires de la stèle nommée pierre de Palerme.

## Définition de la période
La période est parfois nommée « période/époque archaïque », elle est généralement qualifiée de « thinite » en français car, selon Manéthon et que semblent confirmer les découvertes archéologiques, les premières dynasties semblent originaires de Thinis, près d'Abydos en Haute-Égypte. En anglais, cette période est aussi nommée « archaic period » (soit en français, « période archaïque ») ou encore « early dynastic period » (qui peut être traduit en français par « première période dynastique »), cette dernière expression étant préférée par Toby Wilkinson pour éviter la connotation péjorative que le terme « archaic » peut prendre.
Deux définitions existent concernant cette période :
- selon la plupart des chercheurs, la période ne couvre que les deux premières dynasties, faisant commencer l'Ancien Empire dès le règne de Djéser, fondateur de la IIIe dynastie[6],
- selon d'autres chercheurs, la période inclut également la IIIe dynastie car elle est la continuité des deux premières dynasties, le changement culturel étant, par certains aspects, plus prononcé lors du règne de Snéfrou, premier roi de la IVe dynastie, c'est-à-dire l'« âge des pyramides » véritables[5],[7].

Peu importe le classement de la IIIe dynastie dans la période thinite ou l'Ancien Empire, sa courte durée (environ trois quarts de siècle) et les éléments culturels qui la caractérisent font de cette dynastie une transition entre ces deux périodes.

## Histoire politique

### Unification du pays

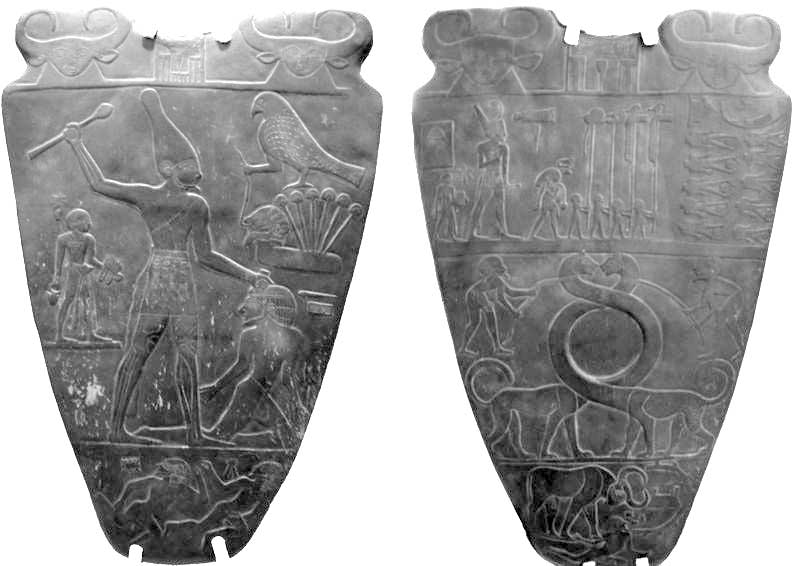
Palette de Narmer

#### Figure légendaire
Selon Hérodote, le roi au nom hellénisé Ménès aurait le premier unifié l'Égypte à partir des deux royaumes de Haute et de Basse-Égypte avec comme capitales respectives Nekhen et Bouto, puis il aurait fondé Memphis à la jonction entre les deux anciens royaumes. Ce nom de Ménès peut être reconnu dans le nom Méni inscrit en tant que premier roi égyptien dans certaines listes royales du Nouvel Empire, montrant que cette figure légendaire datait d'une époque bien antérieure à celle d'Hérodote. Il a été tenté, sans arriver à un consensus, de rapprocher la figure de Ménès des rois contemporains de la Ire dynastie, en particulier avec Narmer et Aha qui sont tous deux attestés avec des hiéroglyphes formant le mot Men :
- une empreinte de sceau découverte à Abydos, sur laquelle le serekh de Narmer alterne avec le hiéroglyphe du plateau de jeu, se lisant men, et le complément phonétique n symbolisé par le hiéroglyphe de l'eau,
- une étiquette en ivoire découverte dans la tombe de Neith-Hotep à Nagada et sur laquelle sont inscrits le serekh d'Aha et, à l'intérieur de ce qu'il semble être un sanctuaire, les signes se lisant Nebty Men, la mention de Nebty pourrait en faire la plus ancienne attestation de ce titre, bien que cela ne soit pas certain[9].

Plusieurs interprétations ont été données à ces documents : pour le premier document, une première interprétation a simplement associé le nom Men au roi Narmer, tandis qu'une autre, loin de faire l'unanimité, faisant de cette empreinte de sceau celle d'un roi et de son fils aîné, faisant ainsi de Aha et Men une seule personne ; pour le second document, une première interprétation a simplement associé le nom Men au roi Aha, tandis qu'une autre hypothèse, faisant remarquer que l'inscription Nebty Men était située à l'intérieur d'une sorte de sanctuaire, a proposé comme interprétation que l'étiquette serait une figuration de l'enterrement de Narmer par Aha. Ces différentes interprétations ne font cependant pas consensus. Toujours est-il que, selon trois scellements découverts à Abydos, les deux premiers dans la nécropole de Den, le troisième dans la nécropole de Qâ, Narmer était une figure fondatrice pour ses successeurs de la dynastie, ces trois sceaux montrant l'ordre de succession des rois, respectivement de Narmer à Ouadji/Djet et incluant Merneith (la mère de Den) pour le premier, de Narmer à Den et incluant Merneith à nouveau pour le deuxième, et de Narmer à Qâ (sans Merneith cette fois) pour le troisième.

#### Processus long et complexe
Si la question de l'identification de Ménès à Narmer ou Aha peut être symboliquement important, ce n'est toutefois pas le point le plus important. L'histoire de cette unification est en effet bien plus complexe et a dû s'étaler sur plusieurs générations,.
Ce qui est certain, c'est qu'existaient trois importants proto-royaumes sur le territoire égyptien : ils se situaient au cœur de la Haute-Égypte, avec comme capitales respectives Thinis, Noubet (site moderne de Nagada) et Nekhen, le proto-royaume de Noubet semblant s'effacer par la suite au profit de l'un des deux autres. Il semble par la suite que Thinis prit l'avantage sur Nekhen puis, petit à petit, sur l'ensemble du pays ainsi qu'en Basse-Nubie, par des moyens inconnus, mais ayant probablement inclus des moyens militaires. Si l'élite du royaume choisit les nécropoles memphites, et particulièrement Saqqarah-Nord, comme lieux d'inhumation, montrant probablement que Memphis était devenue la capitale administrative du royaume a minima dès le règne d'Aha, peut-être dès le règne d'Iry-Hor, Thinis resta une ville importante car c'est près de celle-ci, dans la nécropole d'Oumm el-Qa'ab à Abydos, que les rois de la Ire dynastie choisirent de se faire enterrer. De plus, comme dit précédemment, la période qu'inaugure la Ire dynastie est qualifiée de « thinite » car c'est là, selon la tradition égyptienne tardive qu'a rapportée Manéthon dans ses écrits, qu'était située la capitale à l'époque.
On peut également noter qu'Iry-Hor et Ka, deux des derniers rois prédynastiques de Haute-Égypte et probables prédécesseurs immédiats de Narmer, sont attestés au Ouadi ‘Ameyra, dans le Sinaï, avec en plus la plus ancienne mention de Memphis dans l'inscription d'Iry-Hor, prouvant l'antériorité de la fondation de la capitale par rapport à la Ire dynastie. Par ailleurs, la situation géographique des inscriptions montrent que ces deux rois du Sud devaient contrôler a minima une partie du Nord du pays, leur permettant ainsi d'accéder à la péninsule du Sinaï. On peut noter également que des documents découverts dans les tombes des rois Iry-Hor et Ka attestent de la taxation de territoire de Haute-Égypte mais aussi de Basse-Égypte, démontrant à nouveau un contrôle a minima d'une partie de la Basse-Égypte.
Concernant le moment exact de l'unification, il est possible que ce soit Narmer qui en soit l'auteur, en ayant peut-être annexé un dernier territoire qui échappait au contrôle des rois de Thinis, territoire qui était peut-être situé dans le Delta occidental, ce qui sera retenu dans le reste de l'histoire égyptienne par la place qu'a Bouto (à l'origine deux cités nommées Pé and Dep et séparées par le bras du Nil au bord duquel elles étaient situées) en tant que capitale de la Basse-Égypte, en opposition à Nekhen capitale de la Haute-Égypte, qu'on peut retrouver par exemple dans les Âmes de Pé et de Nekhen. Cependant, cela ne reste qu'une hypothèse, car, comme mentionné précédemment, il semble que ce soit Thinis qui ait pris l'avantage sur Nekhen pour la Haute-Égypte. Cette dernière annexion, réalisée par les armes, aurait été représentée sur la fameuse palette de Narmer, découverte à Nekhen en 1898, représentant Narmer portant les insignes des Haute et Basse-Égypte. S'il y a eu pendant longtemps débat pour savoir si elle commémore un événement historique ou si elle est purement symbolique, une « étiquette-année », découverte à Abydos en 1993, datant de Narmer et décrivant semble-il le même événement que la palette, attesterait qu'il s'agit bien d'un événement historique,,,, bien que certains égyptologues émettent encore des doutes,,.
Mais il est tout autant possible que l'unification effective du territoire égyptien ait eu lieu bien avant Narmer, les évènements mentionnés sur la palette de Narmer et « l'étiquette-année » d'Abydos ne seraient alors que des opérations de maintien de l'ordre. En effet, comme mentionné précédemment, les rois Iry-Hor et Ka devaient contrôler a minima une partie de l'Égypte, il est possible qu'ils contrôlaient en fait l'ensemble du Delta. Ce qui aurait alors distingué Narmer de ses prédécesseurs ne serait alors pas la conquête totale de l'Égypte, mais la formalisation de l'idéologie royale, consacrée par des représentations codifiées du monarque sous une forme qui n'évoluera que très peu dans les trois millénaires qui suivent.

### Iredynastie
Pour la Ire dynastie, la succession des souverains est considérée comme certaine. Après Narmer, la succession des sept rois suivants jusqu'à Qâ est connue avec une certaine certitude. Ces huit souverains ont, règne après règne, tenté de consolider l'unification du pays. Ils se sont tous fait enterrer près de leur capitale Thinis, dans le cimetière d'Oumm el-Qa'ab. Jusqu'à la fin de la Ire dynastie, la tradition voulait que les plus proches parents ainsi que les serviteurs de haut rang suivent le roi dans la mort. Ils étaient enterrés dans de petites tombes latérales presque carrées, directement à côté de la tombe du roi.
La reine Merneith joue un rôle historique particulier au début du règne de son fils Den. Les sceaux en argile de la tombe de cette dame à Oumm el-Qa'ab ainsi que le complexe funéraire extraordinairement grand avec son propre quartier de culte et sa propre stèle funéraire de format royal permettent de conclure qu'elle a pris en charge et dirigé les affaires du gouvernement pour le roi Den pendant un certain temps, puisque ce dernier était probablement encore trop jeune pour la fonction de roi. En effet, le prédécesseur de Den, le roi Ouadji, a eu un règne court. Den a donc partagé le trône royal avec sa mère. Des cas similaires sont également connus pour les reines Ânkhésenpépi II (VIe dynastie) et Hatchepsout (XVIIIe dynastie).

#### Développement du pays
Narmer est attesté sur de nombreux sites du pays, de Nekhen au sud jusqu'au Delta, incluant la ville de Bouto dans le Delta occidental. Le roi est également attesté dans les régions entourant la Vallée, soit dans le désert oriental, plus précisément au site no 18 du Ouadi Qash,, dans le désert occidental, plus précisément dans l'oasis de Kharga,(en) « The Narmer Catalog Source Number 6015 » et dans le Gebel Tjaouti,(en) « The Narmer Catalog Source Number 4037 » près de Coptos, ainsi que peut-être au Nag-el-Hamdoulab près d'Éléphantine, même si l'identification n'est pas certaine de par l'absence de nom dans le serekh, et dans le Sinaï, plus précisément au Ouadi 'Ameyra. Ces différentes attestations montrent que le roi est présent dans toute l'Égypte et au-delà, montrant que l'Égypte est unifiée sous son règne. Un autre point à noter est que Narmer est fortement présent en Canaan, dans la continuité de ses prédécesseurs, où une colonisation de fait d'une partie du sud du territoire a lieu, peut-être pour contrôler plus efficacement les routes commerciales dans une région alors peu structurée politiquement. Après son règne, le roi se fit enterrer dans le cimetière d'Oumm el-Qa'ab près d'Abydos, à côté de ses probables prédécesseurs immédiats Iry-Hor et Ka.
Le successeur de Narmer se nommait Aha et a été enterré près de ce dernier dans le cimetière d'Oumm el-Qa'ab, mais cette fois dans une tombe bien plus grande constituée de trois grandes cavités creusées, montrant le développement du royaume égyptien sous son règne, notamment sur le plan architectural. De plus, la tombe d'Aha, contrairement à celles de ses prédécesseurs, était accompagnée de trente-quatre tombes subsidiaires, dont celle de son épouse Beneryb, littéralement « Celle qui a un cœur doux »,. Aha a également construit trois enclos funéraires à un peu plus d'un kilomètre à l'est du cimetière, près des zones cultivées, inaugurant une pratique qui sera suivie par ses successeurs. Le roi est attesté sur plusieurs sites égyptiens, mais sur une aire moins vaste que Narmer, allant de la nécropole memphite au nord (Abou Rawash, Zaouiet el-Aryan, Saqqarah, Helwan) à Nagada au sud, notamment, sur ce dernier site, par la tombe de l'un des membres féminins les plus proéminents de la famille royale de l'époque, celle de Neith-Hotep, considérée comme l'épouse d'Aha et peut-être la régente au début du règne de Djer. Si Narmer était déjà attesté dans la nécropole memphite, le plus ancien roi attesté dans les tombes de l'élite du pays située dans cette nécropole est Aha, ce qui prouve incontestablement que le palais, la cour et l'administration centrale étaient situés à Memphis. Le roi est connu pour avoir visité le sanctuaire de Neith à Saïs, comme l'indiquent deux tablettes découvertes à Abydos. Ces visites de sanctuaire faisaient partie intégrante de la charge royale et sont attestés régulièrement dans le registre archéologique. Il semble que ce soit à partir du règne d'Aha que l'Égypte commence à se désengager de la région de Canaan, ce roi n'est d'ailleurs peut-être attesté directement qu'une seule fois, bien que l'identification ne soit pas certaine, certains chercheurs considérant que le roi n'y est jamais attesté directement. Toujours est-il que la présence égyptienne reste attestée sous son règne, notamment par l'étude de la poterie dans l'avant-poste égyptien à En Besor, toujours actif sous le règne d'Aha. L'inscription sur une tablette d'ivoire d'Abydos suggère qu'Aha a mené une expédition contre les Nubiens : une année est explicitement appelée « l'Année de frappe de Ta-Sety », Ta-Sety étant le nom de la Nubie à l'époque,. Les deux dernières années du règne d'Aha sont inscrites sur le fragment de Palerme de la pierre du même nom : la case-année de la dernière année complète indique que la festivité biannuelle nommée « Suivants d'Horus », peut-être un déplacement du roi et/ou d'une partie de la cour dans le but liée à la taxation des habitants du pays, et la création d'une image, c'est-à-dire une statue, d'Anubis ; la dernière case-année le concernant indique qu'il mourut au septième jour du sixième mois de cette année.
Djer est le successeur de Aha sur le trône d'Horus. Son règne, qui semble avoir été long, est reporté sur plusieurs fragments de la pierre de Palerme, qui conservent environ dix-huit années (les neuf premières années du règne sur le fragment de Palerme, neuf autres du milieu du règne sur le fragment du Caire no 1) des quarante et quelques qu'a duré son règne. Les cases-années de la pierre font référence principalement à des activités cultuelles, comme celle biannuelle et nommée « Suivants d'Horus », ainsi qu'à une expédition dans un territoire nommé Sṯt, qui plus tard se référera au Proche-Orient de manière générale mais peut-être pas à cette époque reculée. Toujours est-il qu'une expédition au Ouadi 'Ameyra est attestée grâce à une inscription rupestre, avec le nom de Neith-Hotep mentionné également à côté du serekh de Djer. L'expédition vers le territoire de Sṯt pourrait faire référence à cette expédition au Sinaï, mais cela n'est pas certain. Une autre expédition semble avoir eu lieu en Nubie, comme l'atteste une inscription rupestre au Gebel Sheikh Souleiman. En plus des activités cultuelles mentionnées sur la pierre de Palerme, une étiquette d'ivoire découverte à Abydos indique que des visites royales à Bouto et à Sais ont eu lieu au cours du règne. Enfin, l'architecture funéraire se développa fortement sous son règne, car, non seulement, sa tombe n'était constituée plus que d'une seule cavité, mais cette dernière fut découpée en plusieurs salles, séparant ainsi le caveau des magasins, mais aussi le nombre de tombes subsidiaires (trois cent dix-huit) est beaucoup plus élevé que celui de son prédécesseur (trente-quatre), et enfin, l'enclos funéraire, unique contrairement aux trois d'Aha, couvre une surface plus de six fois plus grande que la plus vaste des trois d'Aha, cet enclos étant par ailleurs accompagné de deux cent soixante-neuf tombes subsidiaires,.
Le successeur de Djer, nommé Ouadji ou Djet selon les chercheurs, semble avoir régné peu de temps. Si le commerce avec la Palestine continue, comme l'attestent les nombreuses poteries découvertes dans les tombes du règne, le roi a également été actif dans le désert oriental : ceci est démontré par une stèle rupestre dans le Ouadi Abbad. La particularité de cette stèle est que le faucon Horus figuré sur le serekh est surmonté de la double-couronne, le pschent, ce qui fait de cette stèle la plus ancienne attestation de cette couronne ; à droite du serekh est inscrit le signe kȝ à l'intérieur duquel est inscrit un autre signe qui pourrait se lire Hemka, qui est peut-être le nom d'un membre de l'élite du règne. Des étiquettes mentionnent célèbrent les évènements de deux années du règne : la première indique « Année de la planification du sous-sol ( ?) de la double plante, naissance des bourgeons de lotus, debout dans le sanctuaire de la couronne des deux Maîtresses », tandis que la seconde mentionne une victoire, la production d'une statue et peut-être la création d'une forteresse. Quant à la tombe du roi, elle est située près de celles de ses prédécesseurs, mais a la particularité d'avoir préservé une partie de sa superstructure. Si la tombe et l'enclos funéraire du roi ressemblent beaucoup à ceux de son prédécesseur, le nombre de tombes subsidiaires diminuent significativement, avec cent soixante-quinze autour de la tombe et cent cinquante-quatre autour de l'enclos,.
Si le successeur officiel d'Ouadji est Den, il est certain qu'une régence a eu lieu au début du règne par la « mère du roi » Merneith ; d'ailleurs, une étiquette d'ivoire fragmentaire représentant deux personnages pourrait figurer la reine avec son royal fils. Les attestations de cette régence sont l'empreinte de sceau découverte dans la tombe de Den et listant les rois d'ans l'ordre de Narmer à Ouadji, sans Den mais avec la reine à la place, ainsi que la tombe et l'enclos funéraire de taille royale à Abydos, tombe dont la stèle funéraire donne le nom de la reine sans serekh, prouvant qu'elle n'a jamais été officiellement roi. Cette même tombe est entourée de près de quarante-et-une tombes subsidiaires, tandis que l'enclos est entouré de soixante-dix-neuf tombes, poursuivant ainsi la décrue du nombre de tombes subsidiaires depuis le pic sous Djer. Enfin, des objets provenant du grand mastaba (S3503, 16 × 42 mètres) de Saqqarah, où son nom a été retrouvé dans des inscriptions sur des récipients en pierre, des jarres, ainsi que sur des empreintes de sceaux, dont un montre le nom de Merneith dans un serekh,,.
Le roi Den, aussi appelé Oudimou, avait pour nom de Nebty Khasty, signifiant « Celui des deux déserts ». Den est un roi ayant eu un très long règne, plus de quarante ans voire cinquante ans, comme l'attestent non seulement les fragments de la pierre de Palerme mais aussi le fait qu'il a pu organiser une seconde fête-Sed mentionnée sur un vase en pierre découvert dans sa tombe, ainsi que le nombre de tombes de l'élite datées de son règne et situées à Saqqarah, à Helwan, à Abousir et dans un nouveau cimetière à Abou Rawash, formant en tout un minimum de trente tombes. Si les annales de la pierre de Palerme mentionnent principalement des activités cultuelles, même si la festivité nommée « Suivants d'Horus » y est absente pour une raison inconnue, quelques activités militaires sont aussi mentionnées : deux des années inscrites sur le fragment no 5 du Caire indiquent « Frapper les gens de Setjet » et, deux ans plus tard, « Frapper le peuple Ioutiou » tandis que l'une des années inscrites sur le fragment de Palerme indique « Frapper le peuple Iountou », tandis que la case huit années plus tard parle de la fondation ou de la destruction d'une ville nommée Our-Ka. Cinq étiquettes mentionnent également des activités militaires au sud de Canaan, pendant lesquelles la forteresse d'En Besor, toujours en activité, a dû jouer un rôle, des sceaux de Den y ayant été découverts,. Des activités au Sinaï sont attestées par la présence de deux ou bien trois inscriptions rupestres datées de son règne et représentant le roi et certains de ses hauts fonctionnaires. L'une des innovations importantes concernant l'architecture funéraire royale est la création d'un escalier menant jusqu'au caveau, facilitant ainsi le remplissage de ce dernier avec le trousseau funéraire, innovation qui sera suivie par ses successeurs immédiats. Le nombre de tombes subsidiaires autour de sa tombe à Abydos est d'environ cent-trente, soit moins que Djet malgré un bien plus long règne, ce qui suit le mouvement initié depuis le règne de Djer. Quant à l'enclos funéraire du roi, elle n'a pas été identifiée avec certitude, mais l'un des deux anonymes nommés Donkey Enclosure et Mastaba de l'Ouest pourrait lui correspondre,.
Le successeur de Den est le roi Adjib, dont le nom de Nebty était Merpebia, signifiant « Le bien-aimé du trône d'airain ». Ce dernier semble n'avoir régné que peu de temps, environ une décennie (les deux récipients en pierre au nom d'Adjib et mentionnant une fête-Sed seraient à dater du règne de Den, Adjib les ayant usurpés), ce qui est explicable s'il est le fils de Den et qu'il est donc monté sur le trône relativement âgé après le très long règne de ce dernier. Ce roi est peu connu, seule la dernière année de son règne est présente sur le fragment du Caire no 1 de la pierre de Palerme, l'inscription est cependant illisible. Le roi n'est par ailleurs attesté qu'à Saqqarah et Helwan, sites où l'élite de la Ire dynastie s'est faite enterrer, et à Abydos, où le roi s'est fait enterrer. Les empreintes de sceaux et les récipients en pierre découverts indiquent que le roi a fondé une forteresse et un palais et a commandité un grand nombre de statues divines ainsi que six statues du roi lui-même. Concernant l'architecture de la tombe du roi, elle est dans la continuité de celle de Den, mais moins bien élaborée, l'escalier étant plus court et le caveau une taille deux fois plus petite que celle de son prédécesseur. Le nombre de tombes subsidiaires est de soixante-quatre, soit moitié moins que le nombre de tombes autour de celle de Den. Comme pour Den, l'enclos funéraire du roi n'a pas non plus été identifié, peut-être s'agit-il de l'un des deux enclos déjà mentionnés et non attribués,.
Le successeur d'Adjib est le roi Sémerkhet, dont le nom de Nebty était Iry, signifiant « Le Gardien », et qui, s'il n'est pas plus connu que son prédécesseur dans le registre archéologique contemporain de son règne, l'est toutefois mieux grâce à la pierre de Palerme. En effet, le fragment du Caire no 1 reporte l'intégralité de ses huit années et demi de règne. Il est à noter que Sémerkhet est le seul roi de la Ire dynastie à ne pas être mentionné dans les tombes de l'élite situées dans la nécropole memphite, ce qui est logique avec son court règne. Sa tombe à Abydos semble d'ailleurs avoir été construite hâtivement. Cette même tombe est entourée de soixante-neuf tombes subsidiaires situées à proximité immédiate de la sienne, suggérant que leurs occupants ont été enterrés en même temps que le roi, et donc suggérant un sacrifice de toutes ces personnes pour accompagner le roi dans l'au-delà. Cette pratique, si elle devait se confirmer, pourrait avoir commencé dès le règne d'Aha et aurait pris fin avec le règne de Qâ. Concernant les informations issues de la pierre de Palerme, la festivité biannuelle nommée « Suivants d'Horus », présente pendant le règne de Djer et non reportée pendant le règne de Den, est à nouveau reportée pendant le règne de Sémerkhet. Le reste des informations sur les annales ne sont que des activités cultuelles, comme pour les autres règnes. Si le commerce avec le Levant continue pendant son règne, il semble qu'il soit moins important que lors des règnes précédents, tendance qui continuera après son règne,. Il est à noter que la tradition manéthonienne a associé le règne Sémerkhet à une calamité ayant touché l'Égypte, mais aucun élément contemporain du règne ne démontre cet assertion.
Le successeur de Sémerkhet est le roi Qâ, dont le nom de Nebty était Sen. Bien que les évènements ayant eu lieu pendant son règne soient peu connus (seule la première année de son règne est inscrite sur le fragment du Caire no 1 de la pierre de Palerme), ce roi semble avoir régné relativement longtemps, comme le suggèrent le nombre de mastabas de l'élite situés à Saqqarah-Nord et datés de son règne, dont celles de Merka. En plus de Saqqarah-Nord, Qâ est attesté dans le prolongement de ce cimetière à Abousir-Sud, ainsi qu'à Helwan, de l'autre côté du fleuve. Le roi est également attesté à Abydos, où il a été enterré comme tous ses prédécesseurs. La tombe du roi est particulière car elle comporte deux escaliers successifs ainsi qu'une herse en calcaire, ce dernier élément étant le plus ancien attesté dans une tombe royale. Les vingt-six tombes subsidiaires, soit un nombre qui suit la tendance à la baisse depuis le règne de Djer, sont accolées à celle du roi, de la même manière que pour Sémerkhet, suggérant là aussi un sacrifice lors de la mort du roi. L'enclos funéraire du roi n'a pas été découvert, mais pourrait être situé sous le village copte de Deir Sitt Damiana. Enfin, le roi est attesté à dans le Ouadi Hellal, près d'El Kab, sur une inscription rupestre accompagné de la déesse tutélaire de la ville susmentionnée, à savoir Nekhbet. Une inscription similaire est située à Naga el-Oqbiya, à dix kilomètres au nord d'El Kab. Ces inscriptions montrent une certaine activité du roi dans la région, probablement liée à l'exploitation de ressources minérales. Enfin, un objet de jeu, découvert dans la tombe du roi, montre la figure captive d'un habitant de Setjet, c'est-à-dire un habitant du Proche-Orient ; cet objet a été interprété comme la preuve d'une activité militaire dans cette région, mais cela n'est pas démontré. Le commerce avec le Proche-Orient continue toutefois, comme le montre la vaisselle levantine dans les tombes de la nécropole memphite datées du règne de Qâ,.

### Vers laIIedynastie
La fin de la Ire dynastie est relativement méconnue. Après le long règne de Qâ, le pouvoir échoit à Hotepsekhemouy, qui déplace la nécropole royale à Saqqarah, plus précisément au sud du futur complexe funéraire de Djéser (IIIe dynastie). Il semble cependant que la succession royale entre Qâ et Hotepsekhemouy n'ait pas été si simple, deux noms semble en effet ressortir du registre archéologique : Horus Oiseau et Sneferka, dont les quelques attestations découvertes à Saqqarah et à Abydos rapprochent leurs règnes de ces deux rois,. Hotepsekhemouy est malgré tout attesté dans la tombe de Qâ, montrant qu'il a procédé au (ré)enterrement de son prédécesseur. Si Horus Oiseau et Sneferka ont bien régné entre Qâ et Hotepsekhemouy, ce dernier a peut-être mis fin à la lutte pour le trône. Son nom, qui signifie « Les deux puissances sont en paix », pourrait se rapporter à une réunification du royaume égyptien après une période de discorde, la titulature des rois égyptiens étant connue pour être une sorte de un programme politique. Cependant, il est possible que ces deux rois soient en réalité à placer pendant la période de trouble du milieu de la IIe dynastie, entre les règnes de Nynetjer et Khâsekhemouy ; ceci impliquerait alors que la succession entre Qâ et Hotepsekhemouy avait été sans trouble.

### IIedynastie
La chronologie de la dynastie est difficile à établir du fait du manque de sources. La dynastie peut cependant être divisée en trois phases : la première correspond aux trois premiers règnes (Hotepsekhemouy, Nebrê et Nynetjer), la dernière au règne de Khâsekhemouy, tandis que celle du milieu est une période relativement obscure et l'objet de débats.

#### Début de la dynastie: d'Hotepsekhemouy à Nynetjer
Les trois premiers rois de la dynastie, Hotepsekhemouy, Nebrê et Nynetjer, sont peu connus mais leurs règnes semblent relativement calmes. Un élément important est que la nécropole royale a  été déplacée à Saqqarah, c'est-à-dire près de la capitale Memphis, mais aussi près de la nécropole de l'élite du royaume, qui était située un peu plus au nord, et ce depuis le règne de Aha (deuxième roi de la Ire dynastie) au plus tard.
La pierre de Palerme, stèle fragmentaire datée de la Ve dynastie sur laquelle étaient écrites les annales royales depuis la début de l'histoire égyptienne, est conservée sur une partie du règne de Nynetjer. Seuls quelques évènements sont écrits par année et ces évènements sont pour la plupart des évènements d'ordre cultuel. Cette pierre permet d'apporter la preuve de l'ancienneté de certains sanctuaires religieux. Un autre fait important est que la plus ancienne statue royale date du règne de Nynetjer et le représente assis sur son trône et portant des vêtements associés à la fête-Sed.
La pierre de Palerme montre également que la datation adoptée à partir du début de la dynastie est un système dit numérique contrairement à la Ire dynastie qui est de type évènementiel : ce mode numérique correspond en fait au comptage du bétail effectué, semble-t-il, de manière biannuelle pour la IIe dynastie ; ainsi une année est nommée année du n-ième comptage du bétail ou année qui suit le n-ième comptage du bétail. Djéser, probable fondateur de la IIIe dynastie, a rétabli le système évènementiel avant que Snéfrou, fondateur de la IVe dynastie, n'adopte le système numérique (mais la pierre de Palerme a montré que le rythme biannuel n'est pas respecté pour ce règne) qui restera en place jusqu'à la fin de l'Ancien Empire. Il est possible que ce soit cette innovation, mise en place assurément sous Nynetjer et peut-être dès Hotepsekhemouy (l'état fragmentaire de la pierre de Palerme ne permet pas de s'en assurer), qui soit à l'origine de l'individualisation des premières dynasties les unes par rapport aux autres.
Cependant, il n'est pas certain que Nynetjer ait régné sur un pays unifié jusqu'à la fin de son règne. De la fin du règne de Nynetjer jusqu'à un moment donné du règne de Khâsekhemouy, il est possible que l'Égypte ait été divisée.

#### Milieu de la dynastie
Que l'Égypte ait été divisée ou non, les sources permettant de comprendre la période allant de Nynetjer à Khâsekhemouy sont si rares qu'une compréhension claire de la période est impossible. Les noms des rois attestés pour la plupart sur de la vaisselle en pierre et quelques sceaux ne sont que des noms sans plus de significations : les Horus Sa, Ba, Péribsen, Sekhemib - et peut-être Oiseau et Sneferka s'ils ne sont pas à placer en fin de Ire dynastie -, les Nebty Noubnefer, Séned et Ouneg.
Une seule tombe est attestée pour la période : celle de Péribsen dans la nécropole d'Oumm el-Qa'ab à Abydos, renouant donc avec la Ire dynastie. Séned et Horus Ba semblent, quant à eux, être enterrés à Saqqarah, dans la continuité des premiers rois de la dynastie : c'est en tout cas là que la tombe de Shéry, prêtre des cultes funéraires de Péribsen et Séned a été enterré, et c'est là aussi que le haut fonctionnaire de la VIe dynastie Ny-Ânkh-Ba a été enterré. Les seules autres attestations in situ sont un sceau de Péribsen et un second de Sekhemib à Éléphantine, et des sceaux de Sekhemib dans la tombe et l'enclos funéraire de Péribsen à Abydos, semblant montrer que c'est ce roi qui a enterré Péribsen.

##### Arguments pour l'hypothèse d'un pays divisé
Les égyptologues Wolfgang Helck, Nicolas Grimal, Hermann Alexander Schlögl et Francesco Tiradritti pensent que le roi Nynetjer a dirigé une Égypte qui souffrait d'une administration publique trop complexe. Nynetjer aurait alors décidé de diviser l'Égypte pour la laisser à deux successeurs choisis qui gouverneraient deux royaumes séparés, dans l'espoir que l'administration de l'État pourrait s'améliorer,. Des vestiges archéologiques, tels que les empreintes de sceaux d'argile et les jarres inscrites, semblent étayer l'affirmation selon laquelle Péribsen ne régnait qu'en Haute-Égypte. Un grand nombre d'entre eux ont été trouvés à Abydos, Nagada, Beit Khallaf et à Éléphantine, avec un seul sceau d'argile portant son nom trouvé en Basse-Égypte. Les historiens pensent que le royaume de Sekhemib se serait étendu de Nagada à l'Île Éléphantine. Le reste de l'Égypte aurait donc été contrôlé par un autre souverain coexistant,,,.
L'égyptologue Dimitri B. Proussakov soutient sa théorie avec des notations sur la célèbre pierre de Palerme concernant le règne du roi Nynetjer. À partir de la douzième année, « Le roi de Haute et Basse-Égypte apparaît » a été modifié en « Le roi de Basse-Égypte apparaît ». Proussakov y voit une forte indication que le pouvoir de Nynetjer sur l'Égypte a diminué. Les égyptologues comparent la situation à celle du roi Qâ, l'un des derniers souverains de la Ire dynastie. Quand Qâ mourut, d'obscurs prétendants apparurent et se battirent pour le trône d'Égypte. Les luttes ont atteint leur apogée avec le pillage du cimetière royal d'Abydos, après quoi le cimetière a été abandonné et Saqqarah est devenu le nouveau cimetière royal. Le conflit a pris fin avec l'ascension du roi Hotepsekhemouy, fondateur de la IIe dynastie.
Barbara Bell, une autre chercheuse, estime qu'une catastrophe économique telle qu'une famine ou une sécheresse de longue durée a touché l'Égypte. Pour mieux résoudre le problème de l'alimentation de la population égyptienne, Nynetjer divisa le royaume en deux et ses successeurs fondèrent deux royaumes indépendants, peut-être dans l'intention de se réunir après la famine. Bell cite les inscriptions de la pierre de Palerme, où, selon elle, les archives des crues annuelles du Nil montrent des niveaux constamment bas pendant cette période,. La théorie de Bell est aujourd'hui réfutée par des égyptologues tels que Stephan Seidlmayer, qui affirme que ses calculs étaient erronés. Seidlmayer a montré que les crues annuelles du Nil étaient aux niveaux habituels à l'époque de Nynetjer jusqu'à la période de l'Ancien Empire. Bell a oublié que les hauteurs des crues du Nil dans l'inscription sur la pierre de Palerme tiennent compte des mesures des nilomètres autour de Memphis, mais pas ailleurs le long du fleuve. Une sécheresse à l'échelle du pays était peu probable.
Les titres administratifs des scribes, des porteurs de sceaux et des surveillants ont été adaptés à la nouvelle situation politique. Par exemple, des titres comme « scelleur du roi » ont été transformés en « scelleur du roi de Haute-Égypte ». Le système administratif depuis l'époque de Peribsen et de Sekhemib montre une hiérarchie claire et bien identifiée ; un exemple : Maison du Trésor → bureau des pensions → propriété → vignobles → vignobles privés. Le roi Khâsekhemouy a réussi à réunifier l'administration de l'État égyptien et donc à unifier l'ensemble de l'Égypte ancienne. Il a placé les deux trésoreries d'Égypte sous le contrôle de la « Maison du Roi », les réunissant dans un nouveau centre d'administration unique.
Enfin, certains documents du début du règne de Khâsekhemouy font état d'un conflit avec le nord. En effet, plusieurs documents (statuettes assises, vases de Nekhen) portant le nom Khâsekhem mentionnent la lutte contre des ennemis du nord, et les attestations de ce même Khâsekhem proviennent toutes de la région de Nekhen, à l'exception d'un vase découvert dans les galeries du complexe funéraire de Djéser et déposé pendant le règne de ce dernier. De plus, le nom d'Horus du roi est surmontée du faucon Horus portant la couronne blanche hedjet de la Haute-Égypte, et non le pschent, couronne de l'Égypte unifiée. À un moment donné, le roi a changé sa titulature pour Khâsekhemouy et a surmonté son nom par le faucon Horus, cette fois couronné du pschent, et de l'animal séthien portant lui aussi la couronne pschent. Il est possible que ce changement soit dû à une réunification réalisée par le roi.

##### Arguments contre l'hypothèse d'un pays divisé
Des chercheurs comme Herman te Velde, I. E. S. Edwards et Toby Wilkinson croient que l'inscription de la célèbre Pierre de Palerme de la Ve dynastie, présentant une liste très détaillée des rois, milite contre la division du royaume. Sur la pierre, les rois de la Ire à la Ve dynastie sont répertoriés par leur nom d'Horus, leur nom d'Horus d'or et leur nom de Nebty, leur espace dédié se terminant par le nom de leur mère. Les listes contiennent également des fenêtres rectangulaires présentant les événements de l'année depuis le jour du couronnement du roi jusqu'à sa mort. Sur le fragment de la pierre nommée Pierre du Caire, dans la ligne IV, les dernières années du roi Nynetjer sont préservées (mais la plupart des cases-années sont illisibles maintenant). La date de la mort de Nynetjer est suivie d'un nouveau roi. Des études récentes révèlent que le serekh de ce nouveau roi est surmonté d'un animal à quatre pattes, et non par le faucon Horus. Comme le seul animal héraldique à quatre pattes au début de l'Égypte était l'animal séthien, malgré un débat passionné, il est probable que le souverain indiqué soit Péribsen. Les égyptologues tels que te Velde, Barta et Edwards ne sont pas d'accord ; Péribsen n'a peut-être pas été le seul roi avec un nom de Seth. Les événements de l'année sous Nynetjer montrent des références croissantes à Seth, suggérant que la tradition d'un nom d'Horus comme seul nom des rois pourrait avoir déjà évolué. La montée d'un roi allié à Seth n'était donc pas surprenante. Te Velde, Barta et Edwards pensent qu'en plus de Péribsen, les souverains Ouneg, Noubnefer ou Sénedj auraient pu également avoir des noms de Seth ; l'un d'eux était certainement le véritable successeur direct de Nynetjer. Le nombre relativement élevé de découvertes archéologiques du règne de Péribsen contredit la brève durée estimée du règne, seulement dix à douze ans, telle que présentée sur la pierre de Palerme. La pierre ne donne absolument aucune indication d'une division du royaume égyptien. Barta, Te Velde, Wilkinson et Edwards soutiennent que la théorie de la division de l'État est intenable. Une réorganisation administrative ou une scission des sectes de la prêtrise est plus probable.
D'autres égyptologues, tels que Michael Rice, Francesco Tiradritti et Wolfgang Helck croient qu'il n'y avait pas de division du royaume égyptien et que Sekhemib et Péribsen étaient les seuls dirigeants. La division suspectée peut avoir été de nature purement bureaucratique, y compris des changements de titres de fonctionnaires de haut rang. Il est possible que le roi Nynetjer (ou Péribsen) ait décidé de diviser toute la bureaucratie égyptienne en deux départements distincts dans le but de réduire le pouvoir des fonctionnaires. Un tel acte n'était pas surprenant et s'est produit plusieurs fois dans l'histoire égyptienne, en particulier dans les dynasties ultérieures. Les chercheurs signalent également les mastabas autrefois palatiales et bien conservées de Saqqarah et d'Abydos appartenant à de hauts responsables tels que Rouaben et Nefer-Setekh. Ceux-ci sont tous datés du règne de Nynetjer à celui de Khâsekhemouy. Les égyptologues considèrent le témoignage archéologique de l'état des mastabas et de l'architecture originale comme la preuve que les cultes mortuaires des rois et des nobles de l'État ont eu lieu avec succès pendant toute la dynastie. Si c'est vrai, leur préservation est incompatible avec la théorie des guerres civiles et des problèmes économiques sous le règne de Péribsen. Rice, Tiradritti et Helck pensent que Nynetjer a décidé de quitter un royaume divisé pour des raisons privées ou politiques et que la scission était une formalité soutenue par les rois de la IIe dynastie,,.

#### Fin de la dynastie: Khâsekhemouy
Comme dit précédemment, certains documents du début du règne de Khâsekhemouy, nommé alors Khâsekhem, font état d'un conflit avec le nord. Un second conflit, cette fois avec la Nubie semble avoir eu lieu. Malgré cette division, si tant est qu'elle ait eu lieu, le roi semble avoir entreprit des constructions importantes dès le début de son règne. En effet, concernant les réalisations architecturales, Khâsekhemouy est le roi de la Période thinite dont les réalisations architecturales sont les plus impressionnantes. Dans la région de Nekhen, des reliefs découverts dans la ville de Nekhen semblent indiquer que le roi est le commanditaire d'un temple d'Horus ; le « Fort », situé sur le côté nord du Grand Ouadi de Nekhen, est une importante construction en brique équivalente à l'enclos funéraire du roi situé à Abydos ; des reliefs sur des blocs de pierre découverts à El Kab (en face de Nekhen), ville de Nekhbet, et à Gebelein, dans le temple d'Hathor local, suggèrent également d'importantes constructions cultuelles sur ces sites. Il est à noter que la case de la Pierre de Palerme qui suit celle du 6e recensement indique que le roi entreprit la construction d'un bâtiment en pierre nommé « La déesse perdure » (Mn-Nṯr.t), cette construction pourrait être le temple de Nekhbet d'El Kab ou le temple d'Hathor de Gebelein,. Enfin, à Abydos, les constructions funéraires du roi sont les plus importantes du site, avec sa tombe V de 88 × 20 mètres minimum (il s'agit des dimensions des infrastructures) dans la nécropole d'Oumm el-Qa'ab et l'enclos funéraire Shunet El Zebib de 137 × 77 mètres, accompagné d'une flotte de bateaux funéraires. Malgré le fait que le pays soit réunifié, le roi choisit le cimetière d'Oumm el-Qa'ab à Abydos pour se faire enterrer : peut-être que la réunification, si l'Égypte a bien été divisée, a eu lieu tardivement dans le règne, obligeant Khâsekhemouy à renoncer à construire un nouveau tombeau à Saqqarah et donc à conserver le tombeau qu'il se serait fait à Abydos,.
Concernant les relations internationales, elles semblent atteindre un nouveau niveau, comme l'attestent la première mention de l'histoire égyptienne du titre « surveillant des pays étrangers » (jmj-rȝ ḫȝst), suggérant l'imposition de l'hégémonie égyptienne sur des territoires étrangers (il pourrait s'agir d'un territoire nubien d'après la stèle fragmentaire découverte à Nekhen suggérant une campagne militaire), ainsi que la découverte à Byblos d'un fragment de vase portant son nom, suggérant un certain niveau de relations commerciales entre cette ville et l'Égypte sous son règne, bien que ce vase ait pu atteindre ce lieu à une date ultérieure.
Une autre facette du règne est l'artisanat : en effet, non seulement, de nombreux vases à son nom ont été découverts, mais aussi des statuettes et de nombreux éléments de son trousseau funéraire, dont de la vaisselle en bronze et cuivre, un sceptre en sardoine bagué d'or et des vases en pierre fermés par des couvercles en feuilles d'or. La Pierre de Palerme indique que l'année qui suit celle du 7e recensement a été nommée « création d'une statue en cuivre (nommée) "Grand est Khâsekhemouy" » ; il s'agit de la plus ancienne attestation de telles statues, les plus anciennes retrouvées datant de la VIe dynastie. Quant à l'année qui suit celle du 8e recensement, une activité de construction navale a été entreprise,.
À sa mort, la IIe dynastie prend fin et la IIIe dynastie commence. Cependant, il ne s'agit pas d'un changement de lignée : en effet, Khâsekhemouy a probablement pour successeur direct son fils Djéser,,,, bien que Sanakht soit aussi évoqué. Comme dit précédemment, il est possible que ce changement dynastique soit dû au choix de Djéser d'utiliser le type évènementiel et non le type numérique pour nommer les années.

### IIIedynastie
La IIIe dynastie est courte, composée de quatre ou cinq rois, et surtout inaugure la construction en pierre de taille avec les premières pyramides égyptiennes. Cependant, peu d'éléments nous sont parvenus, ainsi l'ordre de succession royale de cette dynastie est encore débattues.
Djéser, fils de Khâsekhemouy, inaugure donc la IIIe dynastie. La grande œuvre du règne est la construction de la première pyramide en pierre à Saqqarah, œuvre à laquelle participa le fameux Imhotep qui sera divinisé plus d'un millénaire plus tard. En plus de la construction de la pyramide, Djéser est connu pour une expédition royale au Ouadi Maghara dans le Sinaï, montrant une reprise de l'intérêt pour cette région minière depuis Nebrê, ainsi qu'à Éléphantine, frontière méridionale égyptienne alors en plein développement depuis le règne de Péribsen dans la seconde moitié de la IIe dynastie.
Les rois suivants, Sanakht, Sekhemkhet et Khaba, dont l'ordre de succession n'est pas clair, poursuivent la politique de Djéser en réalisant des pyramides — une à Saqqarah à côté de Djéser pour Sekhemkhet (bien que l'attribution du monument à Sanakht soit proposé de manière plus marginale) et une autre un peu plus au nord à Zaouiet el-Aryan —, en envoyant des expéditions au Ouadi Maghara, Sanakht et Sekhemkhet y étant attestés par deux inscriptions rupestres chacun, et en continuant la politique de développement d'Éléphantine, les trois rois y étant cette fois attestés par des empreintes de sceaux.
Enfin le dernier roi de la dynastie, Houni, qui pourrait être identique à l'un des trois précédents rois, peut-être Khaba comme le propose Jean-Pierre Pätznick, continue la politique de ses prédécesseurs, étant comme eux attesté à Éléphantine. Mais il marque un tournant dans l'histoire égyptienne car il est le commanditaire de plusieurs pyramides provinciales, politique que poursuivra son successeur Snéfrou, le fondateur de la IVe dynastie. La construction de ces pyramides marque probablement un changement dans la politique de contrôle et d'exploitation du territoire, même si la nature exacte de ce changement est difficilement évaluable. Excepté ceci, son règne est fortement méconnu, les seules autres attestations du règne se trouvant dans les tombes de deux membres de l'élite enterrés dans la nécropole memphite, l'un à Abousir (le nom d'Houni est inscrit sur un bol en pierre), et l'autre, Metjen, à Saqqarah (le nom d'un domaine royal incluant le nom d'Houni et situé en Basse-Égypte est mentionné),.

## État, société, culture

### Royauté et État

#### Le roi égyptien
Le roi égyptien est avant tout l'incarnation du dieu Horus, dieu céleste, dieu solaire et dieu royal. Le premier nom du roi était d'ailleurs le nom d'Horus. Ceci est attesté dès la période prédynastique avec des serekhs d'abord vides pour enfermant le nom du roi et surmonté du faucon Horus. L'adoration envers un dieu faucon, sous ces différentes facettes, était aussi répandue dans toute l'Égypte dès les plus hautes époques, le choix de ce dieu comme incarnation du roi était d'autant plus pertinent.
L'autre facette de la monarchie égyptienne est la dualité : le roi est le mâitre du Double-Pays, la Haute et la Basse-Égypte. Ceci transparait au travers de plusieurs éléments : l'iconographie, la titulature royale et les rituels et festivals. Cette idéologie, forgée dès la période prédynastique, était si puissante que l'unification du pays a toujours été visé par les rois, malgré les diverses divisions du pays ayant eu lieu au cours de l'histoire égyptienne.

#### Iconographie
L'iconographie est l'un des principaux vecteurs de la royauté égyptienne pour légitimer son idéologie. Cette iconographie est constituée, dès les plus anciennes dynasties, des regalia (sceptres, couronnes, etc.) mais aussi des étendards et des poses du roi.

##### Regalia
Les regalia égyptiens ont deux rôles : le pouvoir et la protection du roi. En effet, d'un côté, ces élements permettent de distinguer le roi du reste de ses sujets et montrent son autorité non seulement surnatuelle, en tant que représentant des dieux, et terrestre, en tant que chef de l'État et commandant militaire suprême. De l'autre, ces élements servent d'amulettes pour protéger le roi des forces malignes qui menacent le cosmos. Or ces regalia, si certains ont été inventés avant la Ire dynastie, les autres ont été créés pendant la période thinite et, à la fin de celle-ci, l'iconographie royale de changera que très peu pendant les millénaires suivants.
Les premiers de ces regalia sont les sceptres et autres bâtons. Cette catégorie de regalia est l'une des plus anciennes et des plus partagées au travers le monde ; d'aileurs, le hiéroglyphe servant d'idéogramme et de déterminatif signifiant « notable, magistrat » est le hiéroglyphe d'un homme debout tenant un bâton. La plus ancienne utilisation d'un tel élément a peut-être été découvert à el-Omari dans une tombe datée du Ve millénaire AEC dans laquelle le défunt a été enterré avec un bâton en bois. Pour la période thinite elle-même, un véritable sceptre a été découvert dans la tombe de Khâsekhemouy dans la nécropole d'Oumm el-Qa'ab, sceptre composé d'or et de sardoine. On peut noter comme attestations iconographiques pour cette période :
- sur une étiquette découverte dans la tombe du roi dans la nécropole d'Oumm el-Qa'ab[122], le roi Den est représenté avec une massue piriforme dans la main droite et un bâton du même type que le hiéroglyphe cité précédemment ; ce bâton dans le hiéroglyphe est donc une représentation très ancienne de ce pouvoir, le roi étant après tout le plus haut officiel de l'État égyptien[121],
- le sceptre-mékès, un bâton plus court que le précédent, était à l'origine une arme défensive mais pris plus tard un usage plus cérémoniel ; ses plus anciennes attestations sont des inscriptions sur des récipients en pierre représentant le roi Adjib portant le sceptre-mékès et découverts dans la tombe du roi  dans la nécropole d'Oumm el-Qa'ab ainsi que dans les galeries orientales sous la pyramide de Djéser[123] ; plus tard, sur l'un des six panneaux de Djéser situés dans les galeries sous le complexe funéraire du roi, le roi est représenté portant le sceptre-mékès lors d'une visite symbolique du temple d'Horus d'Edfou[124],[125],
- le sceptre-ouas, un bâton à tête d'animal stylisée à une extrémité et deux dents courbées à l'autre extrémité, est daté au plus tard du règne d'Ouadji ; en effet, un peigne avec deux sceptres-ouas figurés de part et d'autre du serekh du roi a été découvert ; le sceptre-ouas, qui peut être tenu par les rois comme par les dieux, semble être un symbole avant tout divin et il serait donc le symbole de l'autorité divine du souverain[126] ;
- la sceptre-héqa, aussi nommé « bâton de berger », symbomlisant donc le roi guidant son peuple, représentant d'ailleurs peut-être le pendant laïc de l'autorité par rapport au sceptre-'ouas, est l'un des plus ancien symbole royal car deux sceptres datés de Nagada II ont été découverts dans la nécropole d'Oumm el-Qa'ab, le plus ancien, fragmentaire, dans la tombe U-547 et le second, intacte, dans la tombe U-j, souvent attribuée à un roi Scorpion ; cependant, la plus ancienne représentation d'un roi portant le sceptre est datée du règne de Nynetjer avec une petite statuette[127],
- le fléau-nekhekh, porté souvent en duo avec le sceptre-héqa, dont par exemple la statuette de Nynetjer, semble avoir été initialement un symbole indépendant ; en effet, les plus anciennes représentations du fléau-nekhekh le montrent seul : sur un manche de couteau sans provenance connue conservé au Metropolitan Museum et daté de la fin de la période prédynastique[128], la tête de massue de Narmer découverte à Nekhen[129] et une empreinte de sceau de Djer découverte dans la tombe de ce roi dans la nécropole d'Oumm el-Qa'ab[130] ; si dès la IIe dynastie, le fléau-nekhekh pouvait être porté en duo avec le sceptre-héqa comme le montre la statuette de Nynetjer, il pouvait continuer d'être porté seul en tant que symbole de l'autorité royale comme l'attestent les six panneaux de Djéser découverts dans les galeries souterraines du complexe funéraire du roi[124],[131].

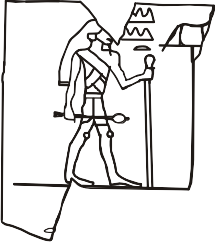
Étiquette de Den représentant le roi portant une massue piriforme et un bâton (Ire dynastie).
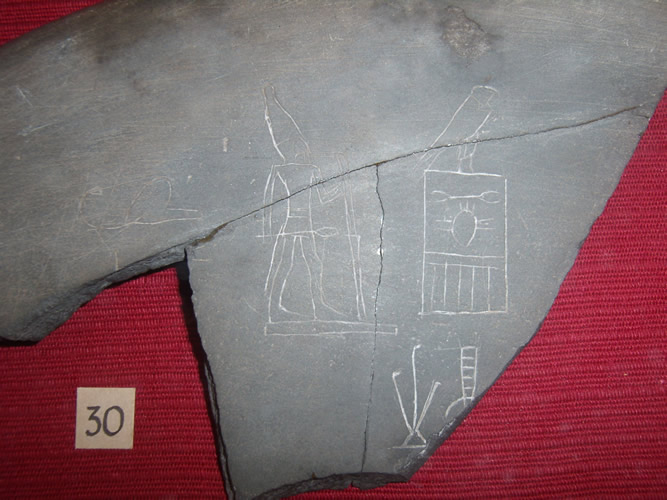
Fragment de vase représentant le roi Adjib portant dans sa main gauche le sceptre-mks(Ire dynastie).
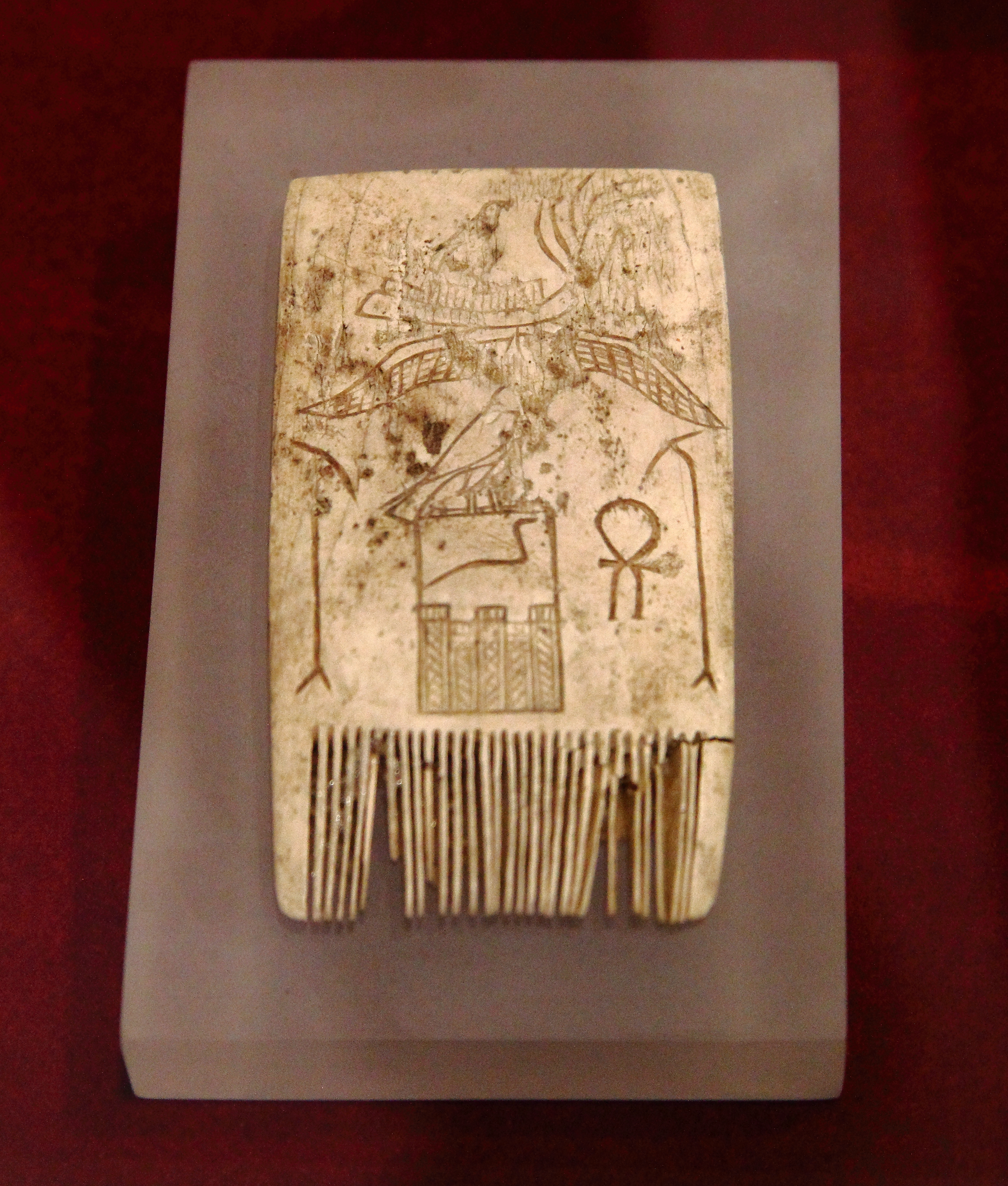
Peigne d'Ouadji avec deux sceptre-ouas encadrant le serekh du roi (Ire dynastie).
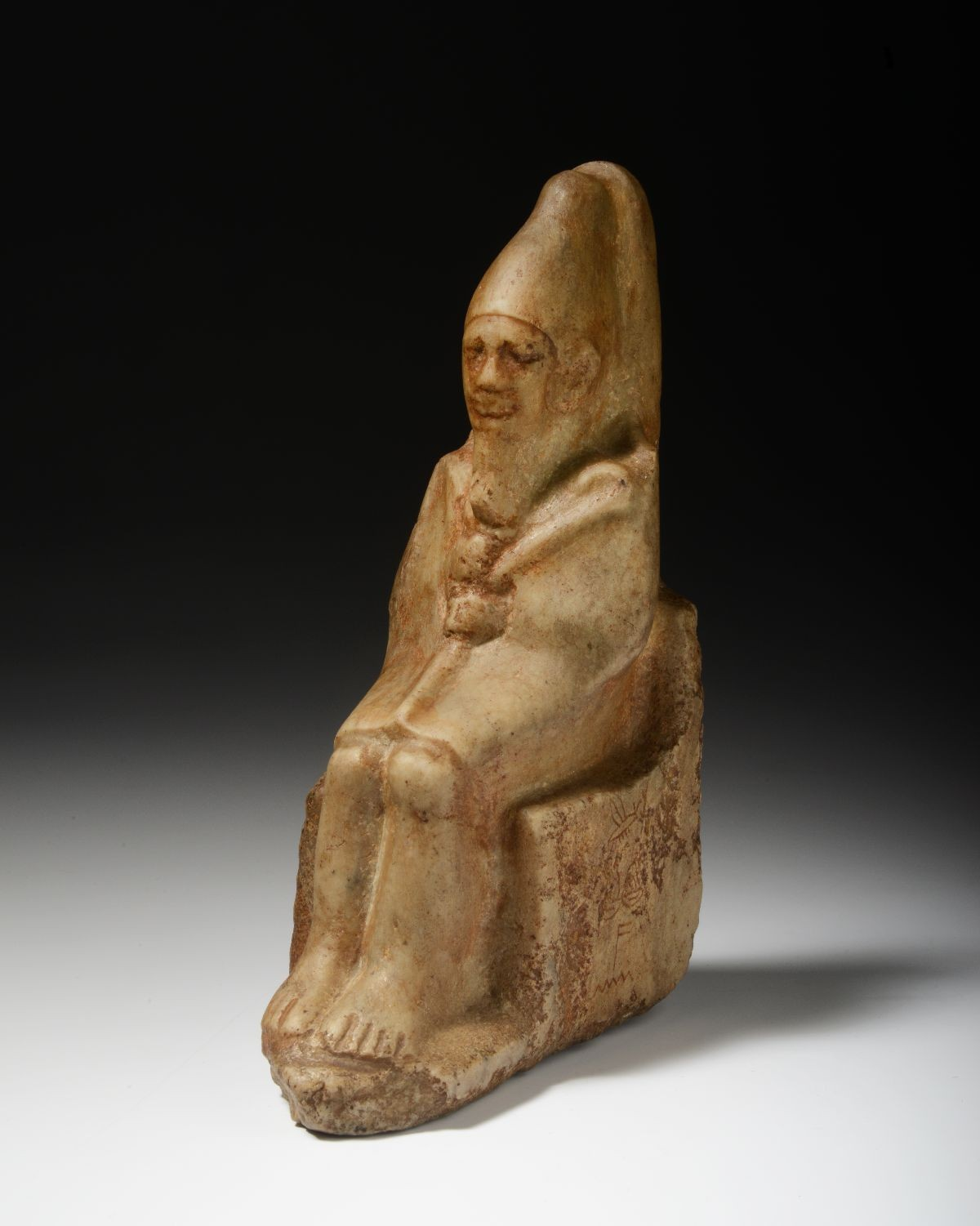
Statuette de Nynetjer représentant le roi portant le sceptre-héqa et le fléau-nekhekh (IIe dynastie).
Tête de massue de Narmer représentant le roi portant le fléau-nekhekh (Ire dynastie).
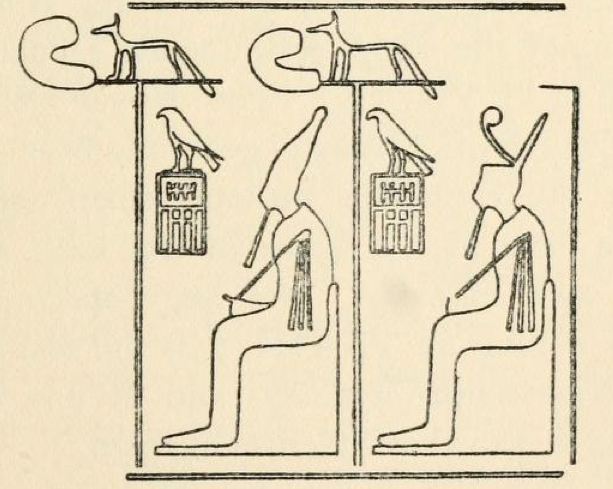
Empreinte de sceau de Djer représentant deux fois le roi portant le fléau-nekhekh (Ire dynastie).
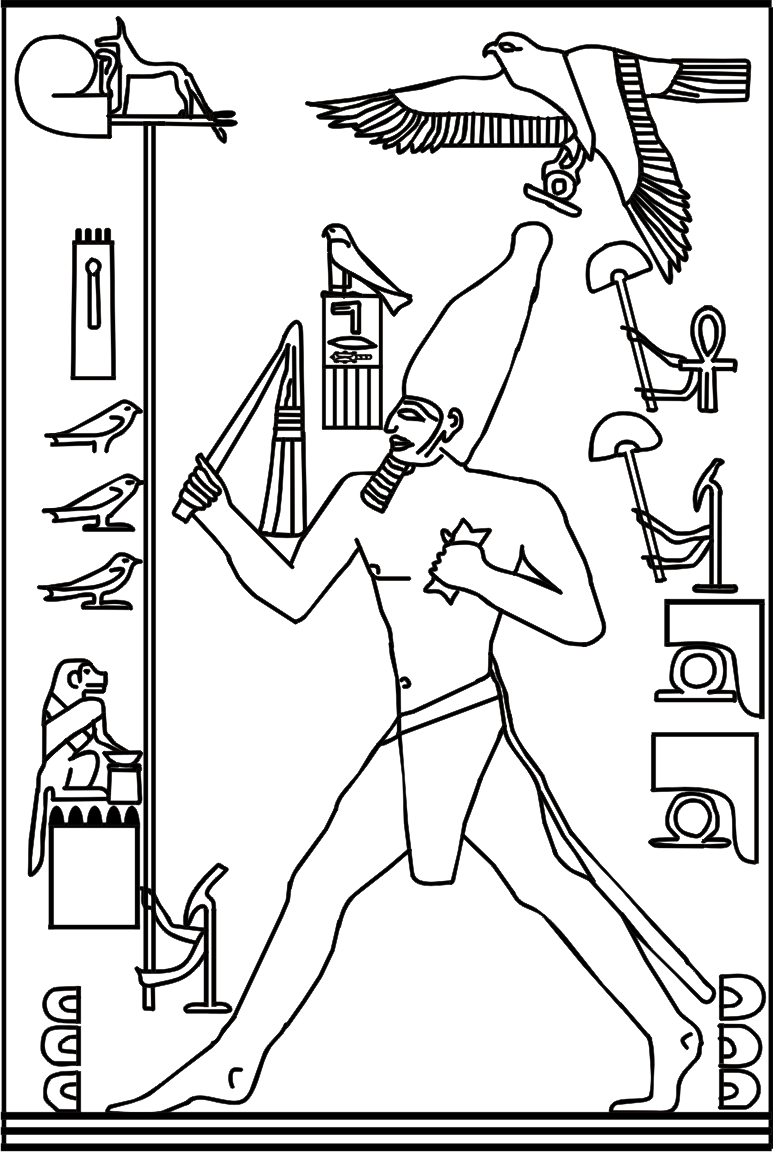
Panneau de Djéser situé sous sa pyramide ; le roi est représenté portant le fléau-nekhekh (IIIe dynastie).

L'autre catégorie principale est constituée des couronnes et autres coiffes ; on peut noter :
- la couronne rouge desheret (ds̆rt) est la couronne de la Basse-Égypte pendant la période dynastique ; cependant, sa première attestation est une représentation sur un récipient en céramique découvert dans une tombe de Nagada, c'est-à-dire en Haute-Égypte, datée de Nagada I ; la couleur rouge étant associée à Seth, dieu local de Nagada, il n'est donc pas inconcevable que cette couronne provienne bien de cette région (il s'agissait peut-être de la couronne royale du proto-royaume centré autour de cette ville) ; le premier roi attesté portant cette couronne est Narmer sur la palette et la tête de massue qui lui sont associées et cette couronne devait peut-être déjà représentée la Basse-Égypte sur ces objets[132],
- la couronne blanche hedjet (ḥḏt) est la couronne de la Haute-Égypte pendant la période dynastique ; si sa première attestation est plus récente que celle de la couronne rouge, elle est plus anciennement associée avec la royauté ; la plus ancienne attestation est en effet le brûleur d'encens découvert dans la tombe L24 dans le cimetière L de Qustul en Basse-Nubie ; il est à noter que dans cette tombe L24 ont été enterrés un certain nombre d'objets de pretige, cette tombe ayant donc été interprétée comme celle d'un roi du proto-royaume centré sur Qustul et ayant vécu à la même époque que le roi Scorpion de la tombe U-j d'Oumm el-Qa'ab ; de part les contacts étroits entre ce proto-royaume et celui de Nekhen, il est possible que cette couronne vienne de là, surtout que les attestations suivantes de cette couronne viennent d'Égypte, avec le manche de couteau cité pour le fléau-nekhekh[128], puis la massue du roi Scorpion puis la palette de Narmer[133],
- la double couronne pschent (ps̆nt), assemblage des deux couronnes précédentes, serait attestée pour la première fois sur une inscription d'Ouadji au Shatt er-Rigal[134], puis par deux étiquettes de Den découvertes dans la tombe du roi dans la nécropole d'Oumm el-Qa'ab[135] ;  cette couronne marque une évolution dans l'iconographie car elle permet de figurer le roi avec une seule représentation toute son autorité sur l'Égypte[136],
- le khat (ḫȝt) est une coiffe royale dont les plus anciennes attestations sont deux étiquettes d'ivoire découvertes dans la tombe de Den dans la nécropole d'Oumm el-Qa'ab et représentant le roi portant cette coiffe ; l'attestation suivante n'est pas certaine car il s'agit d'une inscription rupestre de Djéser au Ouadi Maghara, mais la faible qualité de l'inscription ne permet pas d'être certain de cette représentation ; la signification de cette coiffe pendant ces premières dynasties est malheureusement inconnue[136],
- le némès (nms) est l'autre coiffe attestée pendant les premières dynasties avec la statue de Djéser provenant du serdab de son complexe funéraire, bien que cette coiffe est encore une forme archaïque, le nemès évoluant dès la IVe dynastie[136].

Dessin de la tête de massue cérémonielle de Narmer avec le roi portant la couronne rouge.
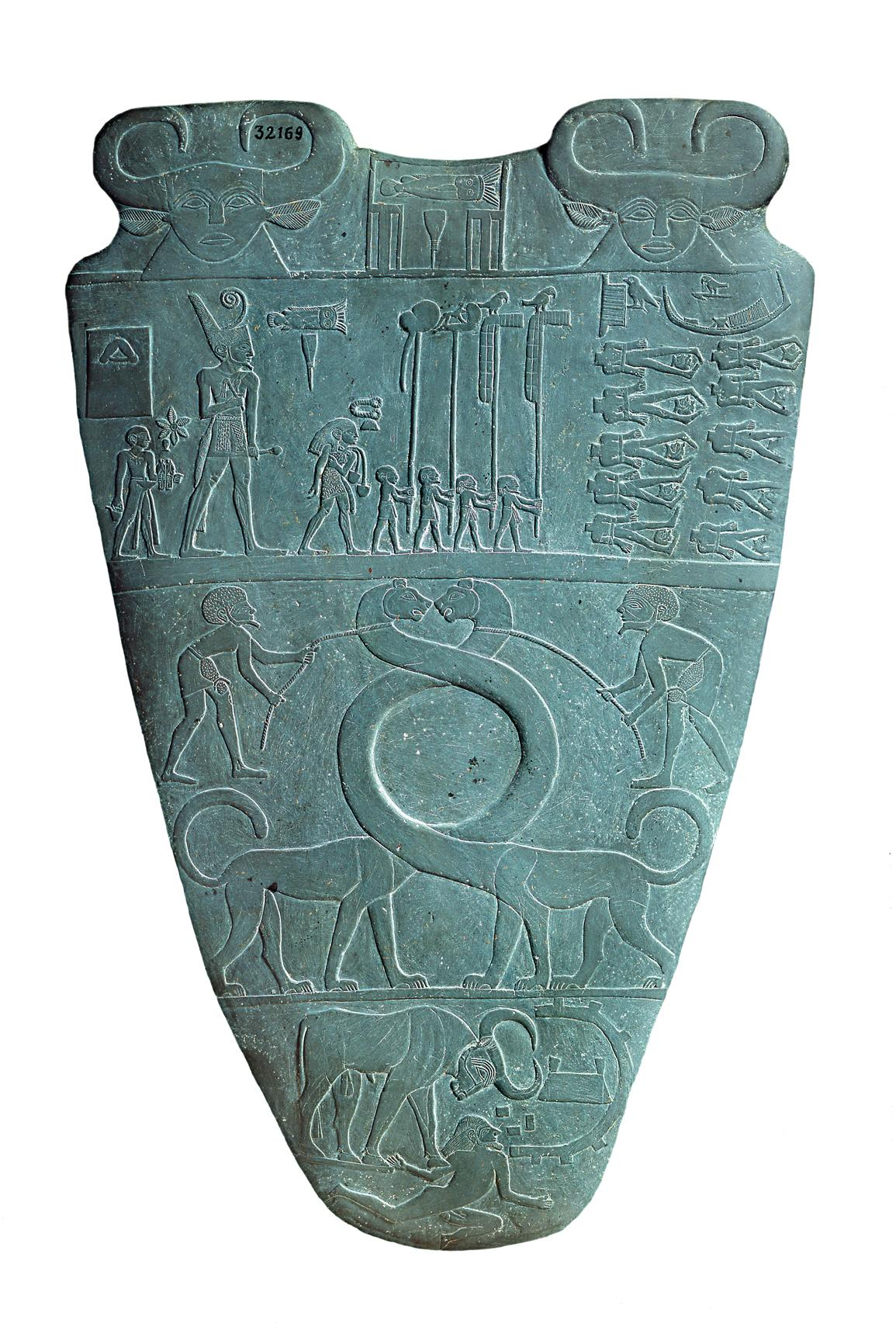
Recto de la palette de Narmer avec le roi portant la couronne rouge.
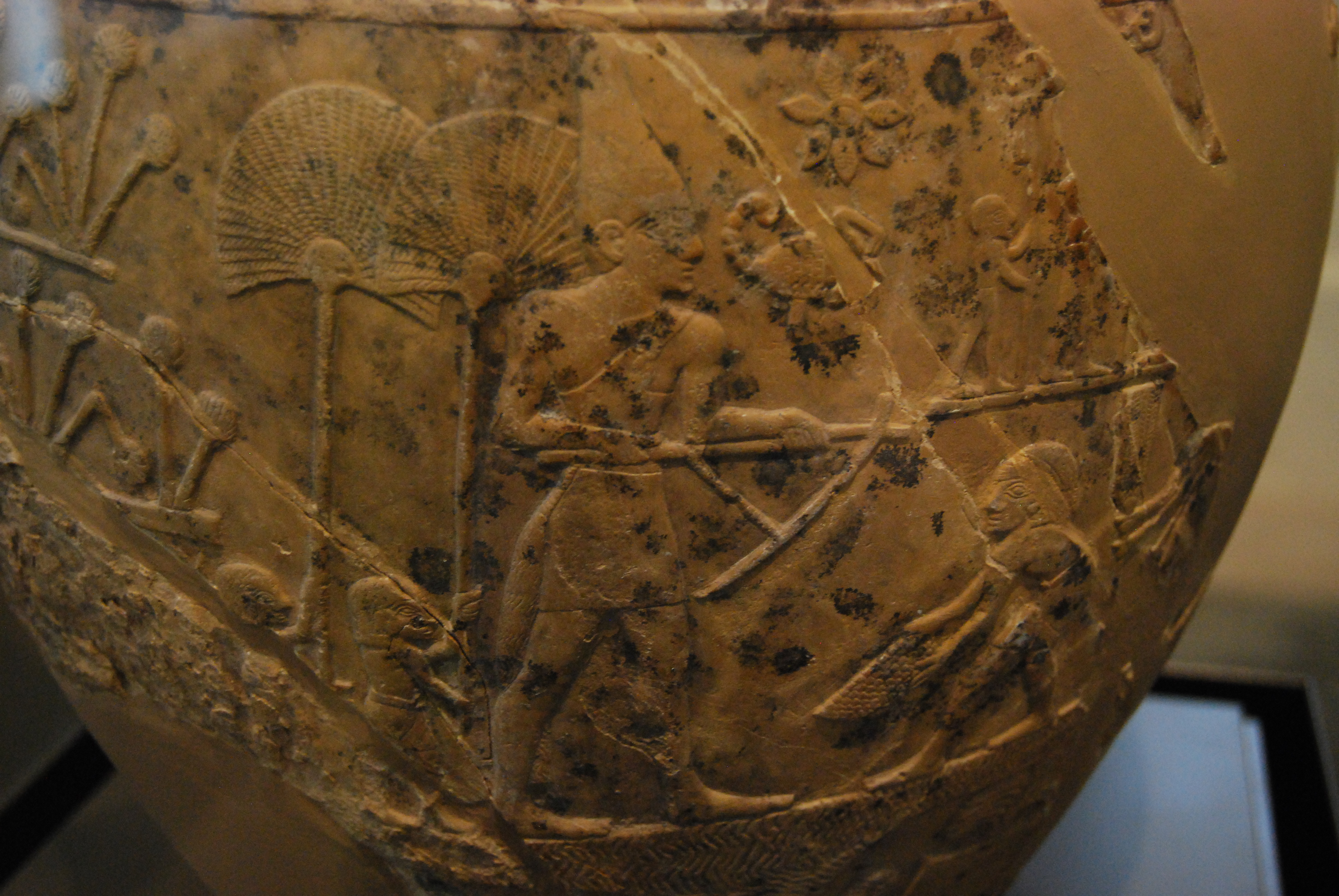
Tête de massue cérémonielle du roi Scorpion avec le roi portant la couronne blanche.
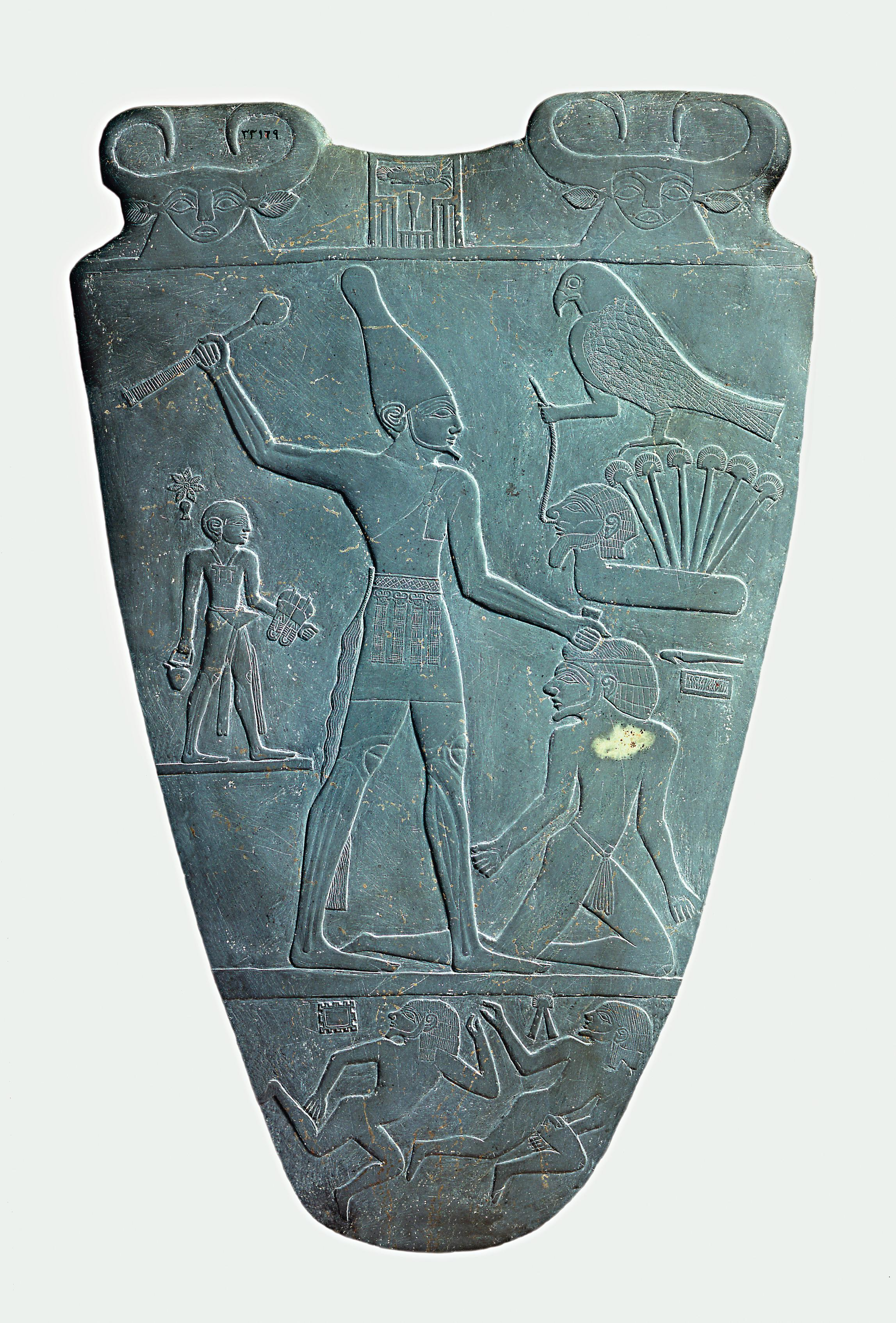
Verso de la palette de Narmer avec le roi portant la couronne blanche.
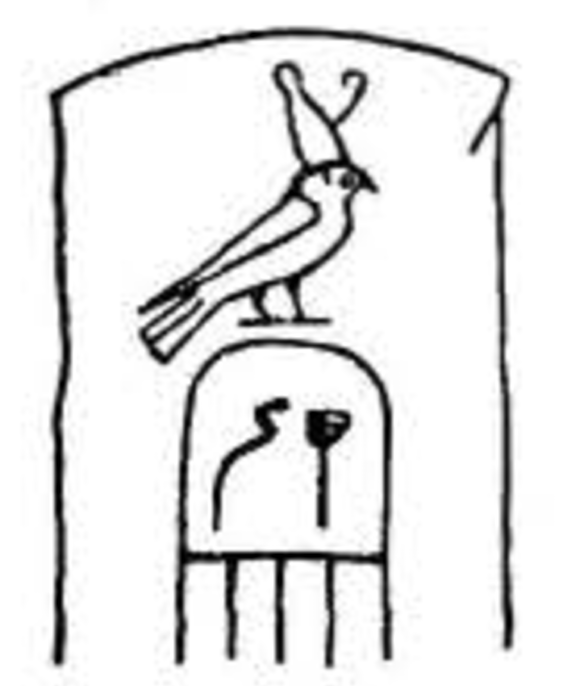
Serekh du roi Ouadji inscrit au Shatt er-Rigal et dessiné par Georges Legrain[134] ; le faucon Horus est coiffé du pschent.
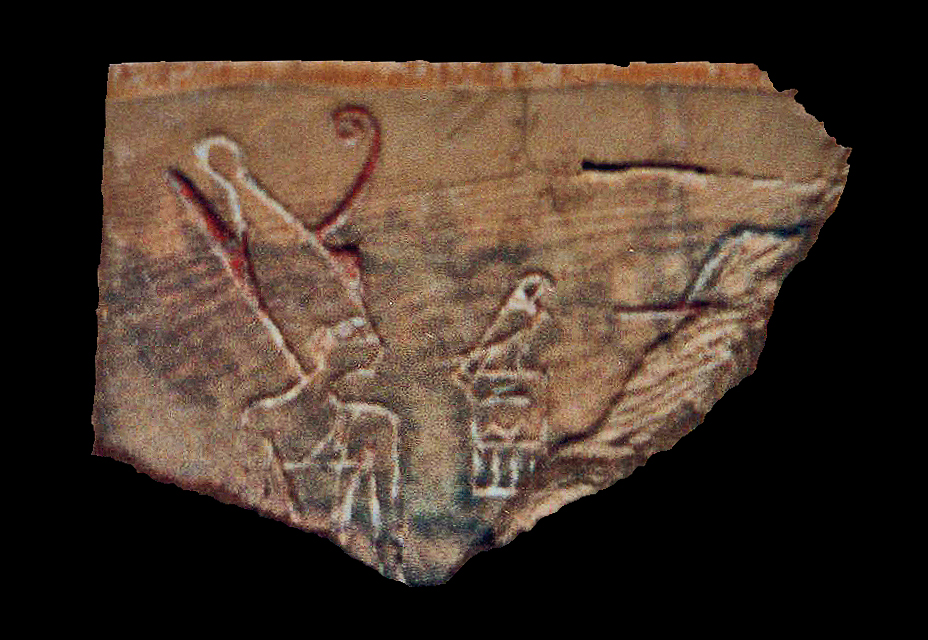
Étiquette de Den représentant le roi portant la couronne pschent.
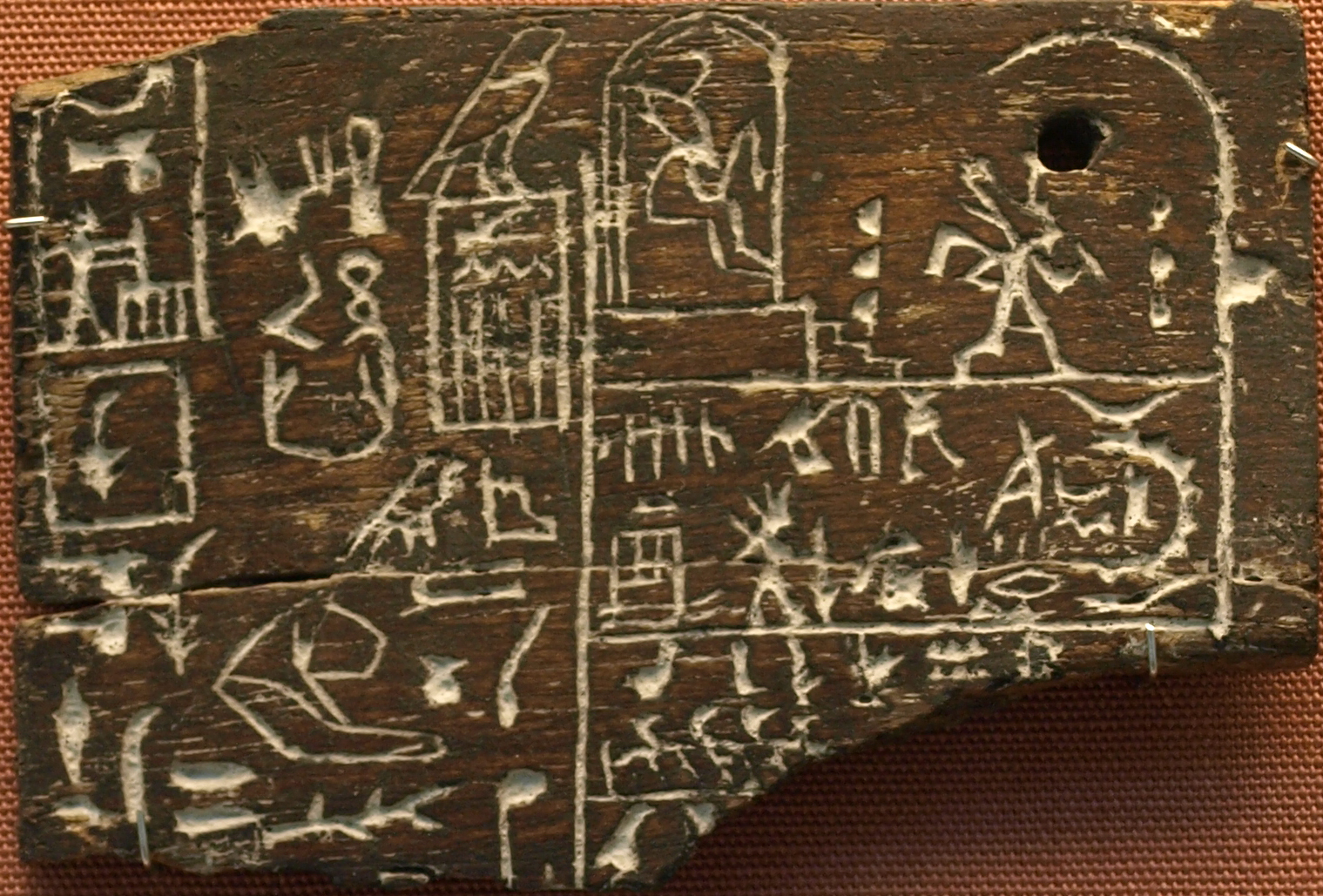
Étiquette de Den représentant, en haut au milieu, le roi portant la couronne pschent.
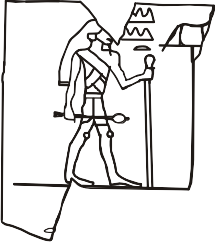
Étiquette de Den représentant le roi portant la coiffe khat.
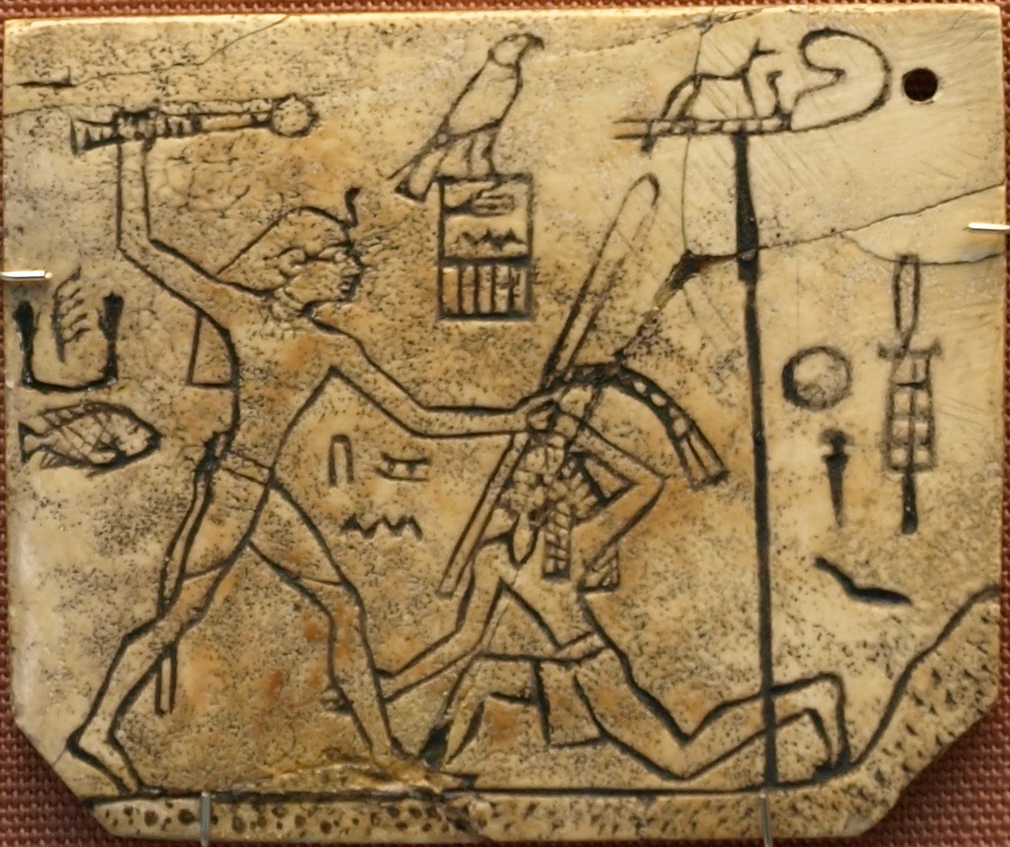
Étiquette de Den représentant le roi portant la coiffe khat.
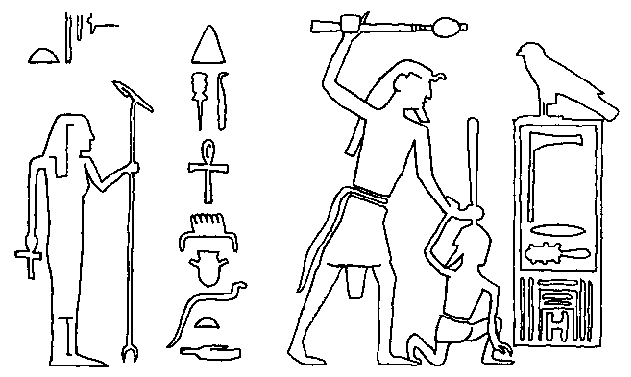
Inscription rupestre de Djéser, située au Ouadi Maghara et représentant le roi portant une coiffe ressemblant à la coiffe khat.
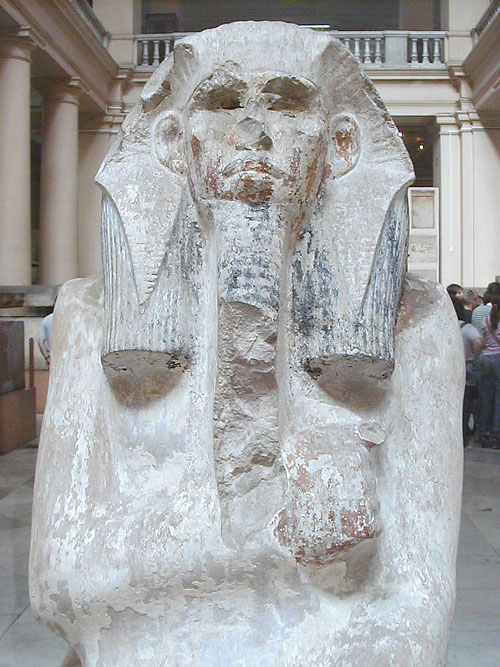
Statue de Djéser portant le némès.

Les autres éléments notables sont les suivants :
- alors qu'à la fin de la période prédynastique, le roi pouvait être représenté par un animal (lion sur la Palette du champ de bataille, taureau sur la Palette au taureau et sur la partie inférieure du recto de la palette de Narmer) pour représenter sa puissance, l'iconographie évolue petit à petit (peut-être parce que la représentation du roi par un animal n'était plus en accord avec l'idéologie royale de l'époque) et la queue de taureau en vient à représenter cette puissance animale en étant accroché à la taille des rois comme le montre la tête de massue cérémonielle du roi Scorpion[137],
- les sandales représentent un autre symbole de la royauté car c'est avec elles qui foulent les ennemis de l'Égypte ; ainsi, l'un des plus importants postes de la cour royale à l'époque était le porte-sandales ; la représentation de ce porte-sandales sur la palette de Narmer, qui en est la plus ancienne attestation, montre l'ancienneté de cette facette de l'idéologie royale[138],
- le cobra uræus est attesté dès le règne de Den sur l'une des étiquettes découvertes dans sa tombe dans la nécropole d'Oumm el-Qa'ab, sur laquelle deux cobras sont figurés ; la représentation suivante est l'inscription rupestre de Djéser au Ouadi Maghara avec l'uræus sur le front du roi[139].

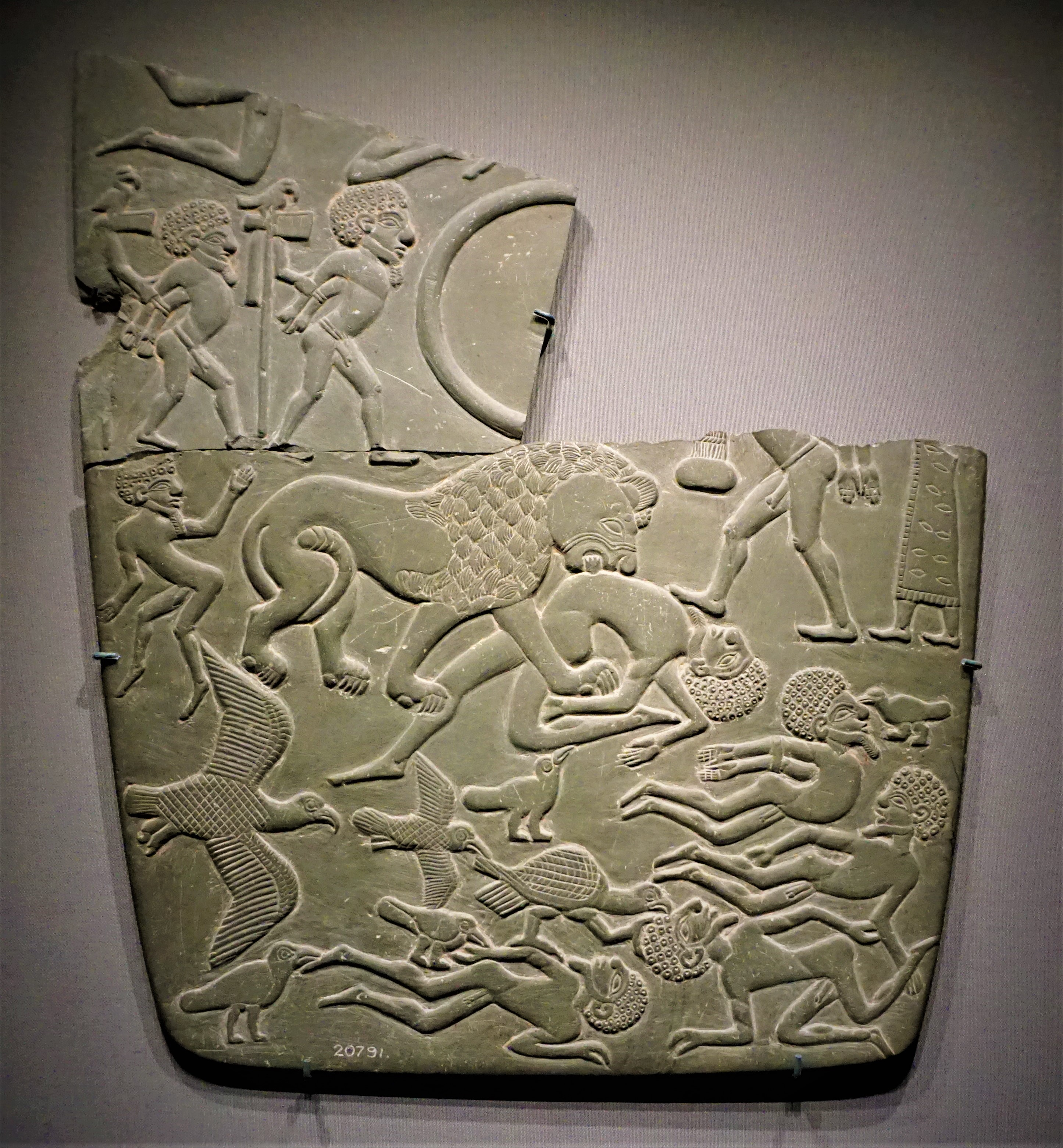
Recto de la palette du champ de bataille avec le lion personnifiant le roi.
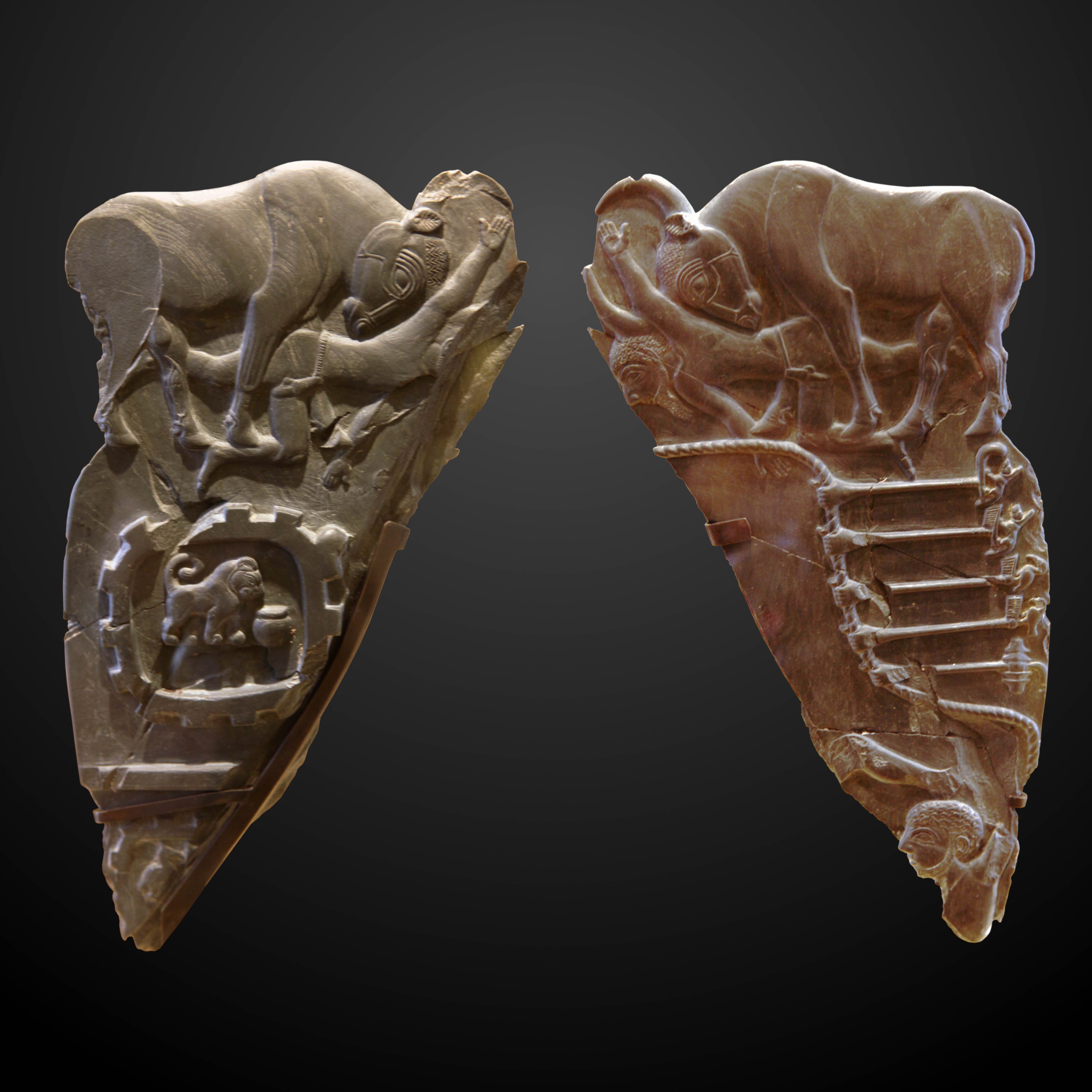
Recto et verso de la palette au taureau avec le taureau personnifiant le roi.
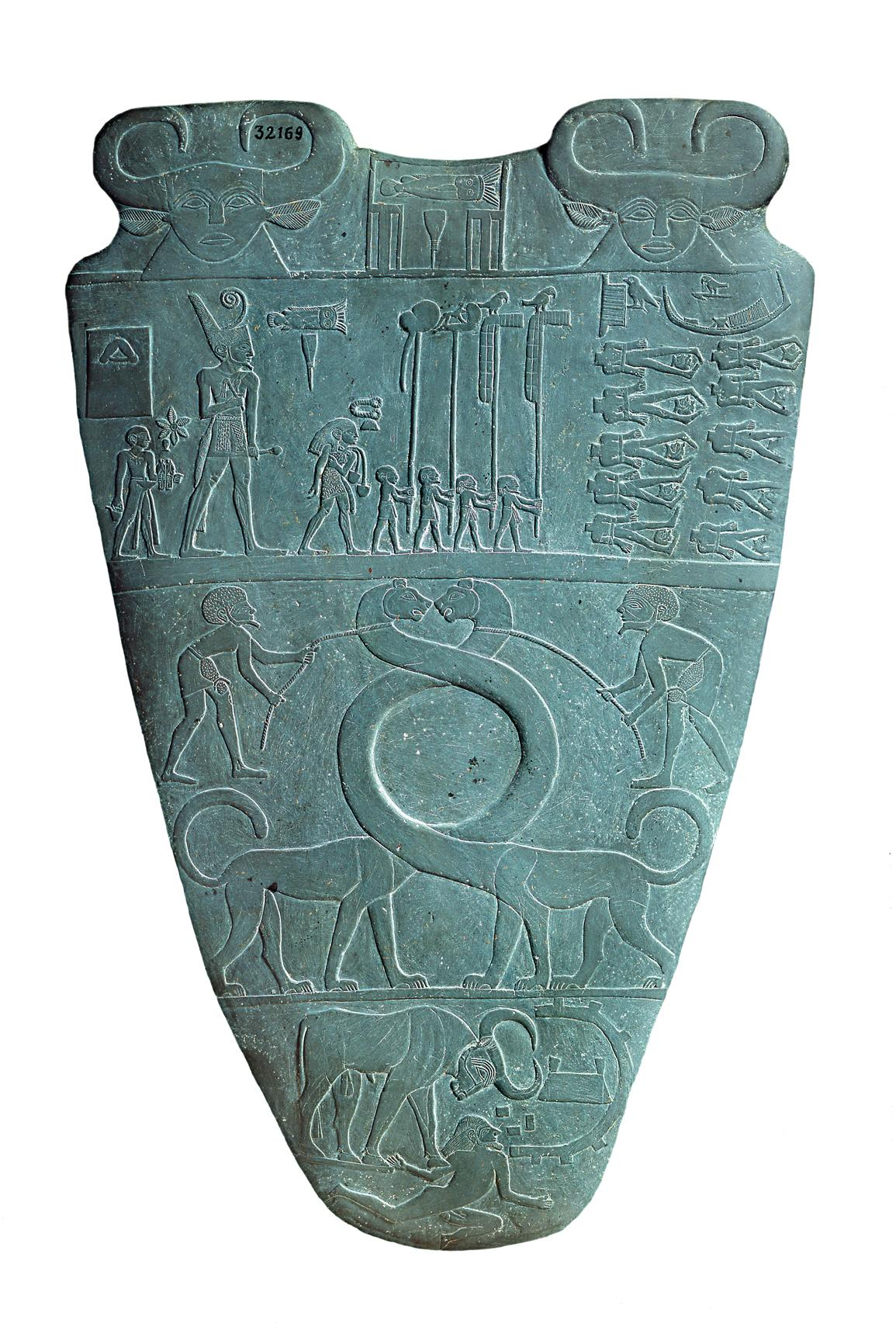
Recto de la palette de Narmer avec le taureau en bas personnifiant le roi Narmer et avec un porte-sandales qui suit le roi en haut à gauche.
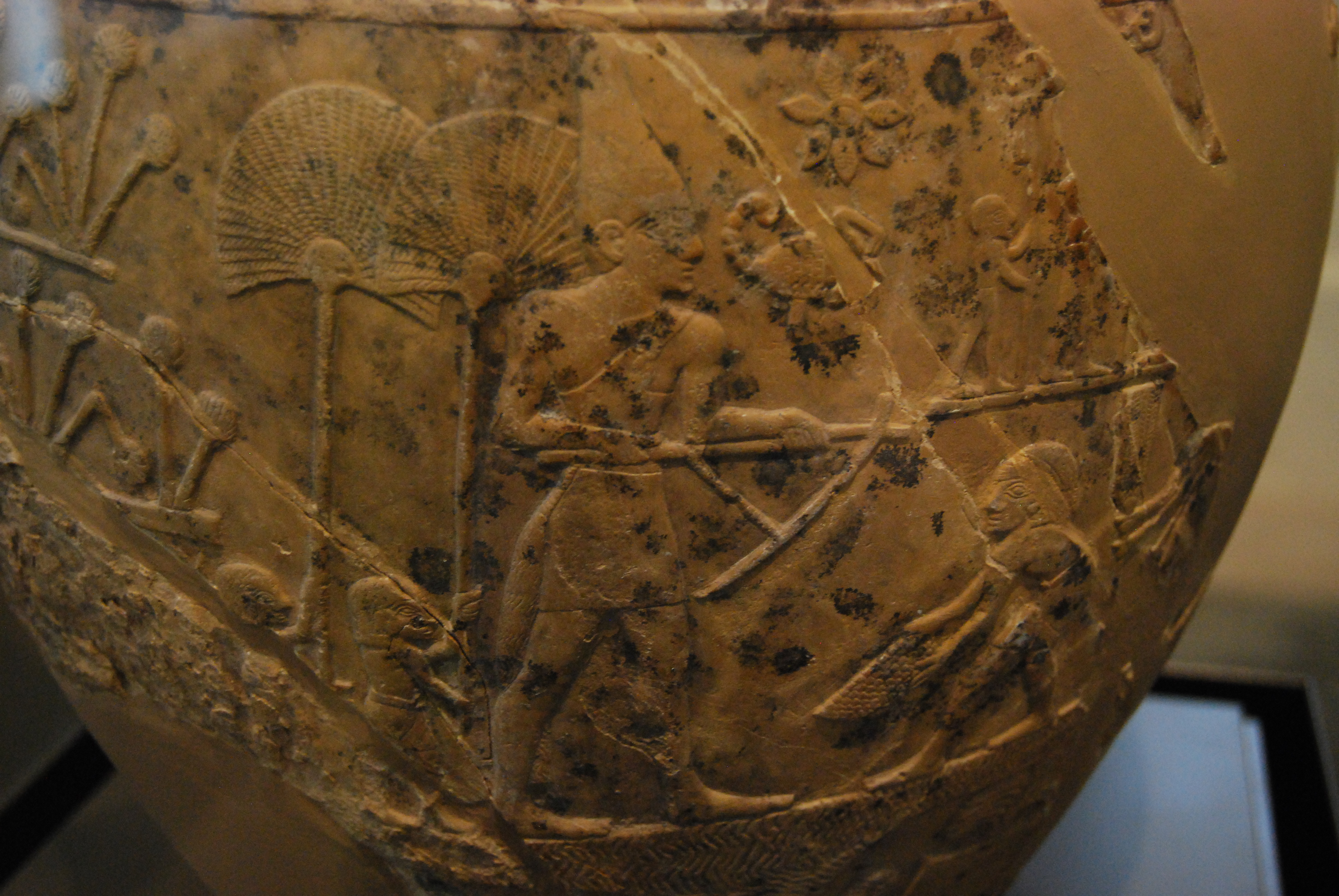
Tête de massue cérémonielle du roi Scorpion avec le roi portant la queue de taureau.
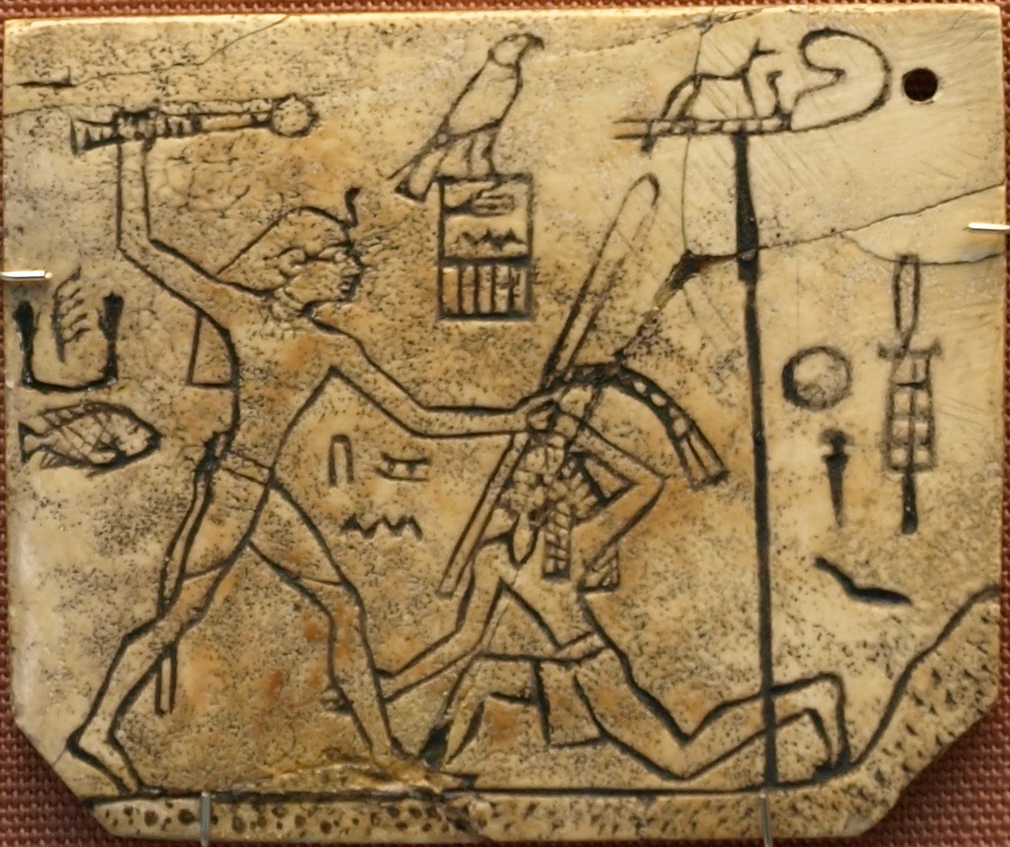
Étiquette de Den montrant le roi portant l'uræus ainsi qu'un second sur l'étendard de Oupouaout à droite.
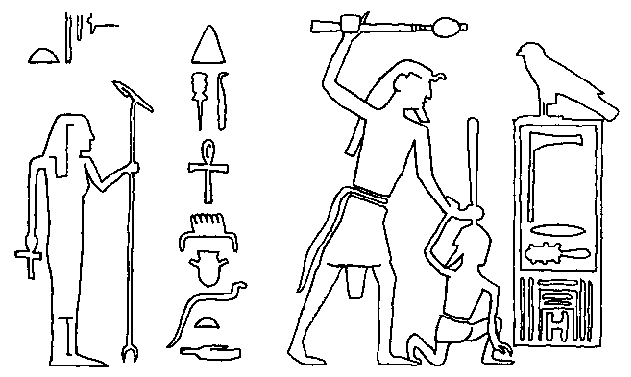
Inscription rupestre de Djéser, située au Ouadi Maghara et représentant le roi surmonté d'un uræus.

##### Étendards
Près de dix étendards sont présents sur quatre des palettes à fard (palette de la chasse, du champ de bataille, lybienne et de Narmer) et sur les massues des rois Scorpion et Narmer. Deux catégories d'étendards peuvent être décelées : 
- la première, que l'on trouve sur les trois premières palettes et le registre supérieur de la massue du roi Scorpion, devaient représenter les plus importantes divinités de la période : on y trouve en effet l'ibis de Thot, l'animal séthien, le canidé d'Oupouaout, le faucon d'Horus, le symbole de Min, le faucon sur un croissant pouvant représenté Anty, le signe de la montagne et le signe de l'Est[141],
- la seconde, que l'on retrouve sur la palette de Narmer et les deux massues, sont des étendards qui accompagnent le roi : sur les deux documents associés à Narmer, il s'agit des mêmes quatre étendards (le placenta royal, le canidé d'Oupouaout et deux faucons successifs devant représenter respectivement Horus et Seth) ; la massue du roi Scorpion est fragmentaire, mais deux étendards sont visibles (le placenta royal et le canidé d'Oupouaout)[142], il semble cependant qu'il n'y ait que deux étendards selon la reconstitution de K.M. Ciałowicz, un grand personnage devant être reprenté à droite de ces étendards[143].

Par la suite, les quatre étendards se réduisent par la suite à deux étendards (Oupouaout et le placenta royal), que l'on retrouve sur un bloc du temple archaïque de Gebelein, sur la chapelle de Djéser à Héliopolis et sur les six panneaux de Djéser dans la galeries souterraines de son complexe funéraire à Saqqarah.

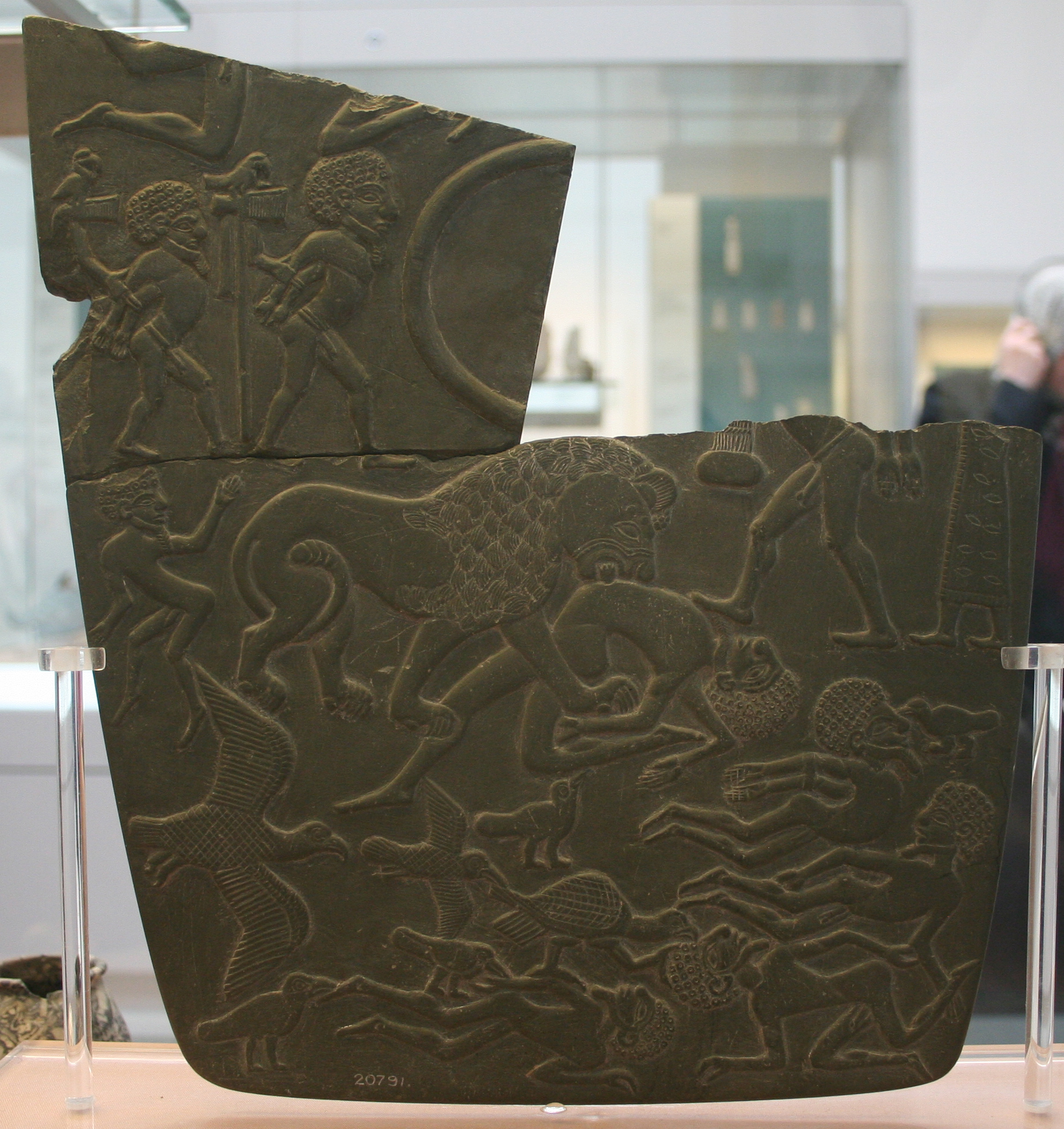
Palette du champ de bataille ; deux étendards se trouvent en haut à gauche : l'ibis de Thot et le faucon Horus.
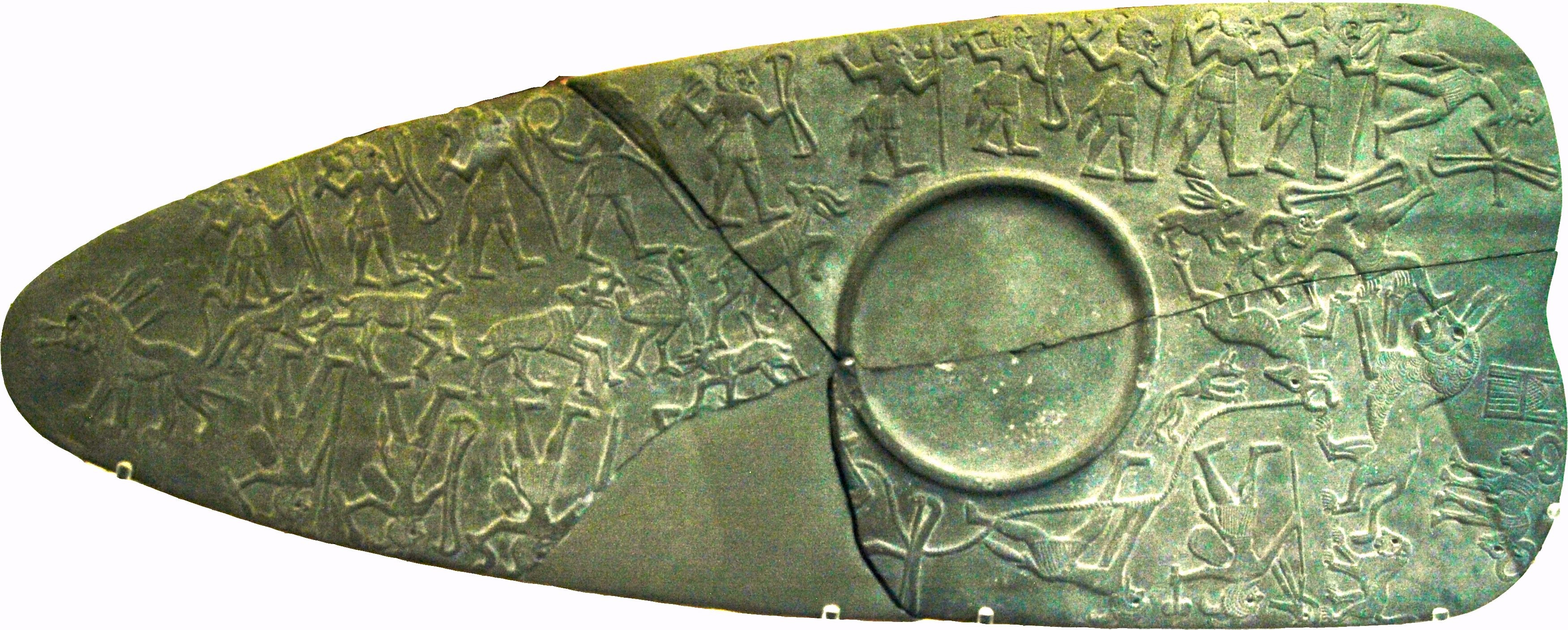
Palette de la chasse ; trois étendards se trouvent sur cette palette : le faucon Horus en haut à droite et en bas à droite, le signe de l'Est en haut au centre.
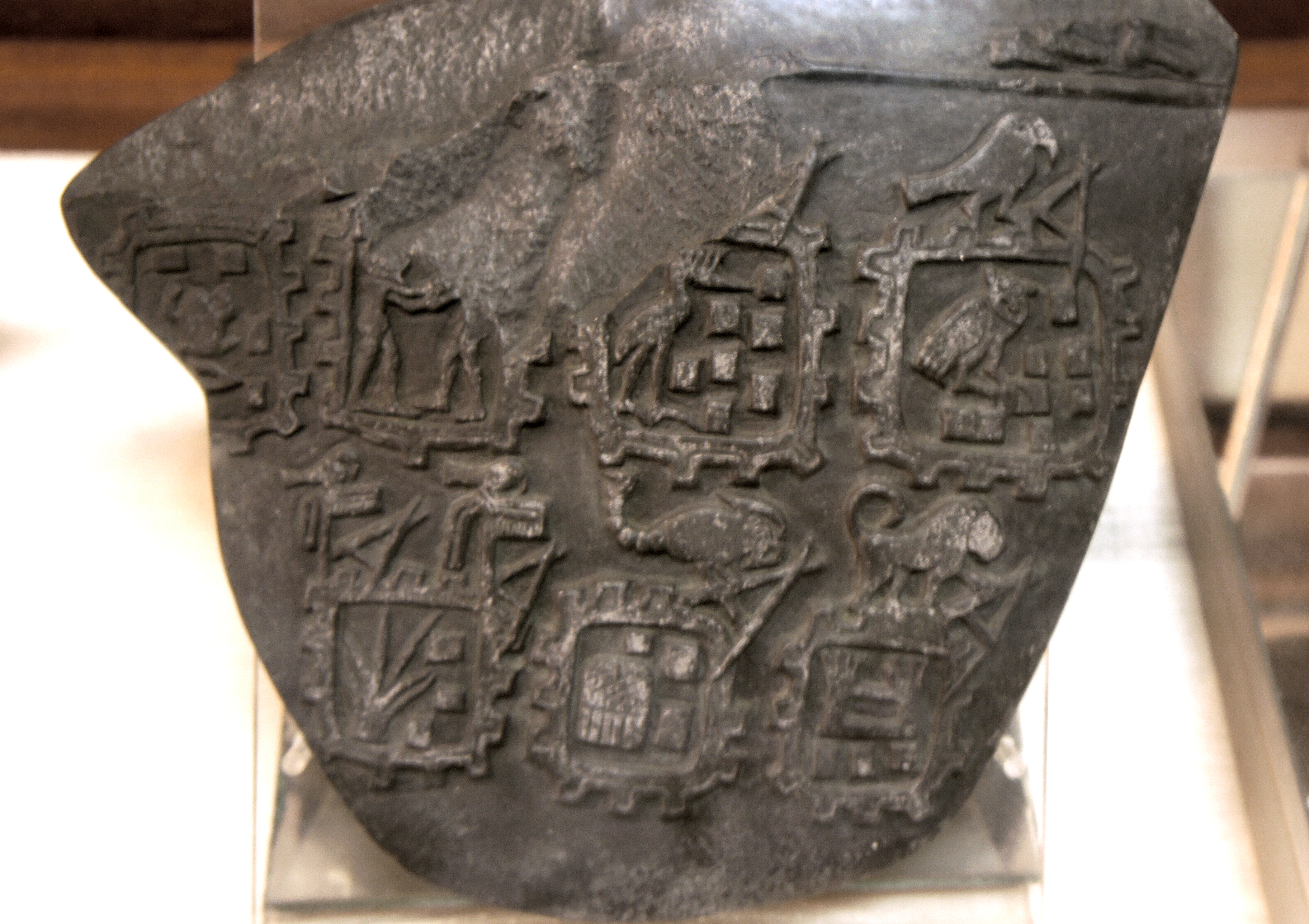
Palette libyenne ; un étendard se trouve en bas à gauche : le faucon Horus.
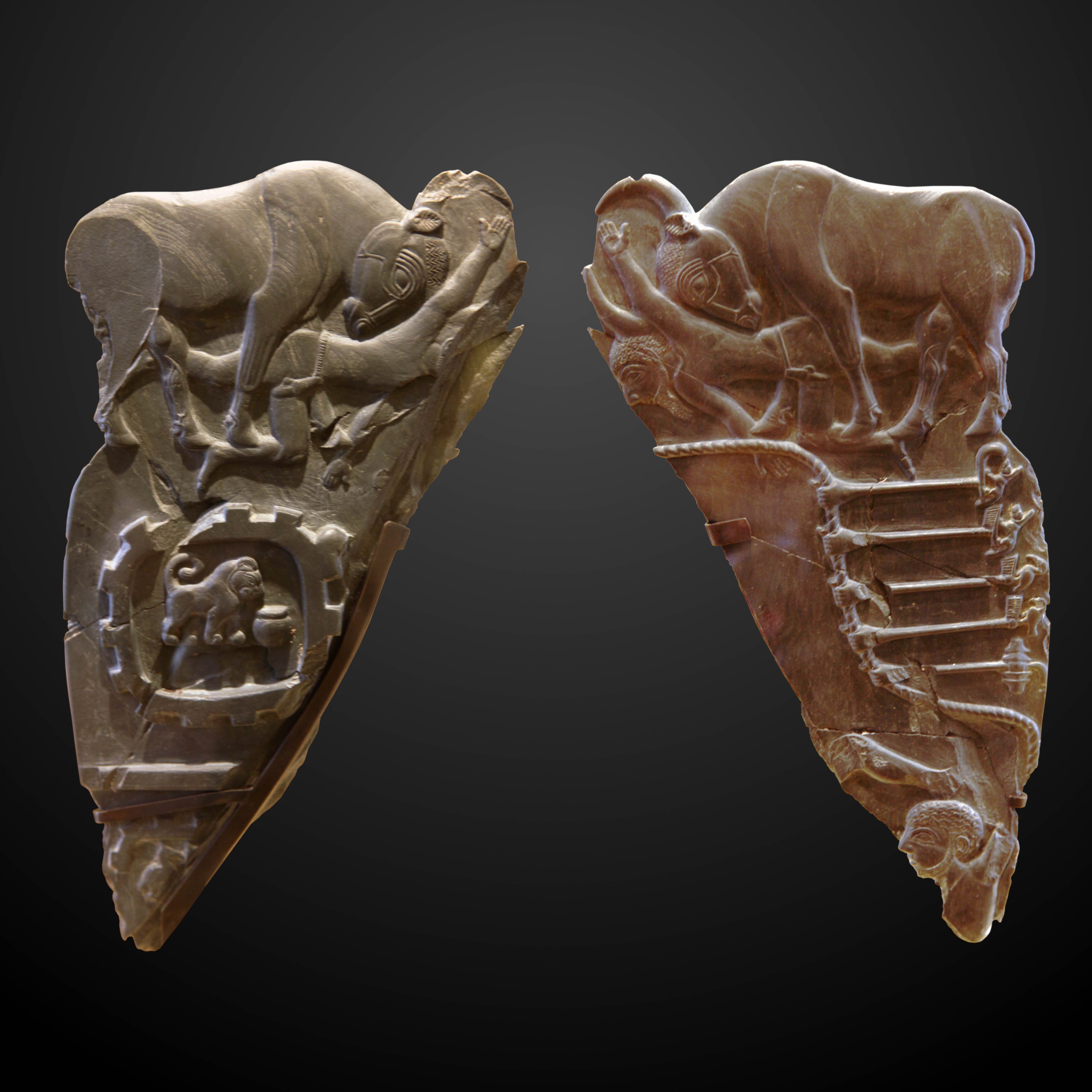
Palette au taureau ; cinq étendards à droite : le canidé d'Oupouaout, le canidé de Seth, l'ibis de Thot, le faucon Horus et le symbole de Min.
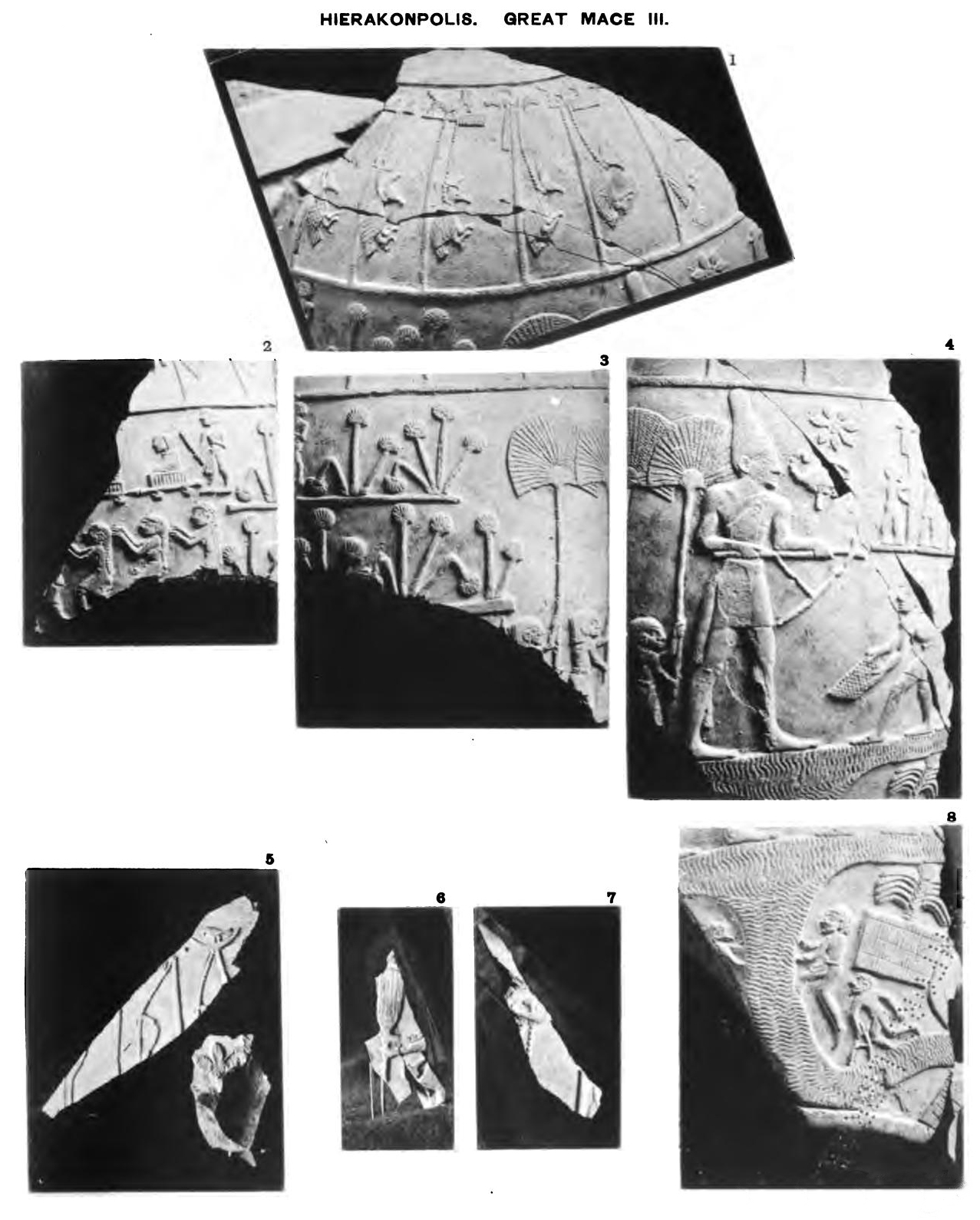
Massue du roi Scorpion : sur le registre supérieur, photo 1 : le signe de la montagne, le canidé de Seth, le signe de Min, le canidé de Seth, photo 5 : e faucon sur un croissant ; sur le registre avec le roi Scorpion : photo 4 : le placenta royal, photo 7 : le canidé d'Oupouaout.
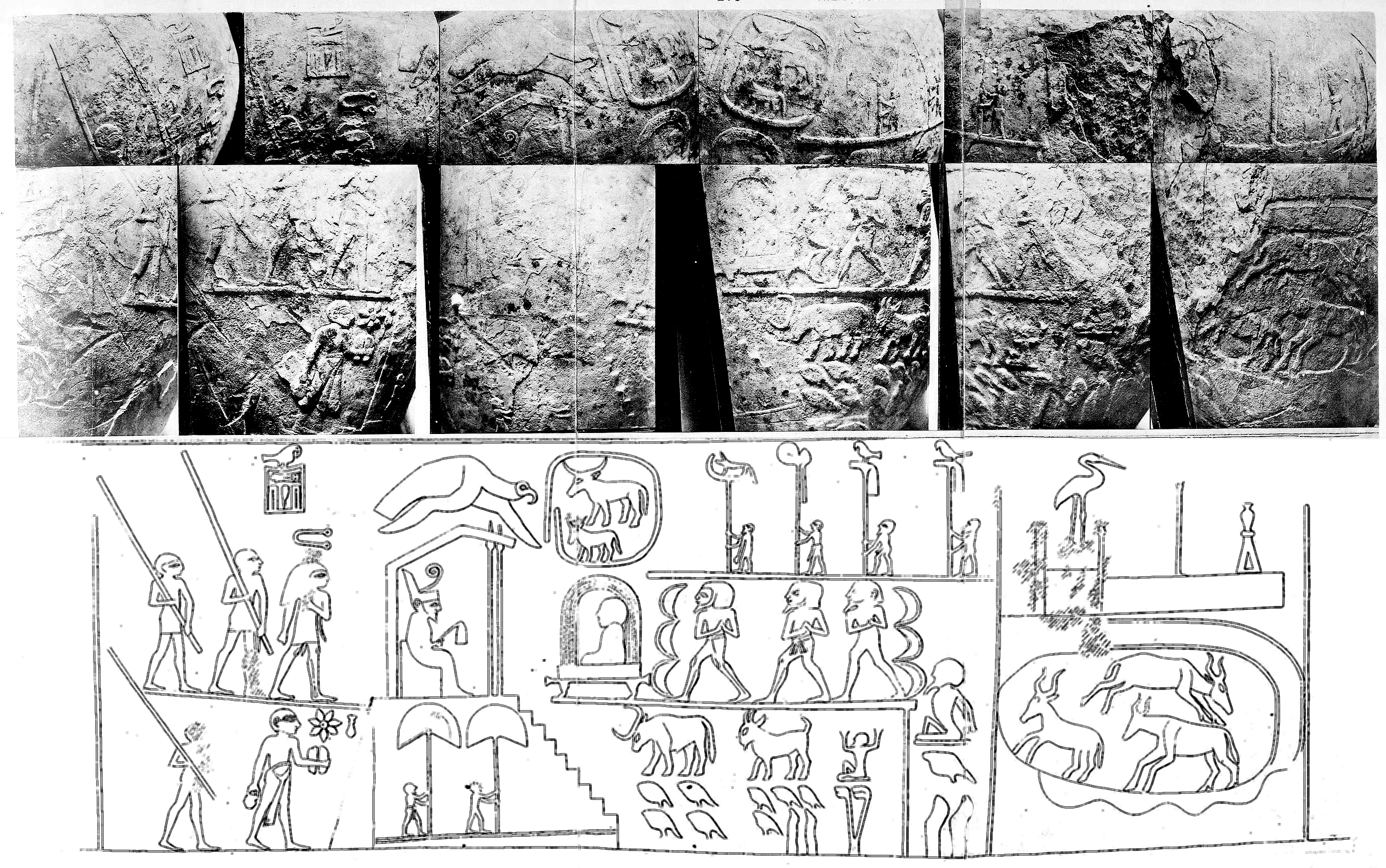
Massue de Narmer ; quatre étendards en haut au centre : le placenta royal, le canidé d'Oupouaout et deux faucons successifs devant représenter respectivement Horus et Seth.
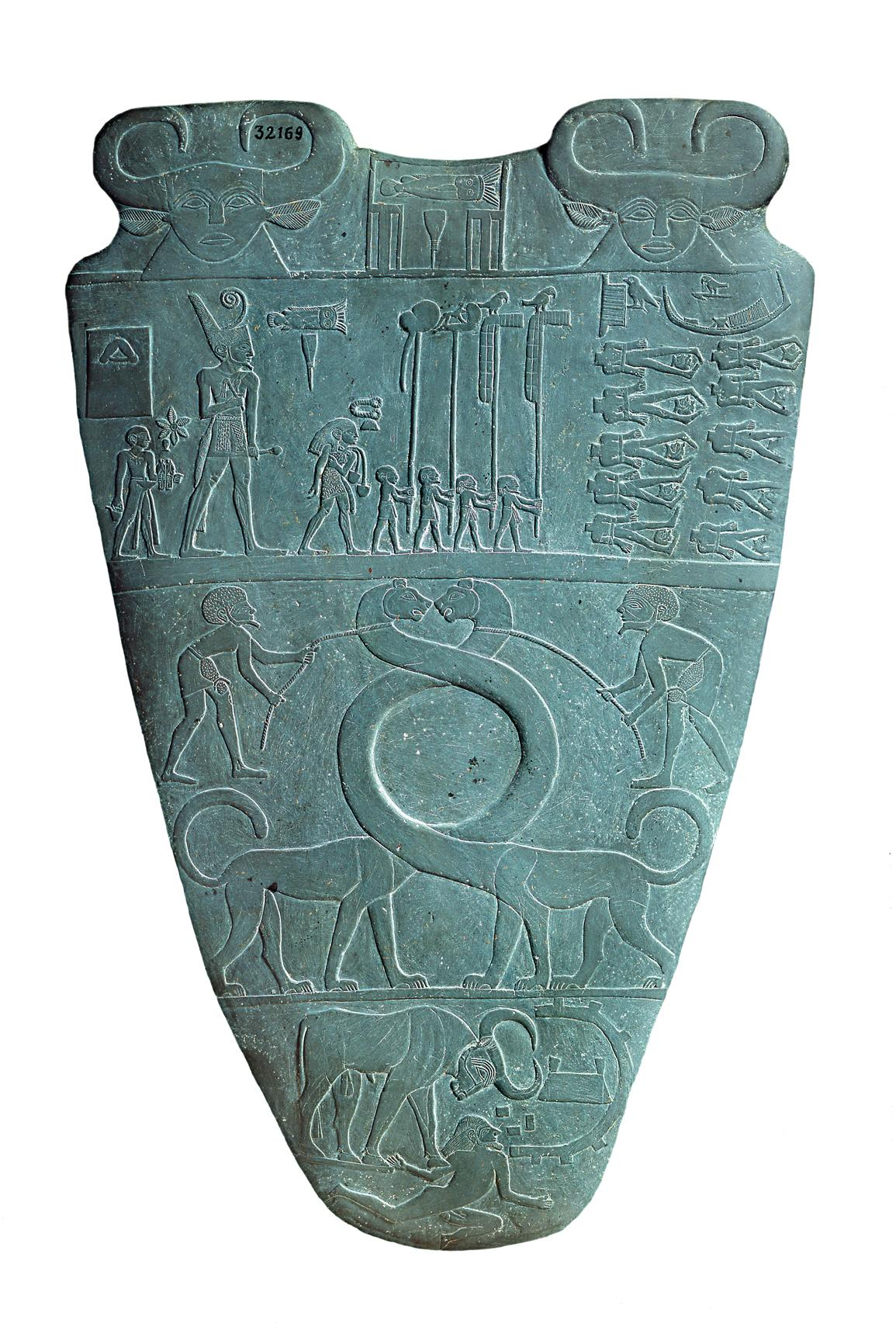
Palette de Narmer ; quatre étendards en haut au centre : le placenta royal, le canidé d'Oupouaout et deux faucons successifs devant représenter respectivement Horus et Seth.
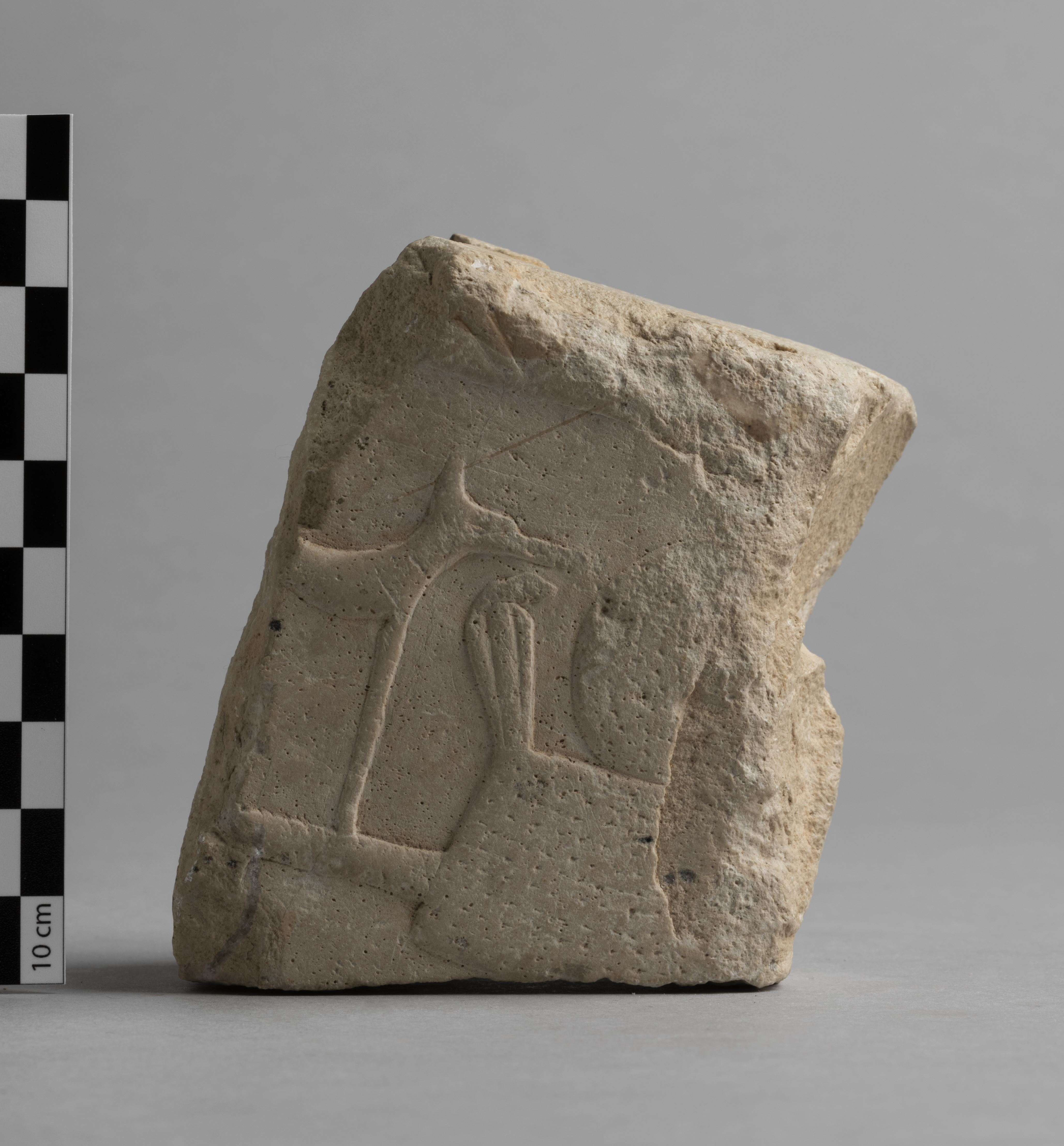
Étendards d'Oupouaout sur l'un des fragments de la chapelle de Djéser à Héliopolis.

##### Frapper l'ennemi
L'une des images les plus caractéristiques de la représentation du roi est celle où il est en position de frapper l'ennemi qu'il tient par les cheveux avec sa main gauche au moyen d'une massue piriforme qu'il tient avec sa main droite. Cette pose représente l'archétype de la mission du roi car, par ce geste, il élimine les ennemis de l'Égypte, qu'ils soient terrestres (les peuples voisins) ou surnaturels (les forces du chaos). Cette arme, connue depuis Nagada I, est connue dans l'iconographie dès cette même époque comme l'atteste une poterie du cimetière U d'Oumm el-Qa'ab sur laquelle un personnage (princier ? - on ne peut utiliser le mot royaume pour une si haute époque) frappe un groupe de captifs. Cette pose sera réutilisée tout au long de l'histoire égyptienne, dont la fameuse palette de Narmer.

#### Titulature
La titulature royale égyptienne, née à la fin de la période prédynastique, évolue tout au long de la période ; en effet, à l'avènement de la IVe dynastie, il ne restera à la monarchie que le nom de Sa-Rê à inventer (le titre de « fils de Rê » (sȝ-Rˁ) est signalé dans le registre archéologique à partir du règne de Djédefrê (IVe dynastie), tandis que le nom de Sa-Rê, introduit par ce même titre, est apparu sous le règne de Néferirkarê Kakaï (Ve dynastie)).

##### Nom d'Horus (et de Seth)
Le premier nom, et le principal pour cette période, à apparaître est le nom d'Horus, inscrit dans un serekh, lui même surmonté du faucon horien. Ce nom est apparu au plus tard sous le règne du roi Ka, l'un des derniers rois de la période prédynastique. En effet, le nom de son prédécesseur Iry-Hor n'était pas inscrit dans un cartouche (ce qui fait d'ailleurs dire à certains égyptologues que ce qui est interprété par ailleurs comme le nom Iry-Hor n'en est en fait pas un), tandis que des serekhs vides ont été découverts par ailleurs. Le nom d'Horus représente la relation très forte entre le roi et le dieu monarchique et cosmique par excellence Horus, le dieu faisant partie intégrante du nom. Il est à noter que, de manière anecdotique, le nom de Seth, avec l'animal séthien remplaçant ou accompagnant le faucon Horus, a été utilisé par deux rois de la seconde moitié de la IIe dynastie : Péribsen (nom de Seth simple, sans faucon) et Khâsekhemouy (d'abord connu par le nom d'Horus Khâsekhem puis par le nom d'Horus et de Seth Khâsekhemouy). Ce lien entre le roi et les dieux Horus et Seth est par ailleurs mis en relief par le titre porté par les reines de cette période « Celle qui voit Horus et Seth » (mȝȝ.t-Ḥr-Stš). Ce nom d'Horus suit une évolution tout au long de la période : 
- au début, les premiers rois portent des noms d'animaux (Scorpion, Narmer/Poisson-Chat) ou des noms guerriers (Hor-Aha « Horus le Combattant », Hor-Djer « Horus le Fort », Hor-Qâ « Horus l'Élevé de bras », c'es-à-dire la frappe puissante) ;
- la fin de la Ire dynastie et surtout la IIe dynastie inaugurent une vision plus intellectuelle de la royauté, s'exprimant au travers de qualités emblématiques (Sekhemib « Puissant de cœur », c'est-à-dire d'intelligence), de liens privilégiés avec le monde divin (Sémerkhet « Compagnon de la communauté divine », Nynetjer « Celui qui appartient au dieu », Nebrê « Rê est son seigneur (?) ») ou des réalisations qui incombent par essence au monarque telles que le maintien de l'unité du pays (Hotepsekhemouy « Les Deux Puissants (Horus et Seth) sont réconciliés », Khâsekhemouy « Les Deux Puissants (Horus et Seth) sont apparus ») ;
- la IIIe dynastie s'inscrit dans ce mouvement avec Netjerikhet (Djéser) qui est « Divin de corps » et Sekhemkhet qui est « Puissant de corps », soit des qualités emblématiques du roi ; Khaba est quant à lui « (Celui dont) le ba est apparu », deux éléments propres aux sphères royales et divines, le ba étant un mode de manifestation de la personne royale en relation avec la puissance, le pouvoir, tandis que khâ(ou) désigne au sens premier l'apparition, le lever de l'astre solaire ; enfin, Sanakht est « Le protecteur puissant », désignant la force physique dans un sens militaire[146],[147].

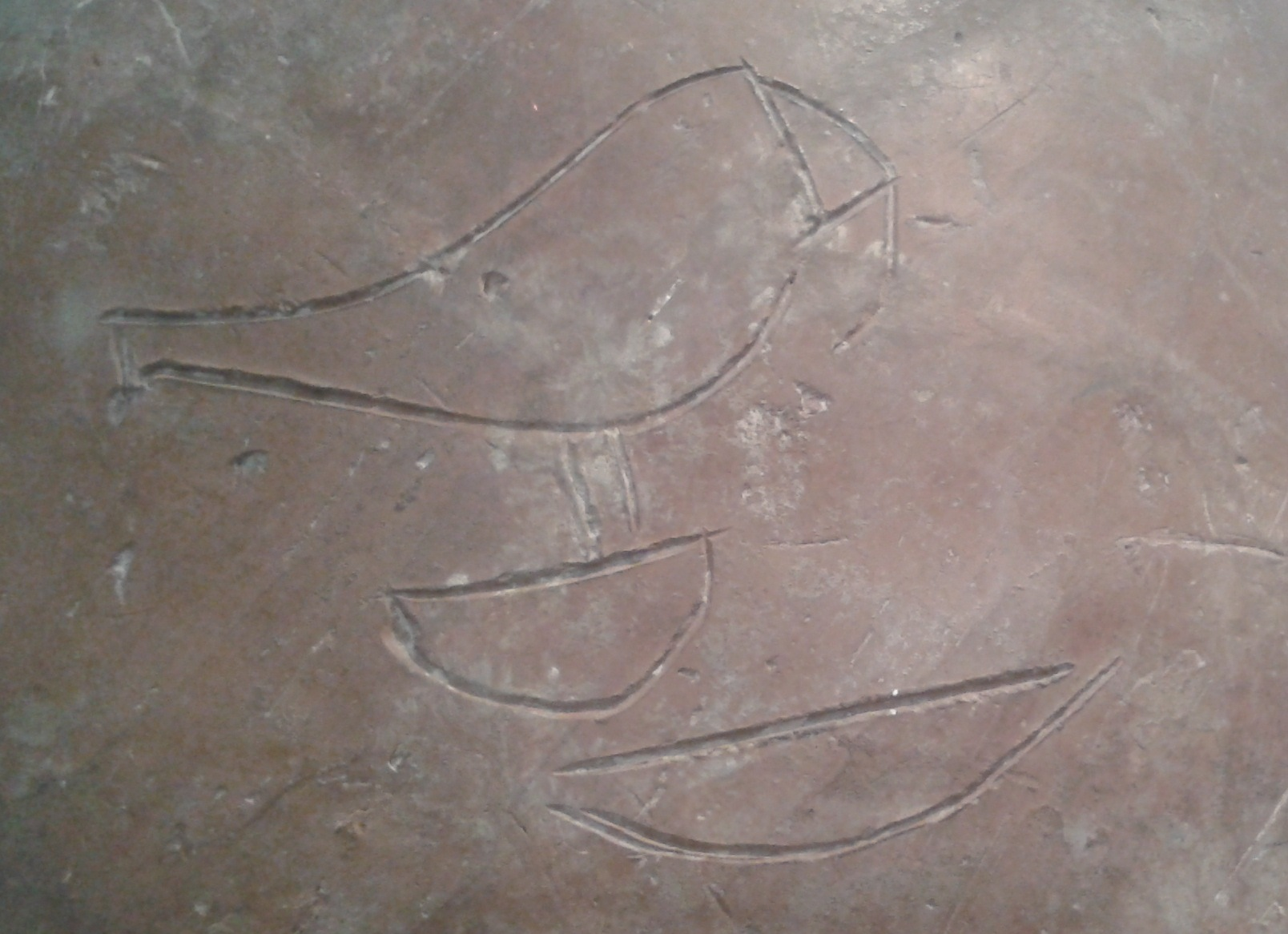
Signes r-Ḥr inscrits sur un récipient provenant de la tombe d'Iry-Hor - Ashmolean Museum, Oxford (Période prédynastique).
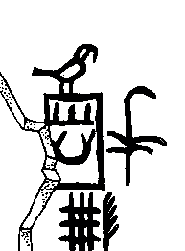
Dessin d'une inscription comportant le serekh du roi et découverte sur un tesson dans le puits B7 à Abydos (Période prédynastique).
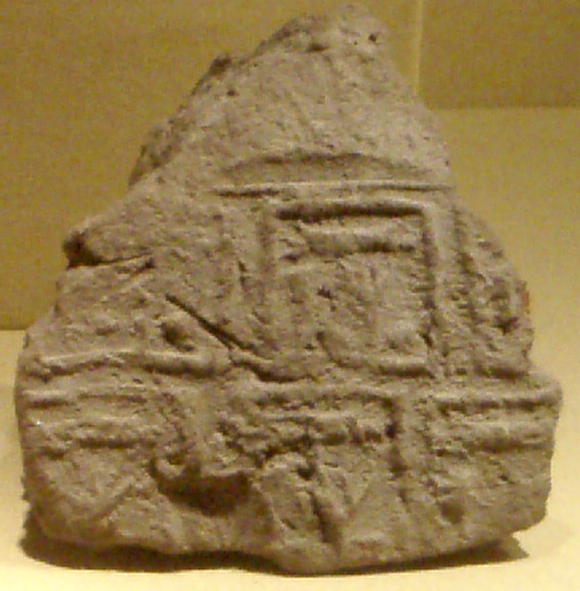
Sceau d'une jarre en terre indiquant que le contenu provenait de la succession du pharaon Narmer, provenant de Tarkhan, Metropolitan Museum of Art (Ire dynastie).
Empreinte de sceau de Péribsen provenant d'Abydos (IIe dynastie).
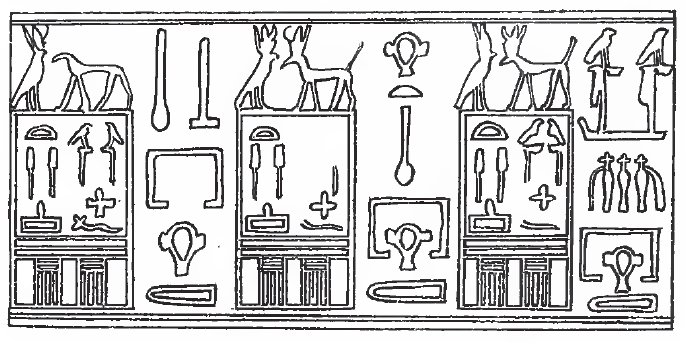
Dessin d'une empreinte de sceau provenant de la tombe V du roi à Abydos et inscrit au nom de « Khâsekhemouy-Hotep-Netjerouy-Imef » (IIe dynastie).
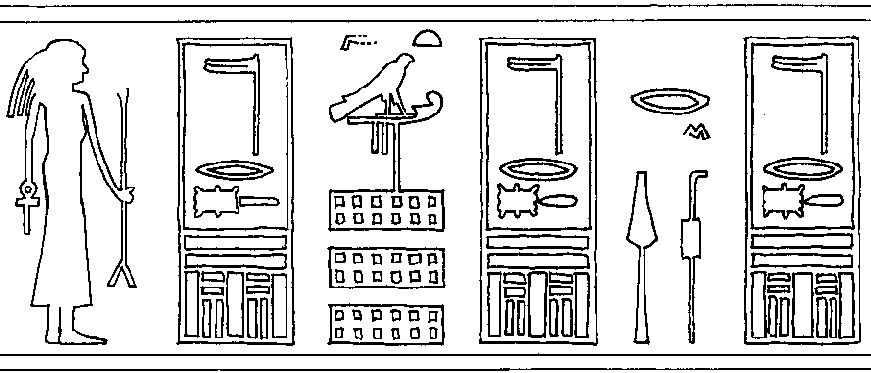
Dessin d'une empreinte de sceau de Djéser (IIIe dynastie).

##### Nom de Nebty et de Nesout-bity
Le deuxième nom à apparaître est un nom régulièrement accompagné des titres « Nesout-bity » (Nnsw.t-bjty) et « Nebty » (Nb.ty), titres qui introduiront plus tard respectivement le nom de Nesout-bity inscrit dans un cartouche et le nom de Nebty. Ce nom est apparu au cours de la Ire dynastie. Ses plus anciennes attestations sont peut-être à associer à Narmer ou Aha avec le nom « Men » (Mn) attesté sur une empreinte de sceau découverte dans le puits B18 (tombe de Narmer) et sur une étiquette en ivoire découverte dans le caveau de la tombe souvent attribuée à Neith-Hotep à Nagada et sur laquelle est inscrit le serekh d'Aha. La particularité de l'inscription sur l'étiquette est que le nom « Men » est précédé des hiéroglyphes du titre « Nebty », bien que l'interprétation de ceci comme un titre n'est pas partagé par tous les chercheurs. Ce nom fait écho au nom « Méni » (Mnj) des listes royales du Nouvel Empire.
Dans l'ordre chronologique, un deuxième roi avec un tel nom, ici « It / Itiou » (Jt / Jtw), pourrait être Djer, avec deux attestations, l'une sur une inscription rupestre au Ouadi 'Ameyra dans le Sinaï,, la seconde au Gebel Sheikh Souleiman, entre Bouhen et Mirgissa. Cette interprétation n'est pas totalement certaine mais fait écho au nom « Itéti » (Jttj) de la pierre de Palerme et des listes royales du Nouvel Empire.
Le troisième nom semble être celui d'Ouadji, inscrit sur une étiquette découverte dans la tombe S3504 à Saqqarah. Ce nom, qui se lirait « Iterty » (Jtrty), a la particularité d'être précédé du titre « Nebty » mais où le hiéroglyphe du cobra représentant Ouadjet, déesse tutélaire de la Basse-Égypte, est remplacé par celui de la couronne rouge de la Basse-Égypte. Ce nom serait plus tard transcrit comme « Ita/Itiou » (Jtȝ/Jtjw) dans les listes royales du Nouvel Empire.
Le quatrième nom attesté, « Khasty » (Ḫȝs.ty), est celui de Den, qu'il précède du titre « Nesout-bity » (Nsw.t-bjty), innovation de son règne. Son successeur, Adjib, fait précédé son nom « Merpebia » (Mr-p-bjȝ) par deux titres : « Nesout-bity » (Nsw.t-bjty) et « Nebouy » (Nb.wy), ce dernier titre est innovation de son règne qui ne sera pas reprise par ses successeurs. Le premier roi à avoir associé les titres « Nesout-bity » et « Nebty » est le successeur d'Adjib, le roi Sémerkhet, avec son nom « Iry » (Jry). Son successeur, Qâ, a la particularité d'avoir trois noms distincts associés aux titres « Nesout-bity » et « Nebty » : le premier, le plus courant, surtout sur les vases inscrits, est le même que son nom d'Horus « Qâ » (Ḳ(ȝ)ˁ) précédé des deux titres ; le deuxième, relativement courant sur les étiquettes sous deux graphies distinctes, est « Sen » (Sn) précédé uniquement du titre « Nebty » ; le troisième, découvert sur deux étiquettes, est « Séhotep » (Sḥtp) précédé uniquement du titre « Nebty », le cobra Ouadjet étant remplacé par la couronne rouge comme pour Ouadji,. Cette différence montre que le titre simple « Nebty » et l'ensemble « Nesout-bity - Nebty » n'était pas interchangeables.
Les rois de la IIe dynastie poursuive l'innovation de Qâ de reprendre leur nom d'Horus pour leur deuxième nom :
- soit comme un diminutif, avec « Hotep » (Ḥtp) pour Hotepsekhemouy, précédé des deux titres « Nesout-bity » et « Nebty »[159],
- soit à l'identique, pour les rois Nynetjer (nom systématiquement précédé des deux titres)[160], Péribsen (nom le plus souvent précédé du titre « Nesout-bity » mais aussi, parfois, des deux titres)[161] et Khâsekhemouy (précédé des deux titres)[162],
- soit avec l'ajout d'une épithète, « Sekhemib-Perenmaât » (Sḫm-jb-pr-n-mȝˁ.t) pour le roi Sekhemib (parfois précédé des deux titres, parfois précédé du seul titre « Nesout-bity »)[163] et « Khâsekhemouy-Neboukhetsen » (Ḫˁ-sḫm.wy-nbw-ḫt-sn) et « Khâsekhemouy-Hotep-Netjerouy-Imef » (Ḫˁ-sḫm.wy-ḥtp-nṯr.wy-jm=f) pour le roi Khâsekhemouy (précédé des deux titres pour le second, précédé du titre « Nebty » pour le premier, mais l'état fragmentaire du seul document sur lequel il est inscrit ne permet pas de savoir si le titre « Nesout-bity » était à l'origine inscrit)[162],[164].

Trois autres noms sont connus pour la IIe dynastie, mais l'absence de nom d'Horus associé ne permet pas de savoir si ces noms d'Horus étaient identiques ou non :
- le nom Ouneg, précédé des deux titres « Nesout-bity » et « Nebty »[165],
- les noms Noubnefer[166] et Séned[167], précédés uniquement du titre « Nesout-bity ».

Enfin, pour la IIIe dynastie, les choses sont plus complexes :
- le premier roi, Djéser, ou plutôt Netjerikhet (Djéser est un nom tardif), continue la pratique IIe dynastie avec un nom identique « Netjerikhet » (Nṯrj-ẖ.t), précédé des deux titres « Nesout-bity » et « Nebty »[168],
- Sekhemkhet a pour deuxième nom « Hetep-Ren » (Ḥtp-rn), précédé du titre « Nebty » (l'état fragmentaire de la documentation ne permet pas de savoir si le titre « Nesout-bity » précédait le titre « Nebty »)[169],[107] ; un autre nom lui est associé, « Djeseret-Ânkh » (Ḏsr.t-ˁnḫ), précédé du titre « Nebty »[170],[171], mais cette identification à Sekhemkhet, bien que majoritaire, n'est pas partagée par tous les chercheurs (Jean-Pierre Pätznick identifie ce nom à Sanakht[107]),
- Sanakht aurait pour deuxième nom « Nebka » (Nb-kȝ), attesté dans un cartouche dans une empreinte de sceau, ce qui fait de cette attestation la plus ancienne d'un cartouche[172],[173] ; cette identification, bien que majoritaire, n'est pas partagée par tous les chercheurs (Jean-Pierre Pätznick identifie ce nom à Djéser[174]),
- Houni, qui n'a pas de nom d'Horus clairement identifié (Qahedjet[175],[176] et Khaba[110] ont été proposés), est attesté en deux exemplaires : sans cartouche sur un vase précédé du titre « Nesout-bity »[113] et avec un cartouche sur un cône de granit mais sans aucun titre[177],[178].

Ces deux titres sont des exemples par excellence du concept de dualité de l'idéologie royale égyptienne, caractéristique de cette civilisation, mais aussi de l'ancienneté de ce concept, remontant à ka Ire dynastie, bien que l'utilisation de ces titres a pris du temps à se mettre en place et à se stabiliser. Bien que ces titres et le nom associé n'ont jamais pris l'ascendant sur le nom d'Horus, ce dernier étant resté le principal nom tout au long de la période. Comme le montrent les attestations d'Houni, le dernier roi de la IIIe dynastie, ce nom était encore présent à la fois sans cartouche et précédé du titre « Nesout-bity » et en cartouche mais sans titre. Cependant, dès le règne de Snéfrou, le premier roi de la IVe dynastie, la titulature subit une évolution qui introduit une distinction entre le nom de Nebty, précédé du titre « Nebty » et sans cartouche et encore souvent identique au nom d'Horus, et le nom de Nesout-bity, en cartouche, précédé du titre « Nesout-bity » et qui devient le principal nom par lequel le souverain sera nommer, et ce jusqu'à la fin de l'histoire égyptienne. Un fait intéressant à noter est que, pour les trois premières dynasties, malgré le fait que ce soit le nom d'Horus qui soit le principal nom, la « mémoire monarchique » retiendra ce nom de « Nesout-bity-(Nebty) ».

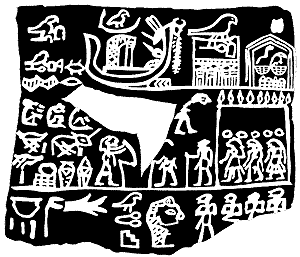
Étiquette en ivoire découverte dans la tombe de Neith-Hotep à Nagada - Musée du Caire (JE 31773=CG 14142) ; le nom de Nebty « Men » (Mn) est situé en haut à droite de l'étiquette (Ire dynastie).
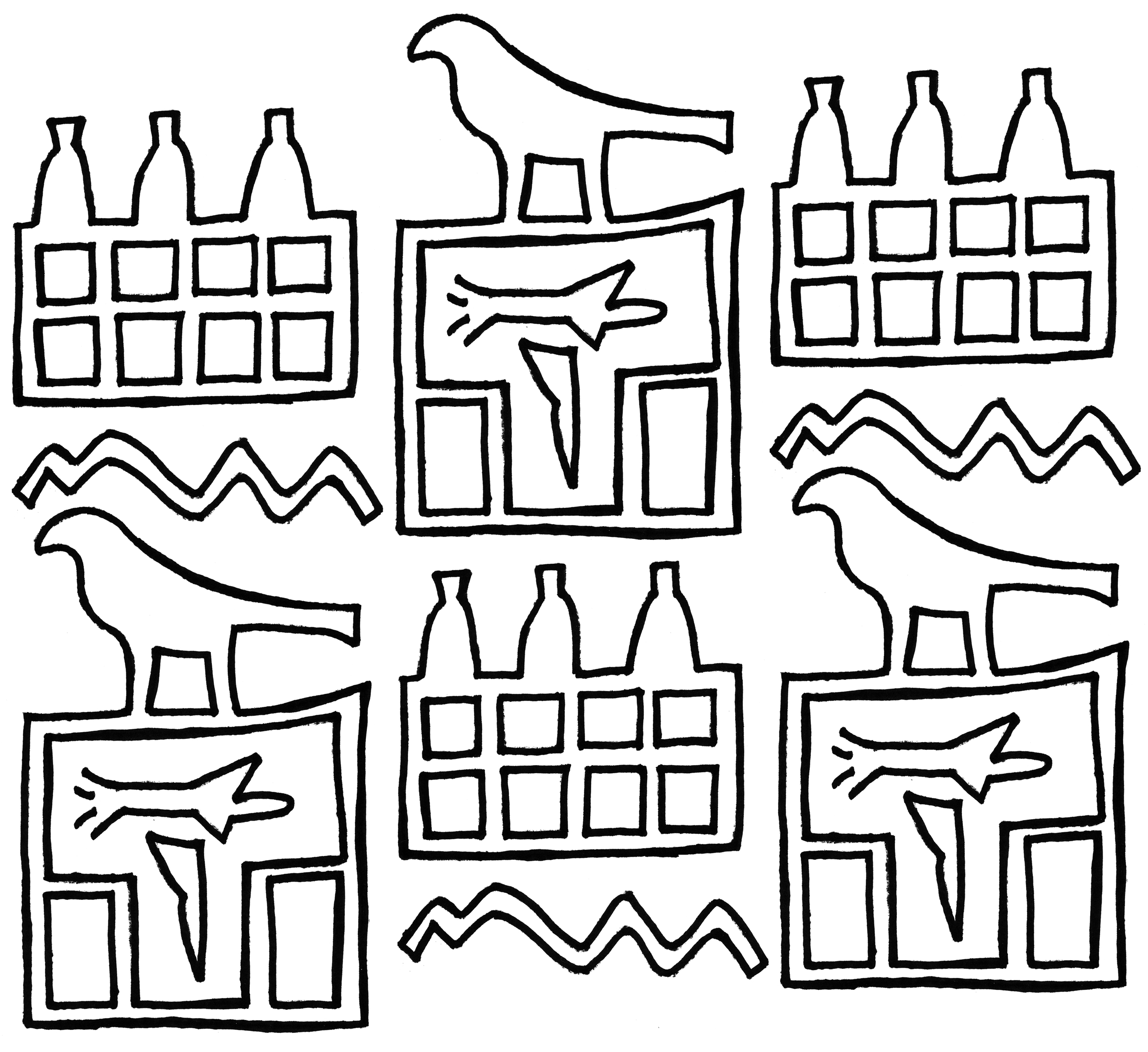
Reconstruction de l'empreinte du sceau de Narmer découverte à Abydos (Ire dynastie).
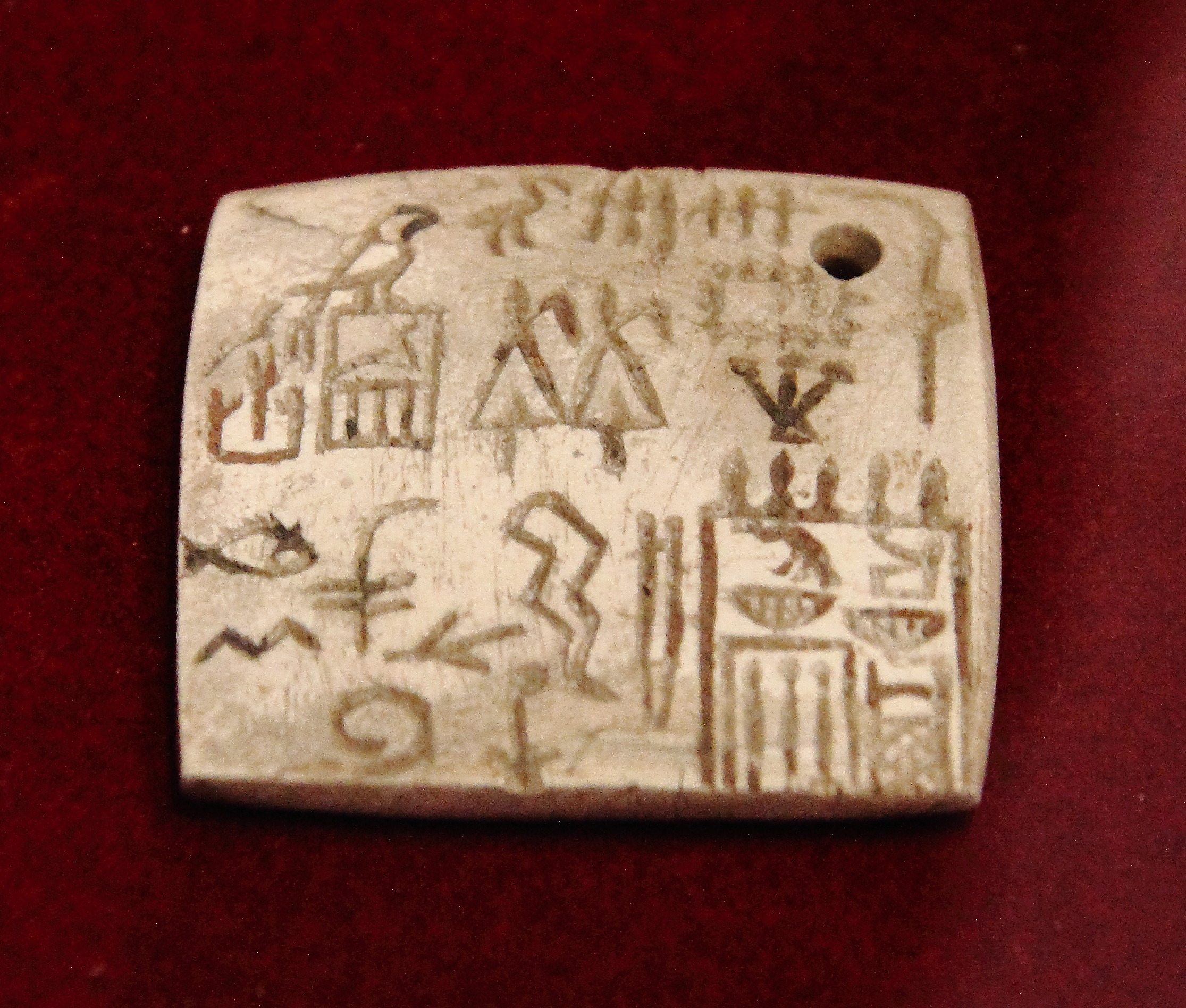
Étiquette inscrite au nom de Djer et du haut fonctionnaire Sekhemka-Sedjet, découverte dans la tombe S3504 à Saqqarah - Musée égyptien du Caire ; le nom de Nebty « Iterty » (Jtrty) est situé en bas à droite de l'étiquette (Ire dynastie).
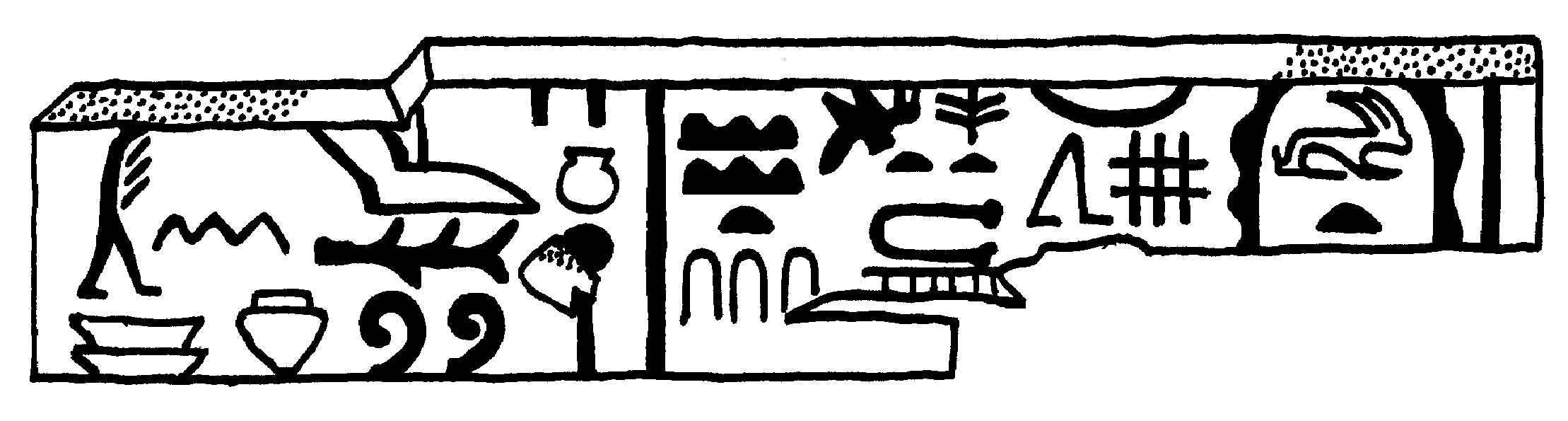
Dessin d'une étiquette d'ivoire de Den découverte dans sa tombe (Ire dynastie).
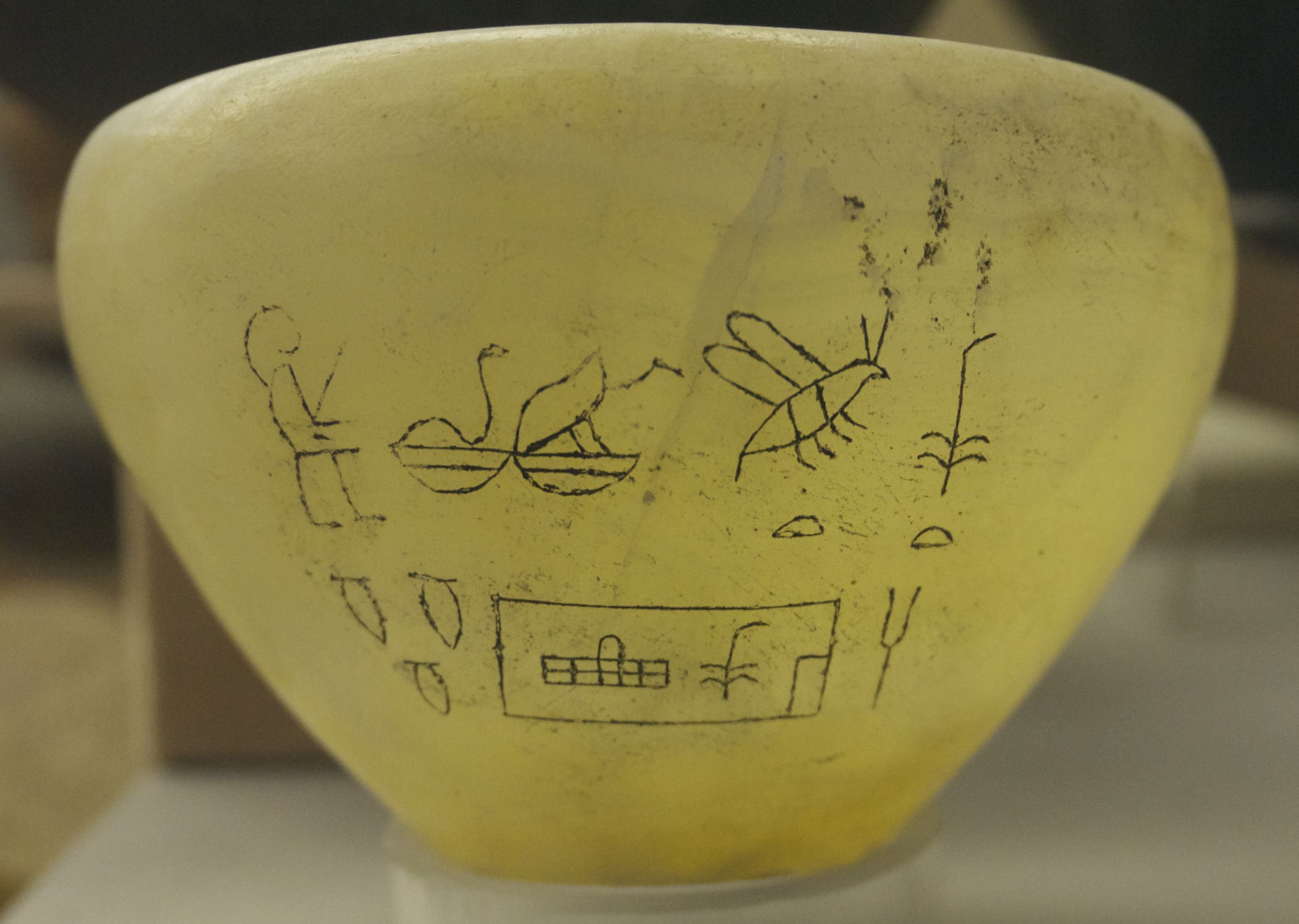
Vase en calcite de Sémerkhet portant l'inscription « Nesout-bity Iry-Nebty » - Musée d'Archéologie nationale, Saint-Germain-en-Laye (Ire dynastie).
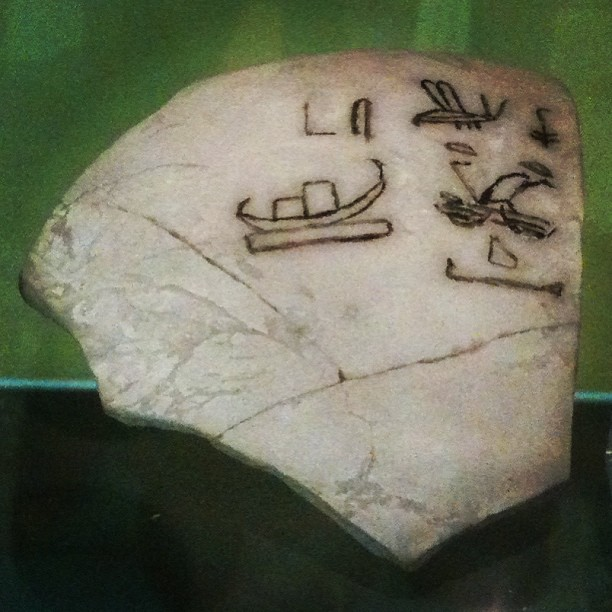
Fragment de vase en pierre provenant de la tombe de Qâ et mentionnant l'inscription « Nesout-bity Qâ-Nebty » (Ire dynastie).
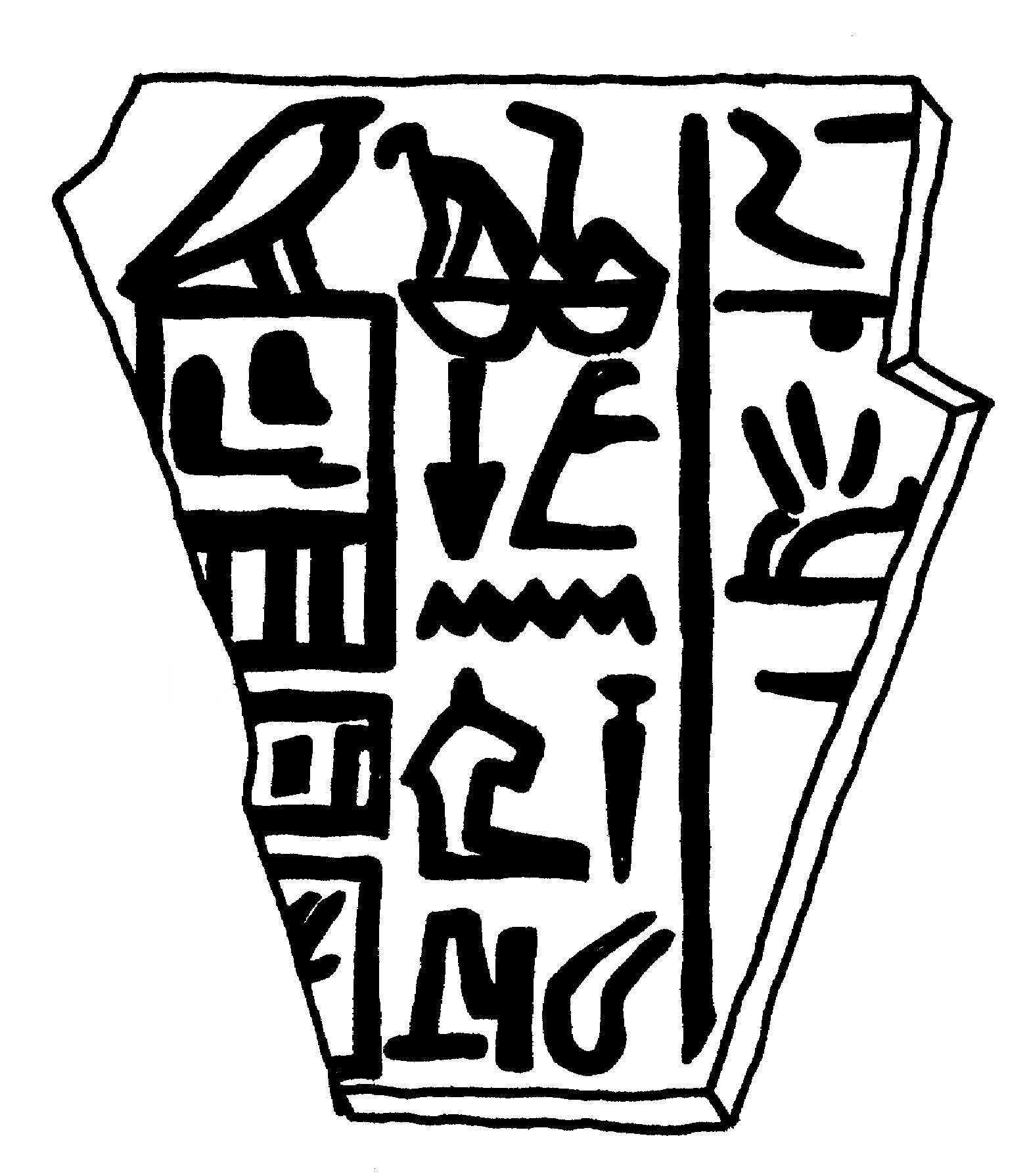
Étiquette d'ivoire portant le serekh Qâ et le nom de Nebty du roi « Sen » (Sn) (Ire dynastie).
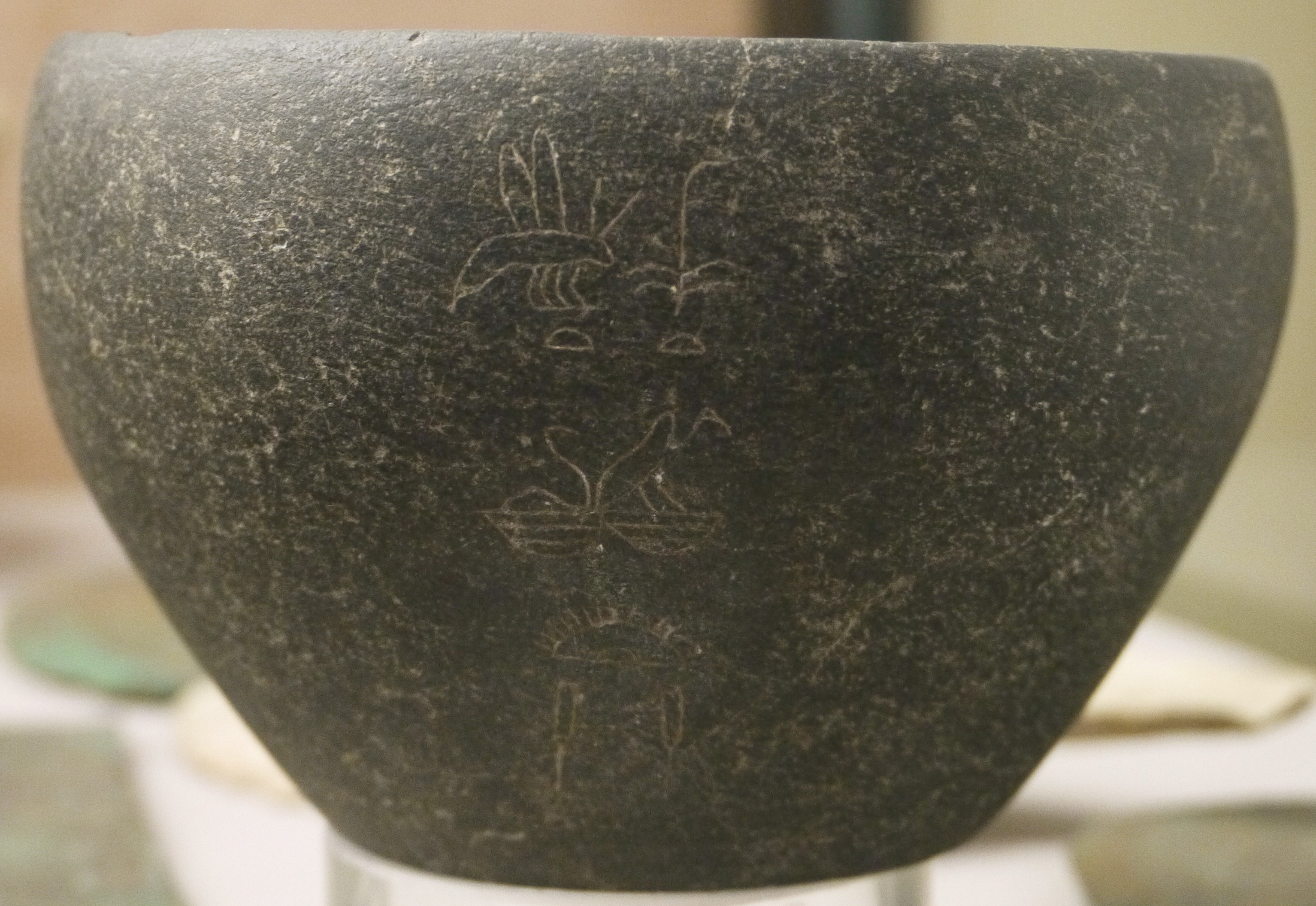
Vase en granit portant l'instription « Nesout-bity Khâsekhemouy-Nebty » - Musée d'Archéologie nationale de Saint-Germain-en-Laye (IIe dynastie).
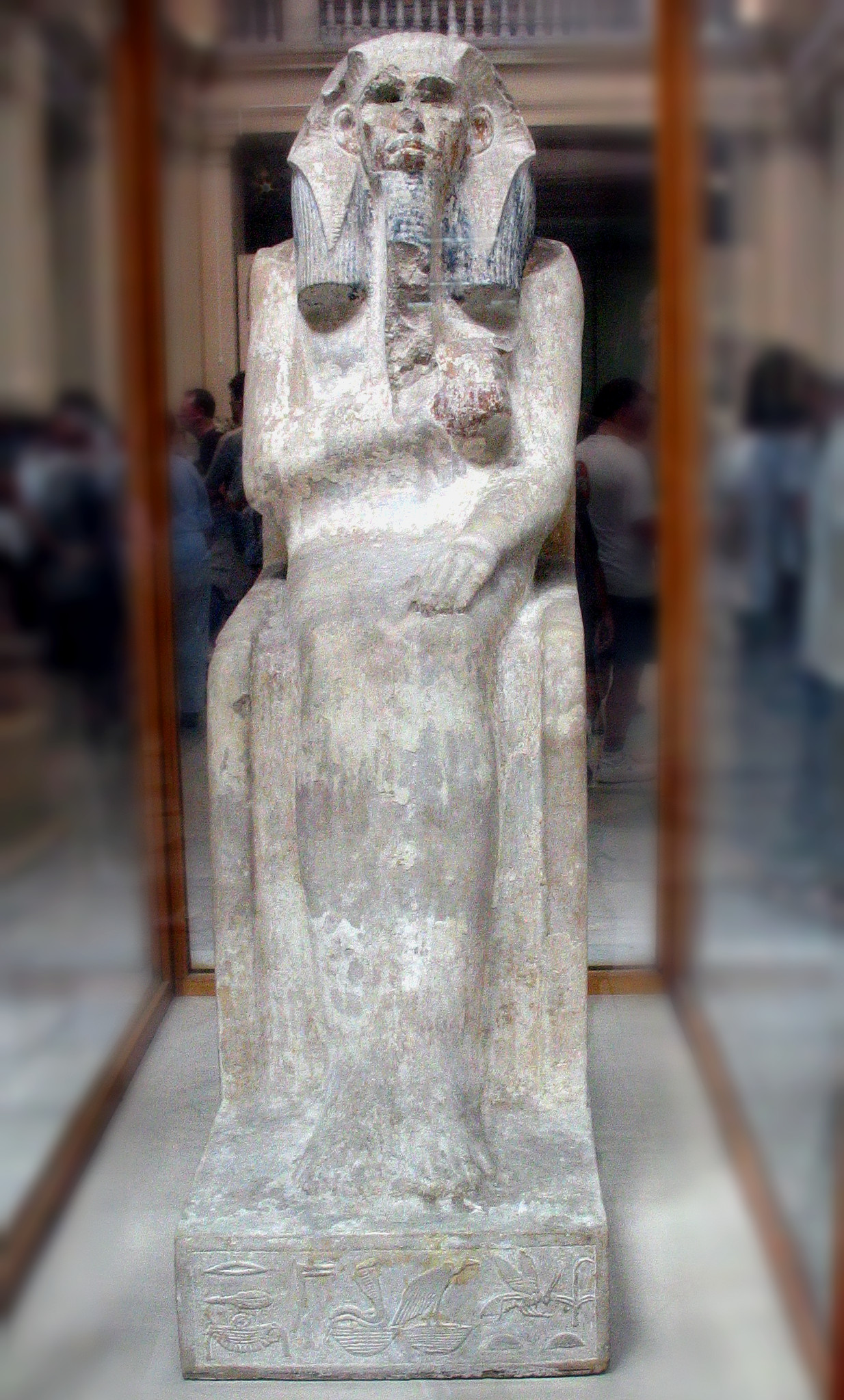
Statue de Djéser au Musée égyptien du Caire ; sur le socle est inscrit « Nesout-bity Netjerikhet-Nebty » (IIIe dynastie).
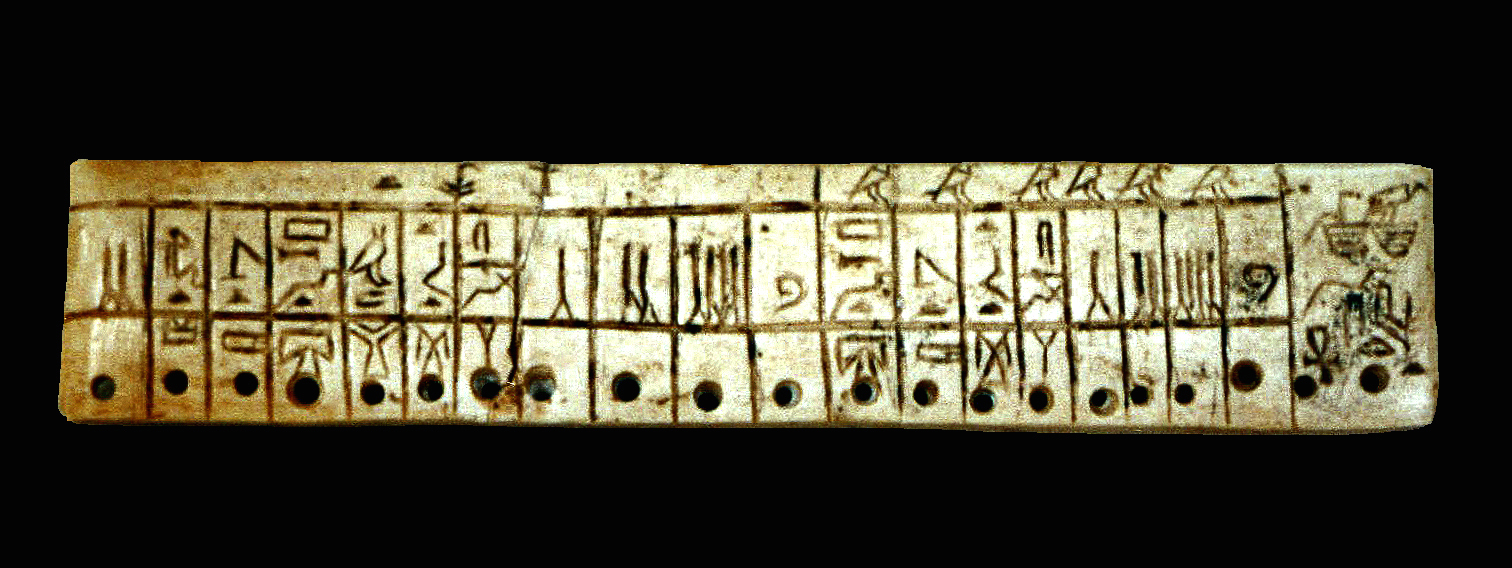
Étiquette d'ivoire trouvée dans les appartements souterrains de la pyramide traditionnellement attribuée à Sekhemkhet et inscrit à droite au nom de Nebty « Djeseret-Ânkh-Nebty » (IIIe dynastie).
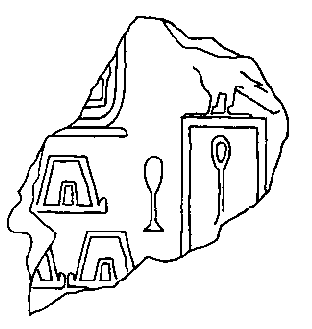
Fragment du sceau d'argile E 5251 tel que reconstitué par Stadelmann ; en haut à gauche se trouve les restes du plus ancien cartouche attesté et à droite la partie supérieure du serekh de Sanakht (IIIe dynastie).
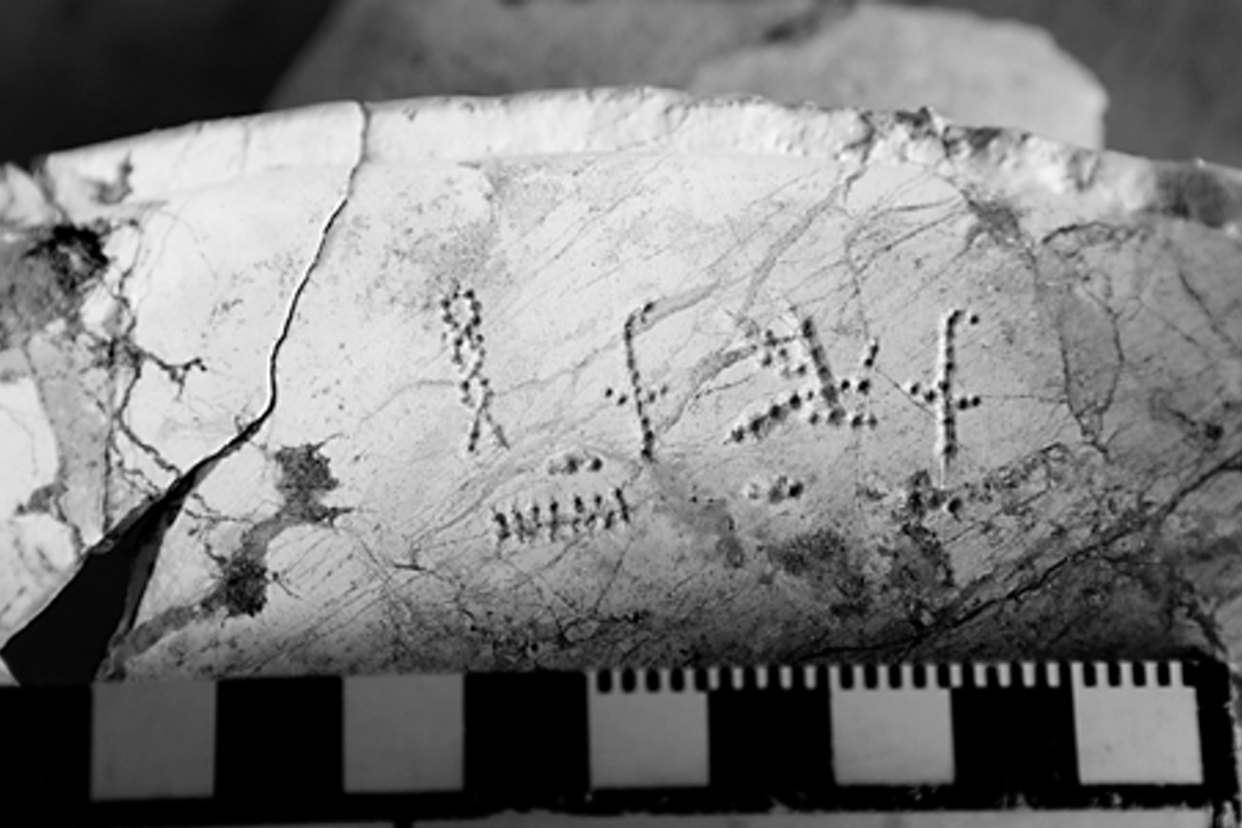
Bol provenant de la tombe AS 54 d'Abousir et portant l'inscription « Nesout-bity Houni » (IIIe dynastie).
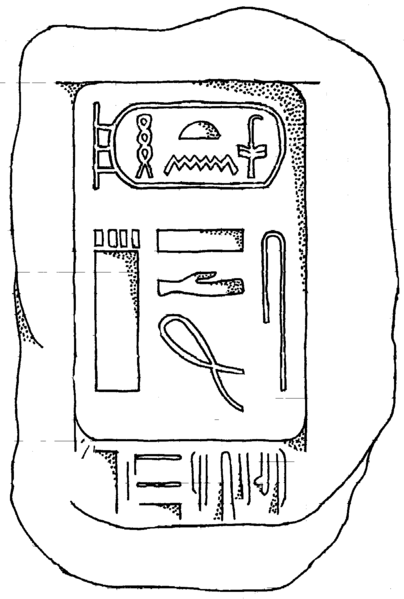
Cône de granit provenant d'Éléphantine et inscrit avec le cartouche d'Houni (IIIe dynastie).

##### Nom d'or
Le titre de l’or (à moins qu'il s'agisse plus un symbole royal qu'un titre en tant que tel), apparu dès la Ire dynastie (bien qu'il puisse s'agit alors plus d'un symbole royal plutôt qu'un titre) et qui se transformera plus tard en un véritable nom d'Horus d'or, symbolise peut-être la divinité royale, l'or (« nébou » nbw) étant la chair des dieux et un métal solaire par excellence. Il symbolisait peut-être également la ville de Noubet, « Celle de l'or », patrie du dieu Seth, l'autre grand dieu royal de l'époque avec Horus ; ce titre avait donc peut-être une autre dimension par rapport au reste de la titulature, celle de la réconciliation des antagonismes divins pour la maintien de l'ordre cosmique et social.
Pour la Ire dynastie, le plus ancien roi associé à un nom d'or est Djer avec le nom « Ny-Nébou » (n(y)-nbw) attesté uniquement sur la pierre de Palerme (Ve dynastie). L'autre roi de la Ire dynastie ayant un nom d'or est Den, attesté uniquement sur une petite étiquette d'ivoire découverte dans la tombe du roi à Oumm el-Qa'ab ; ce nom, « Iâret-Nebou » (Jˁr.t-nbw), est donc le plus ancien qui est attesté dans le registre archéologique. Pour la IIe dynastie, le seul roi connu avec un nom d'or est Nynetjer avec deux attestations du nom « Ren-Nébou » (Rn-nbw) : la première est une attestation contemporaine de la dynastie avec le vase no 98 découvert dans les galeries orientales situées sous la pyramide de Djéser à Saqqarah ; la seconde attestation se trouve sur la pierre de Palerme. Pour la IIIe dynastie, seuls deux rois sont connus dans le registre archéologique avec un tel nom. Le premier est Djéser avec le nom « Nebou-Râ » (Nbw-Rˁ), qu'on peut traduire par « Le soleil d'or ». Le second est Khaba avec ce qui semble être le premier réel nom d'Horus d'or ;  en effet, attesté uniquement sur un sceau à côté du serekh du roi, se trouvait le hiéroglyphe de l'or (« nébou » nbw) sur lequel est perché un faucon, cet ensemble étant traduit par « Le faucon d'or » (« Bik-Nébou », Bjk-nbw), « Horus d'or » (« Hor-Nébou », Ḥr-nbw car le faucon est l'une des manières par excellence de figurer le dieu Horus), « Le dieu d'or » (« Netjer-Nébou », Nṯr-nbw car le faucon pourrait représenter tout simplement un « dieu »).
Si la signification exacte du nom reste incertaine, il aura de l'avenir, les noms d'Horus d'or des dynasties suivantes de l'Ancien Empire reprendront celui de Khâba, soit en ajoutant un ou deux faucons, soit en l'accompagnant d'un autre symbole (« nefer » (nfr), « sekhem » (sḫm), « netjer » (nṯr), « hedj » (ḥḏ), « djed » (ḏd), « ouadj » (wȝḏ), « sema » (smȝ)), voire même en remplaçant le faucon par trois fois le symbole « sekhem » (sḫm) comme a pu le faire Néferirkarê Kakaï de la Ve dynastie.

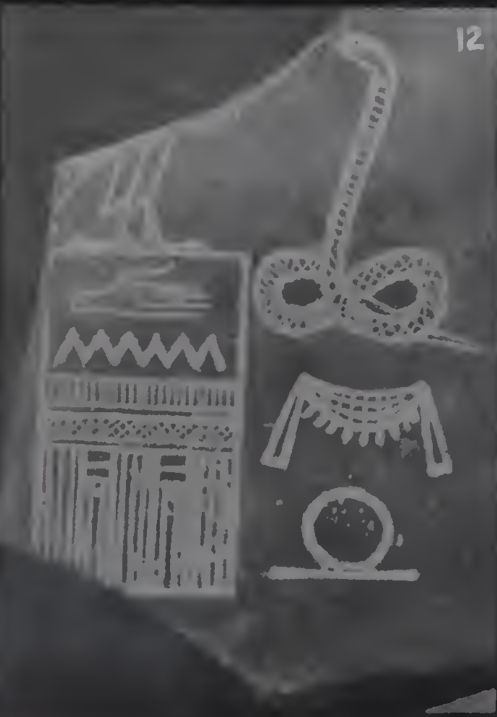
Étiquette d'ivoire découverte dans la tombe de Den et inscrite au nom d'Horus (gauche) et au nom d'or (droite) du roi (Ire dynastie).
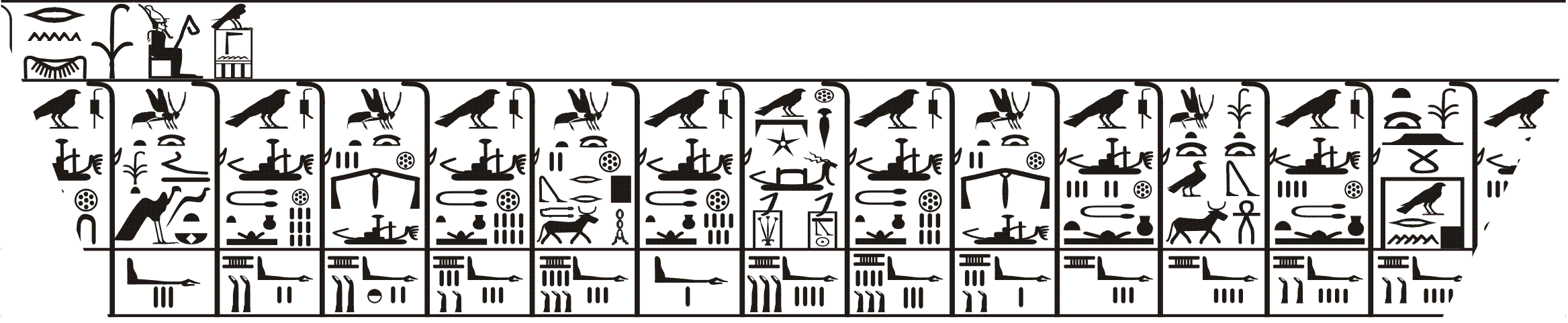
Années de Nynetjer sur la pierre de Palerme ; en haut à gauche se trouve la titulature de Nynetjer, avec tout à gauche le nom d'or du roi (IIe dynastie).
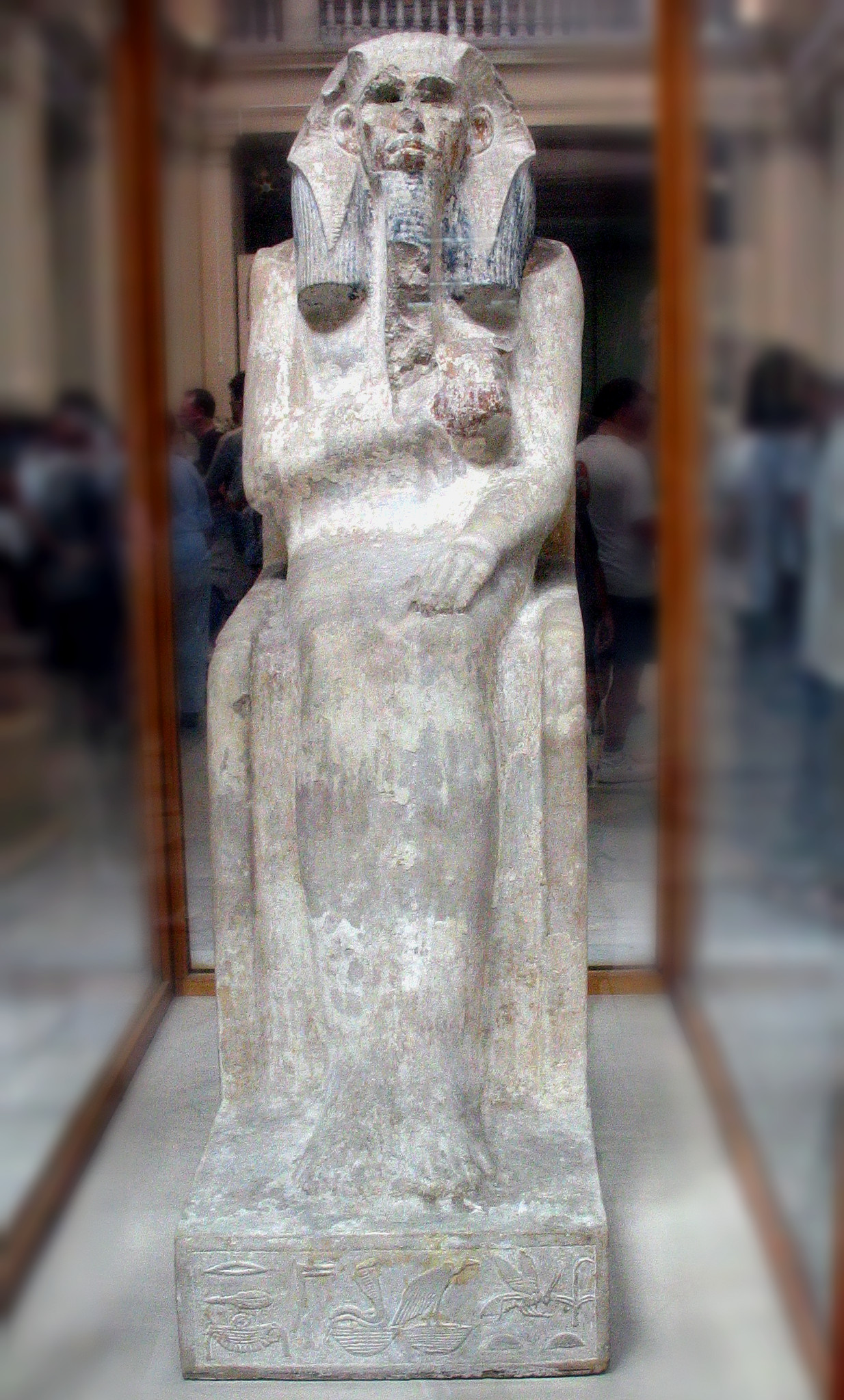
Statue de Djéser au Musée égyptien du Caire ; sur le socle est inscrit, en bas à gauche de « Nesout-bity Netjerikhet-Nebty », le nom d'or du roi (IIIe dynastie).
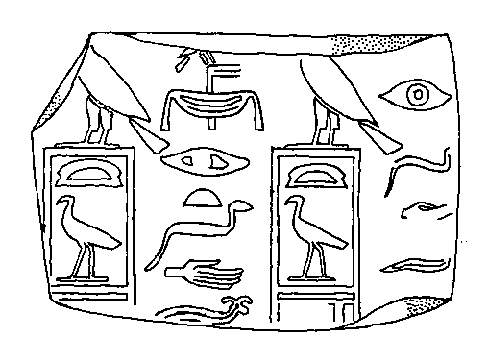
Empreinte de sceau de Khâba UC-11755 de provenance inconnue et portant les noms d'Horus et d'Or - Musée Petrie, Londres (IIIe dynastie).

#### Rituels royaux
L'une des manières les universelles de renforcement du pouvoir royal est la célébration de cérémonies, et la royauté égyptienne très ritualisée n'y échappait pas. Un certain nombre de traits propres aux cérémonies égyptiennes semble être déjà en place dès le règne de Narmer, le reste s'instituant petit à petit au cours de la période thinite. Ces différentes cérémonies, à la signification parfois obscures, sont attestées sur les étiquettes fabriquées pendant les règnes successifs des rois ainsi que sur la pierre de Palerme, une stèle sur laquelle sont reportées les annales royales des cinq premières dynasties égyptiennes. Les principaux rituels attestés pendant cette période sont les suivants :
- l'accession au trône et le couronnement : lors de la mort du roi, l'Égypte entrait dans une phase de grand danger, étant donné qu'elle était soumise aux forces du chaos ; ainsi, l'accession au trône d'un nouveau souverain était d'une importance cruciale ; peu de choses sont connues concernant l'accession au trône si ce n'est qu'il semble que la matinée est le moment le plus propice, par analogie au Soleil qui triomphe des ténèbres de la nuit ; concernant le couronnement, il semble qu'une date propice soit le plus souvent choisie, comme le début de l'année, le début de l'inondation, les solstices et les équinoxes et deux cérémonies y avaient lieu[186] :
  - l'unification de la Haute et de la Basse-Égypte : cette cérémonie n'est pas attestée ailleurs que sur la pierre de Palerme, les rituels qui y sont donc réalisés ne sont pas connus[187],
  - la course rituelle du mur : la course rituelle du roi se déroulait autour du mur entourant Memphis, alors capitale administrative de l'Égypte ; courir autour de ce mur montrait sa bonne condition physique et lui permettait de prendre possession symboliquement de la capitale et donc de l'Égypte[187],
- l'apparition du roi : cette cérémonie est régulièrement citée sur la pierre de Palerme sous trois formes : « apparition du roi de Haute et Basse-Égypte (nésout-bity) », « apparition du roi en tant que nésout » et « apparition du roi en tant que bity » ; les différences qu'impliquent une telle distinction n'est pas connue mais peut-être est-elle liée à la couronne que porte le souverain lors de celle-ci (respectivement le pschent, la couronne blanche et la couronne rouge) ; toujours est-il que cette cérémonie devait impliquer l'apparition du roi devant ses sujets et il a été suggéré, sans certitude, que la massue de Narmer pourrait représenter cette cérémonie sous la forme « apparition du roi en tant que bity », le roi portant alors la couronne rouge[188],
- la fête-Sed : cette cérémonie, célébrée pour régénérer le roi pour qu'il puisse continuer à remplir son rôle de maintien de l'ordre cosmique et de chef de l'État, est la plus connue des cérémonies égyptiennes et est attestée pour plusieurs rois de la période (Den avec deux célébrations, Qâ avec deux célébrations, Nynetjer avec une célébration et peut-être Djéser mais cela n'est pas certain) ; si la cérémonie implique les dieux égyptiens de tout le pays, l'une des plus importantes partie de la cérémonie semble être la course rituelle autour de Memphis[189],
- l'ouverture du canal : la massue du roi Scorpion semble représenter ce roi réalisant un tel rituel ; l'agriculture étant à la source de la richesse du pays, la connexion d'une telle cérémonie avec ce secteur économique suggère l'importance de celle-ci, ce qui justifierait sa représentation sur la massue ; une assiette en ardoise conservée au Metropolitan Museum porte une inscription qui pourrait être liée à ce rituel : « l'ouverture du lac "Les pas des dieux" dans Memphis »[190],
- la chasse à l'hippopotame : cette cérémonie est attestée sur la portion dédiée à Den de la pierre de Palerme, ainsi que sur une étiquette en bois et peut-être sur un sceau de ce même roi ; il est à noter que la chasse à l'hippopotame est attesté sur quelques objets de la période prédynastique dès Nagada I ; si les gestes pratiqués pendant ce rituel ne sont pas connus, sa signification est plus certaine : chasser l'hippopotame, animal puissant et dangereux et donc symbolisant le chaos (l'animal sera ultérieurement associé à Seth), permet de montrer la puissance du roi et lui permet également de remplir son rôle du maintien de l'ordre cosmique en éloignant le chaos[191],
- la présentation du tribut : un tel évènement semble être représenté sur la massue de Narmer déjà mentionnée et devait peut-être avoir lieu dans la cour d'apparition du souverain utilisée la cérémonie d'apparition ; la fréquence d'une telle cérémonie (seulement après une campagne militaire ? à intervalles réguliers ?) n'est pas connue mais il semble qu'un tel évènement était un minimum ritualisé[192].

#### La mémoire monarchique
L'un des rôles du roi est de maintenir le contrôle politique et économique de la monarchie sur le pays et de protéger vis-à-vis de l'éextérieur. L'une des facettes de la monarchie égyptienne est l'enregistrement de ces évènements qui étaient jugés comme méritant d'être consignés.

##### Les supports de conservation
Le moyen choisi par les rois de la dynastie sont des étiquettes, de bois ou d'ivoire, découvertes principalement dans les tombes royales d'Oumm el-Qa'ab et dans les tombes de l'élite à Saqqarah. Ces étiquettes servent à nommer les années et reportent, par ordre de fréquence, des cérémonies religieuses, des visites royales et des activités militaires ; seules celles de Qâ à la fin de la dynastie, reportent des fondations de bâtiments religieux et la collecte de diverses essences de bois. Ces activités montrent que les étiquettes royales avaient un but aussi administratif, là où les palettes à fard et les massues cérémonielles, montrant surtout des activités militaires, avaient des fonctions plus idéologiques. Le fait que les étiquettes servent à nommer les années indiquent que les activités reportées étaient planifiées (l'année était nommée dès le début et non à l'issue des douze mois de celle-ci).
L'autre support sont les annales royales. Le seul exemple concernant la période thinite est la pierre de Palerme, datée de la Ve dynastie. Ainsi, il n'est pas certain que ce qui y est inscrit ne comporte pas des erreurs. Néanmoins, l'existance même de cette pierre de Palerme montre que l'administration égyptienne conservaient sur le temps très long un certain nombre d'informations, ce qui a été nommé par certains chercheurs la « mémoire monarchique ». Il peut être constaté que le même type dévènements y sont inscrits. Cependant, une information existe en plus : le niveau de la crue du Nil. La présence de cette donnée montre l'importance dès la plus haute antiquité que cette donnée a pour l'État égyptien : en effet, l'économie du pays étant principalement agricole, l'effet de la crue du Nil sur cette dernière, et donc sur les taxes associées, était déterminant.

##### Le découpage dynastique
L'une des informations les plus intéressantes transmises par la pierre de Palerme concerne la manière de nommer les années pour les cinq premières dynasties égyptiennes. Ainsi, on peut constater que sous les rois de la Ire dynastie, les années sont nommées par des activités royales. Cependant, la IIe dynastie a introduit le recensement du cheptel, recensement qui semblait être biannuel et était numéroté, cette numérotation redémarrant à zéro à chaque début de règne. À la IIIe dynastie, il semble que l'administration reprend le système en vigueur à la Ire dynastie, le recensement devait probablement toujours avoir lieu mais ne servait plus à nommer les années. La IVe dynastie reprend le système de nommage des années de la IIe dynastie, système que gardera également les rois de la Ve dynastie. Ainsi, il est possible que les changements dynastiques, d'après la terminologie de Manéthon reprise par les égyptologues, concernant les quatre premières dynasties tout du moins, soient en fait le reflet des changements de nommage des années.

##### Les activités enregistrées
Les activités enregistrées sont donc les suivantes :
- les Suivants d'Horus : attesté dès le règne d'Aha sur la pierre de Palerme, et avec semble-t-il une pause pendant le règne de Den, cet évènement fait encore l'objet de débats ; il s'agit peut-être d'une tournée royale dans le pays peut-être pour y exercer son autorité judiciaire ou peut-être dans un but lié à la collecte les taxes[198],
- les visites royales : dans un pays où le transport se faisait en grande partie par le Nil, le roi traversait le pays dans des barques royales pour ses visites (ces visites sont enregistrées dès le règne d'Aha sur des étiquettes) ; les visites concernaient les principaux lieux de culte du pays (temple de Neith à Saïs, sanctuaire d'Ouadjet à Bouto, lac sacré d'Heryshef à Héracléopolis Magna)[199],
- la fondation de temples : l'une des principales activités royales est la construction, l'embellissement et la restauration des lieux de culte ; ainsi, certaines entrées de la pierre de Palerme et une étiquette de Qâ mentionnent ce qui semble être plusieurs étapes dans la fondation d'un lieu de culte : la fondation (littéralement étirement des cordes, pḏ-s̆s), l'érection (ˁḥˁ) et une activité nommée ḥȝ diversement interprété (une course rituelle autour du bâtiment effectuée par le roi ?)[200],
- la consécration d'images divines : en parallèle de la construction des temples était celle de la fabrication de statue divine, ce qui semble être l'une des activités les plus régulièrement citées sur la pierre de Palerme ; on trouve comme divinités Anubis, Min, Iat (une déesse nommée également dans les textes des pyramides et peut-être liée au roi en tant que nourrice donnant le lait[201]), Ha, Neith, Sed (un dieu chacal lié à la fête-Sed et peut-être à Oupouaout[202]), Thot et Hedjour (une divinité babouin représentant vraisemblablement les ancêtres royaux et peut-être déjà représentée sur une statuette datée du règne de Narmer[203])[204],
- les activitées militaires : seules quelques étiquettes et quelques entrées de la pierre de Palerme mentionnent des activités militaires, activités militaires qui étaient donc peut-être déjà prévues à l'avance (à moins qu'il s'agit d'activités rituelles ?) ; une étiquette d'Aha présente une attaque contre la Nubie, une étiquette de Den mentionne une attaque contre les « gens de l'Est » tandis que quatre étiquettes fragmentaires de ce même roi montrent des destrctions d'ennemis levantins ; la pierre de Palerme mentionne une attaque contre les Bédouins sous Den et la destruction des villes de Shemrâ (Le soleil est venu) et Ha (La ville du nord) sous Nynetjer[205].

#### L'architecture, expression du pouvoir
L'architecture est l'un des symboles les plus visibles de la monarchie en Égypte. Sa particularité est de deux types :
- le premier est ce qui est nommé la « façade de palais », d'origine mésopotamienne et intégrée dans la culture égyptienne dès la période Nagada II, et est un symbole royal par excellence, étant représenté dans la partie inférieure du serekh, la partie centrale entourant le nom d'Horus du roi ; la « façade de palais » sera aussi utilisée pour la construction des enclos funéraires des rois à Abydos et à Saqqarah ; elle sera copiée dès la Ire dynastie par l'élite dans la construction de leurs tombeaux à Saqqarah, Nagada, Tarkhan, Abou Rawash, etc.[206],
- le second est la taille même des constructions funéraires royales, grandissant petit à petit au fil des règnes et autour desquelles une partie de l'entourage royal s'est fait enterrer ; il est à noter que, pour les tombes royales d'Abydos, le tertre surplombant la tombe du roi surplombait aussi les tombes de son entourage, montrant que le roi allait continuer de gouverner ses sujets dans l'Au-delà (le fait même que ce tertre surplombait ces tombes subsidiaires montre qu'une partie de l'entourage du roi était sacrifiée lors de la mort de ce dernier)[206].

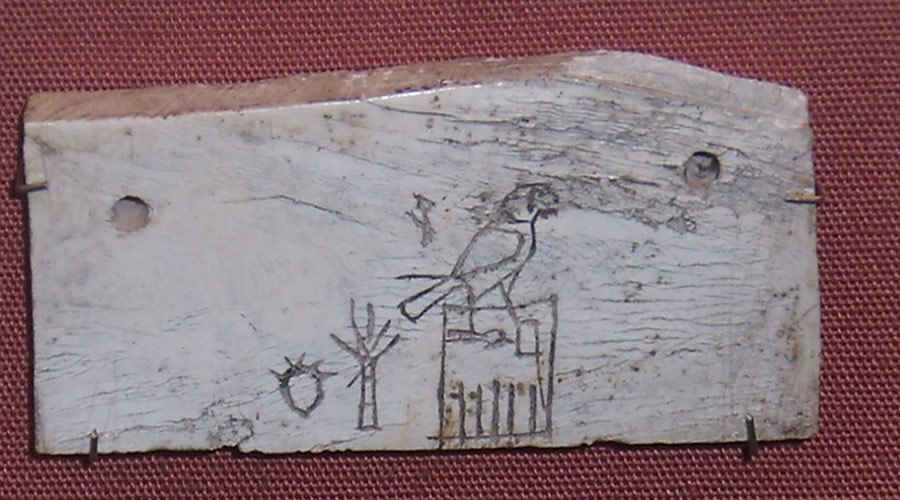
Étiquette d'Aha inscrit avec le serekh du roi.
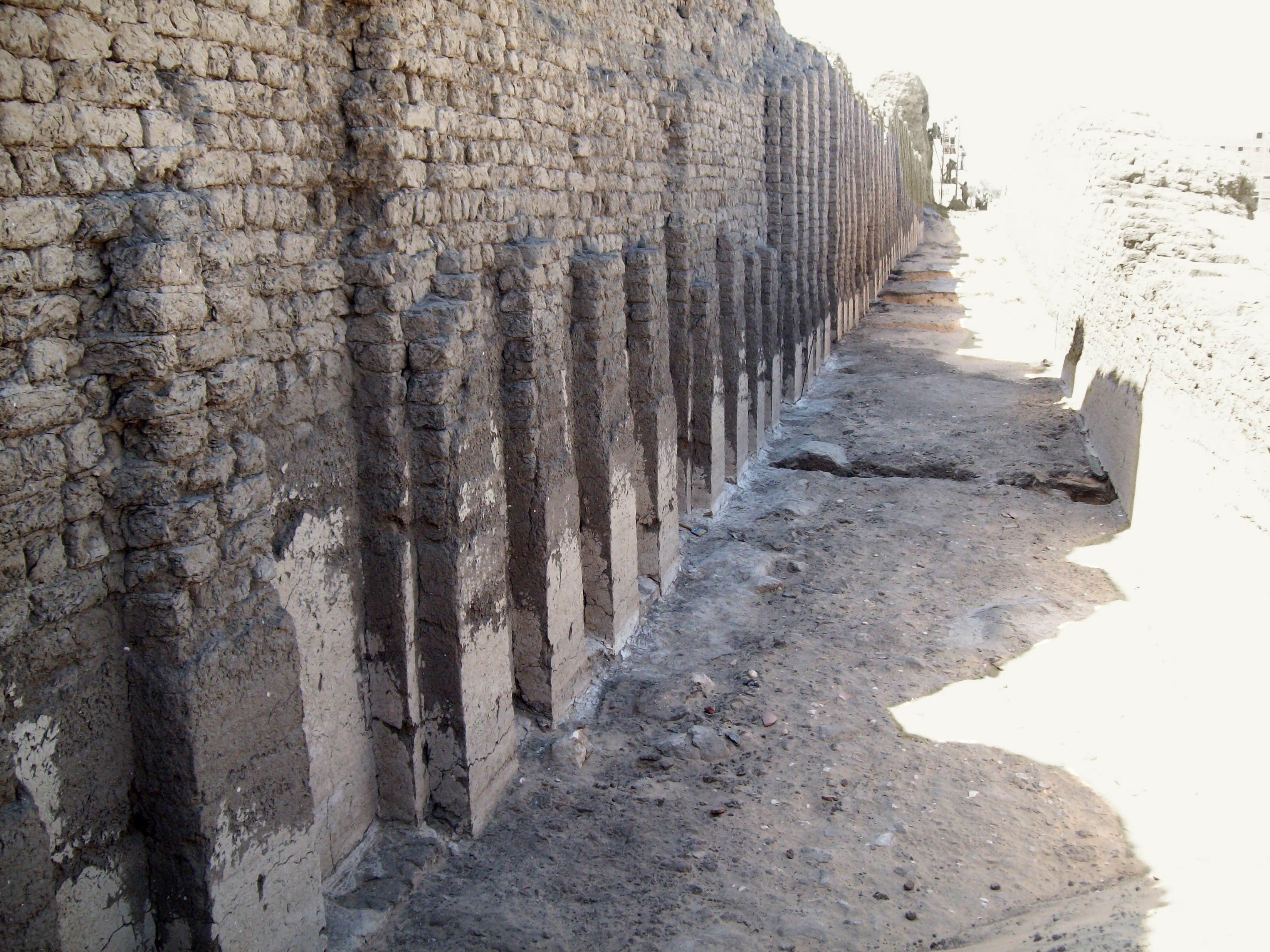
Enclos funéraire de Khâsekhemouy à Abydos.
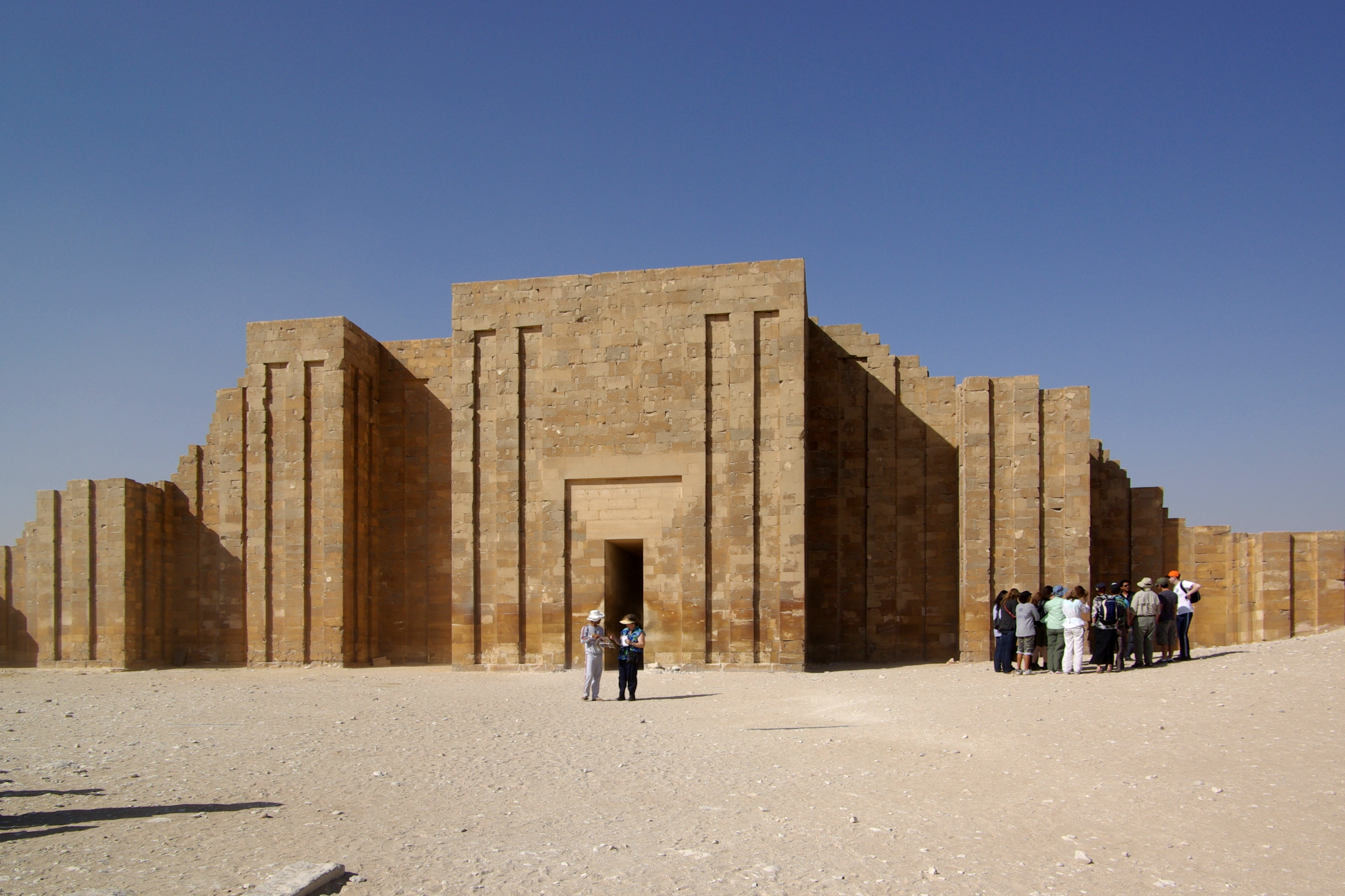
Entrée du complexe funéraire de Djéser, toute l'enceinte était à « façade de palais ».
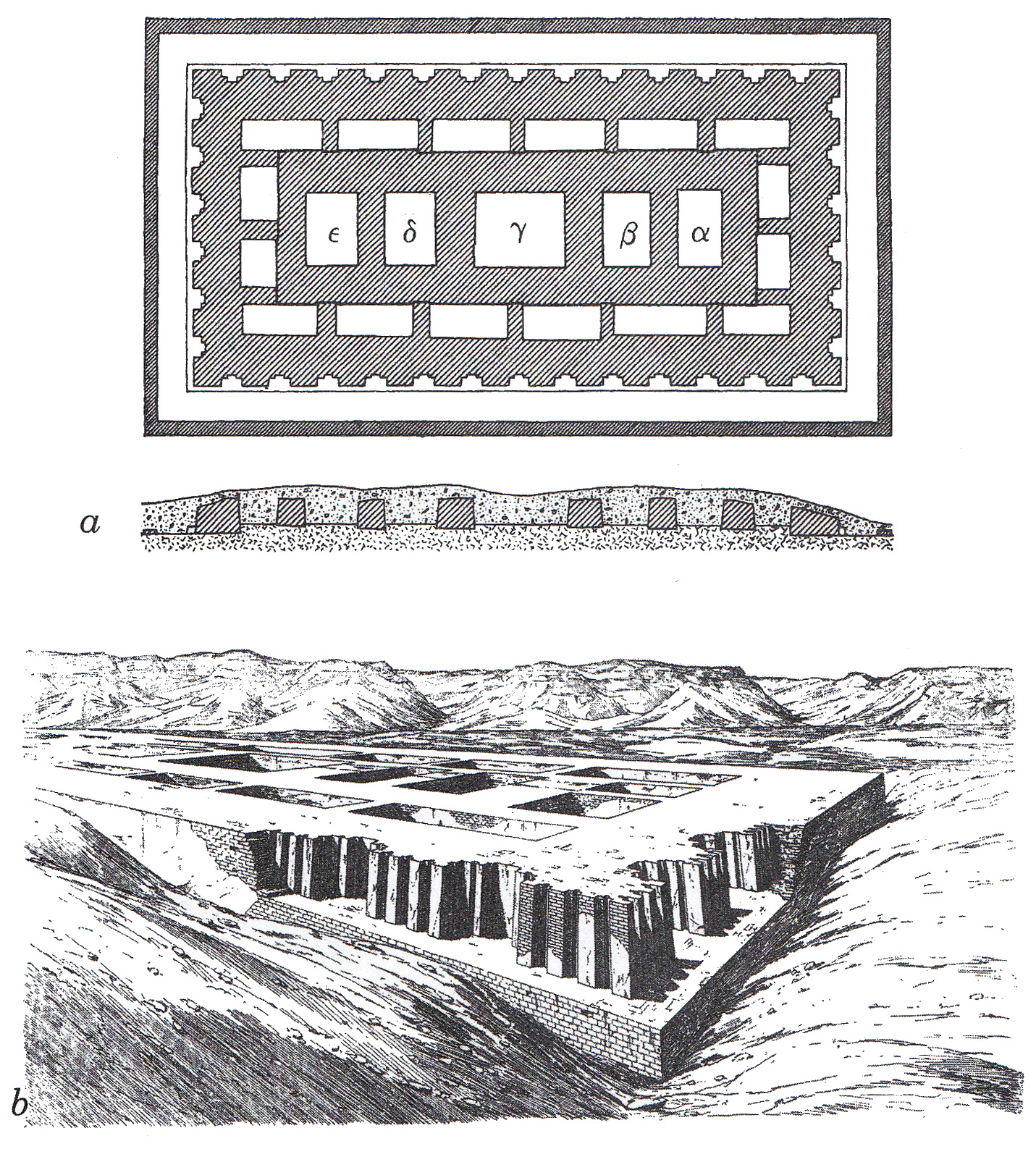
Tombe de Neith-Hotep à Nagada, les quatre côtés étant à « façade de palais ».

### Art de l'époque thinite
C'est à l'époque des deux premières dynasties que sont mises en place les conventions de l'art égyptien, en parallèle avec l'émergence des systèmes politique et social. Cet art se caractérise par une architecture funéraire en développement et un mobilier funéraire varié.